# スレイヤーズの登場人物
スレイヤーズの登場人物（スレイヤーズのとうじょうじんぶつ）では、ライトノベル・漫画・アニメ・ゲーム作品『スレイヤーズ』に登場する人物や、それに付随する武器等を記述する。

## 主人公パーティ
リナ＝インバース声 - 林原めぐみ

ガウリイ＝ガブリエフ声 - 松本保典

白蛇のナーガ声 - 川村万梨阿

ゼルガディス＝グレイワーズ声 - 緑川光
凄腕の魔法剣士。魔剣士あるいは狂戦士と通称され、かなり有名でナーガや千の偽名（サウザンド）も名前を知っていた。
もとは敵で、先祖である赤法師レゾの命令でリナを拉致するが、かつてレゾに邪妖精（ブロウ・デーモン）、岩人形（ロック・ゴーレム）と合成され青黒い石のような硬い肌と金属の糸のような髪を持つ異様な合成獣（キメラ）にされたことを恨んでおり、レゾに復讐するため、リナを逃がして仲間となる。
レゾの一件後リナたちとは別れて、体を元に戻すための旅を続けていたが、クロツ率いる邪神崇拝教団と「異界黙示録（クレアバイブル）」の写本を巡って争っている途中リナたちと再会し、リナたちと行動していれば元に戻る手がかりの方から飛び込んでくると考え再び同行した。
使う魔法は精霊魔術のみで、高位の呪文を使う一方、消火の呪文を習得していない、アメリアに教わるまで初級の呪文である「治療（リカバリィ）」を使えなかったなど攻撃系以外の呪文のストックは少ない。多用する呪文は、武器に魔力を込める「魔皇霊斬（アストラル・ヴァイン）」。
岩石の組織により、高い防御力を持つ他、リナを圧倒的に上回るスピードと運動性を有しており、高いレベルの白兵能力を誇っている。
その目立つ容姿とかつての悪行から、人目を避けるため人ごみの中では常にフードやマスクなどで自分の顔を隠しているが、そのことでかえって目立っているとも言われる。きわめてクールな性格だが茶目っ気もあり、アニメではリナたちによっていじられまくった。NEXTでは、ドラゴン料理に使う湖竜（レイクドラゴン）を捕まえる際に数々の悲惨な目に合ったり、吹っ切れて聖なる巫女の唄をノリノリで踊りながら歌ったり、自ら進んで女装のため化粧をしようとするなどしたが、大抵は自分の姿に嘆き終わることが多い。名前を間違えられることが多い。
第一部のラストでリナたちと行動を別にし、人に戻る法を探してあてのない旅を続けている。第二部では名前しか登場していないが、その後の様子が外伝で描かれている。原作者によると最終的には元の姿に戻ることができるそうだが、その過程は機密情報とのこと。
スレイヤーズREVOLUTIONおよびスレイヤーズEVOLUTION-Rでは、冥王の壺を使えば元の人間の姿へと戻せる可能性があったが気がついていなかった模様。
SFC用資料としてあらいずみるいにより描かれた対比表では、リナと同じぐらいの身長に設定されていたが「ファンが減る」という理由からNGになりゼルガディスの身長だけが調整された2nd verの比較表が世に広まった。この表ではアメリアの身長もリナより低くなっている。
アメリア＝ウィル＝テスラ＝セイルーン声 - 鈴木真仁
セイルーン王家の第一王位継承者フィリオネルの次女。父に似ていない黒髪の美少女。「正義の味方はかくあらねばならない」など、正義に対する思い入れと思い込みが父親譲りで激しく、正義のためなら捨て身で突っ走るが、ところどころドライなセリフが見受けられる。セイルーンの巫女頭であり、アストラル系の精霊魔術や白魔術を得意とし黒魔術も高位のものが使える。また体術の腕も中々で、両拳に魔力を込める「霊王結魔弾（ヴィスファランク）」を用い、純魔族をどつき倒している。悪人を前にすると高いところに昇りポーズを決め、口上を述べた後飛び降りるが、何時も着地に失敗している。しかし、頑丈な身体の持ち主のようで着地に失敗しても直ぐに復活する。猛烈な睡魔に襲われると立ったまま寝ることがある。セイルーンのお家騒動でリナたちと知り合い事件解決後「どこかで動いている何か」にリナが関わっていると感じ、それを見届けるためにリナたちと旅を始める。事実上、男女4人の固定パーティであった上、ゼルガディスと同時にパーティを抜けたこともあって、ファンからはゼルガディスとカップリングされやすい。アニメでは原作以上に彼との絡みの描写が目立ち、別れの際に自分のアミュレットを手渡していた。姉グレイシアがいるが、現在は行方不明（こちらを参照）。
身長155cmでリナより背が高く、原作ではリナに対して呼び捨てで関係も対等であるが、アニメでは「〜さん」付けに変更され、身長もリナより低くなり妹分のような扱いになっており、性格もドライな部分は無くなり完全に正義一辺倒な乙女になっている。漫画『超爆魔道伝』や『水竜王の騎士』など大半のメディアミックスでもアニメ版の設定が採用されている。また原作ではさしたる記述が見当たらぬものの、漫画『超爆魔道伝』やアニメでは微乳リナと比較しての豊乳っ振りが、動画や台詞の端々にて表現されている。最強にして最大の必殺技として「勘違い」を持つ。
第二部ではゼルガディス同様名前しか登場しない。リナたちと出会う前の様子が外伝で描かれており、リナたちと別れた後は出会う前と同じ生活を送っている。
漫画作品『ファルシェスの砂時計』では原作とアニメを折衷したようなキャラ付けがされており、敬語であるがリナのことは呼び捨てにしている。独自設定としてミニスカートを穿いている。また、リナから胸を揉まれる、失言をしたゼルガディスを叱るなどの絡みも見られた。
シルフィール＝ネルス＝ラーダ声 - 冬馬由美
サイラーグの神官長の娘でサイラーグの巫女頭。長い黒髪の美人。言葉使いは丁寧だが、さらりときついこと言ったり、子供の頃に「祝福の剣（ブレス・ブレード）」を隠したことを気にしていなかったりと、中々いい性格をしている（アニメでは、やや天然ボケな面が強調されている）。かつてサイラーグで起きた事件との関係で、ガウリイとは本編以前から面識がありガウリイに好意を抱いている。白魔術を得意としているが、何故か黒魔術最強の呪文「竜破斬（ドラグ・スレイブ）」が使える。神託を授かる能力がありリナに「重破斬（ギガ・スレイブ）」が世界を滅ぼしかねない物だと教える。コピー・レゾによって町の人間が抱きこまれ、孤立していたところにゼルガディスに会い、ゼルガディスと共にレゾを暗殺しようとするが失敗、逃げる途中でリナたちと合流した。サイラーグが壊滅した後はセイルーンの親戚の元に身を寄せる。なお彼女はセイルーンの「第一王子」に幻想を抱いており、この時「実物」と対面して激しいショックを受け、寝込んでしまった（そのため、セイルーンで起こった一連の騒動には登場しない）。その後、フィブリゾによって再現されたサイラーグの噂を聞き、真偽を確かめに行く途中に、リナたちと再会する。第1部終了後のREVOLUTIONでは、巫女の仕事の傍ら、軍の救援部隊の手伝いをしていることが語られている。アニメでは、攻撃呪文が苦手で、行使可能な攻撃呪文は、精霊魔術である「炎の矢（フレア・アロー）」の小型版（リナ曰くにんじんフレア・アロー）程度という設定がある。原作では破邪の呪文でレッサー・デーモンを軽く葬り去っている。アニメでは1話だけフレア・アローを石壁が破壊できるぐらいの威力にまで完成させたが、それ以後は元の小型に戻ってしまっている。
角川つばさ文庫版では1巻より登場し、以降リナたちと旅路を共にする。
ルーク
声 - 高木渉（ファンタジア・リビルド）
凄腕の魔法剣士。第二部以降に登場し、ミリーナと共に旅をしている目つきの悪い黒髪短髪の宝捜し屋（トレジャーハンター）。髪の色は本来赤だが、ミリーナが嫌がったため黒く染めていた。ミリーナに好意を抱き、常にアプローチしているが冷たくあしらわれる。自称「ミリーナの愛のドレイ」だが、リナ曰く「ただのドレイ」ガウリイ曰く「尻に敷かれてるだけ」。リナ並みに口が悪く「からかえる相手は徹底的にからかう」のが信条のためよくリナと口喧嘩をしているが口が達者なリナには勝てず言い負かされることが多い。ベゼルドにあるという魔力剣を探している途中リナたちに出会いザインたちに対抗するため、手を組む。事件解決後リナたちと別れるが、その事件で魔族や人魔と因縁ができ、それらが起こした事件に関わり、行く先々でリナたちと出会う。黒魔術を得意とし、赤眼の魔王の力を借りて呪力を赤い剣にする「魔王剣（ルビーアイ・ブレード）」という呪文を駆使する。また、それによる威力や魔力の消費量が激しいことから、リナと同等以上の魔力容量（キャパシティ）を持っている可能性もある。剣もかなりの使い手であり、純粋な剣技ならゼルガディス以上の腕前で、剣に風の呪文を絡ませることで、斬妖剣を使うガウリイとも互角以上に渡り合えるほどの白兵能力を誇る。当初は「魔風（ディム・ウィン）」を発動させる無銘の魔力剣を使っていたがソラリアでベルギスに折られ、その後は呪文を吸収・放出できるという魔力剣を使用していた。それらを研究して使えるようになったのか、元から使えたのかは不明だが、呪文を物に蓄えることができる。裏社会で生きてきたという暗い過去があるが、ミリーナと出会ってからは足を洗い、現在の明るいお調子者のような性格になる。
実は彼の心の奥には七体に分けられたシャブラニグドゥの一体が封印されており、ミリーナの死をきっかけに人魔を生み出した人間、小細工をして人魔と因縁をつくった魔族、そんな両者を存在させている世界を憎み自分の中の魔王の存在に気づき望んで魔王を受け入れる。そして世界と決別する方法として、世界を滅ぼすか、自分が滅びるかどちらが正しいのか答えを出すため、サイラーグに自分を倒すこともできる世界を創り、リナとガウリイに戦いを挑む。当初はローブと仮面の姿で正体を隠していたがガウリイに見破られ正体を現す（正体を明かした後もリナとガウリイが戦いやすいように仮面とローブ姿だった）。ガウリイを気絶させた後リナとの一騎討ちとなり優位に戦いを進めるも、魔血玉によって強化されたリナの（本来ならば力の源である本人には通用しないはずの）「竜破斬（ドラグ・スレイブ）」によって倒され、自分の望みがリナとガウリイの手で滅ぼされることだったと気づき、「誰か」に対し詫びの言葉を呟いて、滅びた。
ミリーナ
声 - 沢城みゆき（ファンタジア・リビルド）
凄腕の魔法戦士。銀髪をポニーテールにしたやや無表情な美人。第二部以降にてルークと共に旅をしている宝捜し屋（トレジャーハンター）。常に冷静沈着で冷たいツッコミをルークに入れる。ルークにアプローチされても無視し続けているが、本編12巻のリナとのやりとりからして彼女もルークに対して好意を持っているようである。赤毛は好きじゃないらしい。ルーク同様ベゼルドにあるという魔力剣を探している途中リナたちに出会いザインたちに対抗するため、手を組む。事件解決後リナたちと別れるが、その事件で魔族や人魔と因縁ができ、それらが起こした事件に関わり行く先々でリナたちと出会う。アストラル系の精霊魔術を得意とし、精霊魔法最強の「崩霊裂(ラ・ティルト)」など強力な呪文を使うが、派手な呪文を好むリナとは対照的に、堅実な戦い方をしており、味方のサポートやコンビネーションを中心に戦うことが多い。リナも知らない呪文や「翔封界（レイ・ウイング）」の速度強化など隠し技が多く本編中リナ以外のメインキャラでもっとも使用した呪文の種類が多い。剣技もかなりのものであり、ゾードやデーモン化したジェイドと戦えていることから、少なくともリナ以上の実力はあると思われる。多用する攻撃呪文は、魔族にも通用し、貫通力が高く攻撃にも牽制にも向いている精霊魔法の「螺光衝霊弾（フェルザレード）」。
セレンティア・シティでゾードの毒を受け、寺院の権力抗争の煽りで満足な治療を受けられず、ルークに「人を嫌いにならないで」と言葉を残し命を落とす。セレンティア・シティ共同墓地に眠る。彼女の身に降りかかった悲劇が、ルークの中に眠っていた魔王を呼び覚ますきっかけになってしまう。
ミルガズィア声 - 大倉正章
竜族で最も知恵の有る黄金竜（ゴールデン・ドラゴン）の長老。精神世界の干渉力を増幅する「呪霊鎧（リチュアル・アーマー）」を使い、並みの純魔族程度では太刀打ちできない実力を持つため、彼がいれば下位魔族相手ならリナたちは何もしないで見ていても問題ない（あっさり倒すためやることがない）。かつての降魔戦争時の生き残りであり、ゼロスを恐れているが、リナの言動を真に受けてゼロスを「パシリ魔族」呼ばわりしたこともある。降魔戦争の折に右腕を失っており、現在は義手をつけている。この義手はドラゴンの技術と知識により作られた非常に精巧な物で、その動きは装着している本人ですら義手であることを忘れてしまうほどである。必要に応じて人間の姿になることができる。第一部ではリナを「異界黙示録（クレアバイブル）」がある場所に案内した。第二部では魔族の動きを調査している途中でリナたちに会い、協力を依頼し一緒に行動する。常に真顔で時折被害甚大な精神破壊もののギャグを放つが、竜族やエルフには面白いらしく「愉快なミルさん」と呼ばれているらしい。ルークからは親父ギャグドラゴンと呼ばれる。原作小説中において、ガウリイから再三「でっかいトカゲの暇な人」と呼ばれるが、本人は嫌がっている。
スレイヤーズに登場した全キャラクターの中で唯一、精霊、黒、神聖全ての系統の魔法を使用した人物でもある。
メンフィス＝ラインソード
ミルガズィアと共に魔族の動きを調査しているエルフの少女。長い金髪の美人。通称メフィだが、心を許した相手にしかそう呼ばせない。半生体甲冑「魔律甲冑（ゼナファアーマー）」を使う。高飛車な態度で魔族を攻撃する巻き添えで建物を吹っ飛ばしても平然としていたり、トラブルを見越して自分だけ宿帳に偽名を書いたり、性格にかなり問題がある。元は内気で人見知りする子だったが、ある女魔道士（おそらくナーガ）に「そういう時はいっそ高飛車に出てしまえばいい」と教えられ現在のような性格になったらしい。偏食で野菜（主にキャベツ）しか食べず、「他の生き物を殺して食べる野蛮な人間」呼ばわりされたルークからは「偏食エルフ」と呼ばれる（菜食主義はエルフらしいキャラ付けであるが、ミルガズィアによればメンフィスは「偏食で親を困らせている」らしく『スレイヤーズ』世界のエルフ皆が菜食主義と言うわけではないらしい）。リナとは当初仲が悪かったが、覇王との戦いでお互い認め合う。
魔律甲冑（ゼナファアーマー）
竜族とエルフが異界黙示録（クレアバイブル）の知識を使って完成させた半生体甲冑。封魔装甲ザナッファーの完全版。ゼナファという単語には「魔を律する」という意味がある。ザナッファーと違い精神世界面への干渉力をある程度コントロールすることができ、封印（シールド）で干渉を完全に絶てば呪文を使えなくなる代わりに接触型以外の呪文を受け付けなくなるだけではなく装着中でも封印解除（ディスシールド）で呪文の使用が可能で、呪文を増幅することもできる。変形可能で変形し大きさを増すと白い巨人のような姿になり、鎧の背中が瞬時に変形し一対の細長い翼となり、かなりの高速移動ができる。その他に黄金竜（ゴールデン・ドラゴン）特有の閃光の吐息（レーザー・ブレス）を発射する、左腰のパーツを外し、剣のようなものとし、魔力収束（マナコンバージョン）で魔力を込め、光の衝撃波を目標の体の中に空間を超えて発生させる「ゼナフスレイド」を放つ、ある程度は遠隔操作も可能、虫の羽音に似たうなりで空間干渉を防ぐことができるなどさまざまな機能がある。

ランツ
体術とバスターソードを組み合わせて戦う傭兵。赤毛で愛嬌ある顔立ちをしている。それなりの腕ではあるが精神面が弱く、特に女にだらしない。アトラス・シティで現地の魔道士協会副評議議長タリムに雇われ、リナとガウリイに出会う。その時ガウリイの剣技に惚れ込み兄貴と呼んでいる。コピー・レゾの一件でもリナたちと再会しサイラーグまで同行する。事件解決後リナたちと別れて一人旅に出る。

## 赤法師レゾ一味
レゾ＝グレイワーズ声 - 子安武人
常に赤い法衣を身に付け、赤法師レゾと呼ばれている大魔道士。僧侶に必須の白魔術だけではなく精霊・黒魔術などあらゆる魔法に精通し、現代の五大賢者の一人に数えられる。圧倒的な魔力を持ちながらも、どこの国にも属さずに諸国を渡り歩いて、市井の人々に治療を施し尊敬されているが、その目的は自身の目を開かせる方法を模索する実験台にするためであり、実際は目的のためには手段を選ばない利己主義者。かつてはこれよりは良心的な性格であったと言われているが、原作者によれば、善行・悪事どちらも自分の目を見えるようにしたいという行動原理に基づいて行ったもので性格は若い頃から変わっていないとの事である。アニメや角川つばさ文庫版では悪事は封印されている魔王の影響とされている。
リナの持つオリハルコンの像に隠された「賢者の石」を奪い、ついに目は開くが、同時に魔王シャブラニグドゥの封印も解けてしまう。しかし完全には復活せず半覚醒状態であり、レゾの意識が動きを止めている隙に不完全版「重破斬（ギガ・スレイブ）」を上乗せした光の剣で滅ぼされた。
REVOLUTIONおよびEVOLUTION-Rではデュラム病に苦しむタフォーラシア国の人々を助けた人物とされているが、真相は、レゾが自身の目が開かない為、他の人の体を使って光を得る事を思いつき魂移行の実験体確保のために疫病を蔓延させたのであった。タフォーラシア国民を封印、魂の移行実験を行っていた。自らの魂の一部が冥王の壷に封印されているためタフォーラシアの人々は目覚めぬままとなっていた。
角川つばさ文庫版では途中からリナ達の旅の仲間として加わり、突然状況を歌にしたりとかなり愉快な性格になっている。本心から人々を救おうとしていたが、世の中の不条理さに絶望し、新しい世界をつくり上げるために賢者の石で魔王を復活させようとするなど、行動原理自体もかなり変更されている。
コピー・レゾ声 - 子安武人
レゾが生前に目の治療の実験台として作っていたコピー・ホムンクルス。実験の結果目は開くが、レゾの目は同じ事をしても開かなかったので、レゾの八つ当たりで様々な実験台に供され、魔族と合成され目の部分に鞭のようなトゲつきの舌を生やした口、額に横向きに巨大な目という異様な体にされる。しかし、同時に自我が芽生え、レゾを恨んで復讐を企むが、実行に移す前にレゾが死んだ為、レゾを倒したリナ達を倒す事でレゾを超えようとした。純魔族ヴィゼアを従わせる程の力を持ち、三つの口で人間には発音不可能な複合混成呪文を操り、サイラーグを一撃で壊滅させるが、リナに祝福の剣（ブレス・ブレード）で胸を貫かれ、さらに「治癒（リカバリィ）」の呪文をかけられた神聖樹（フラグーン）に瘴気を吸い尽くされて死亡する。
アニメ版ではザナッファーの力を取り込むなど強化されていた。また、容姿はレゾと全く同じになり、口は両手の平に移された。
漫画『超爆魔道伝』でも容姿はレゾとまったく同じ。戦いの最中に真の姿を現す。自我が芽生えた経緯が原作とは異なり、ヴルムグンが「コピーを利用してリナたちに復讐してやる」と泣き叫んだ際に目覚め、ヴルムグンを殺害。以後はレゾを超えるべくリナたちに狙いを定める。有利に戦局を進めるが一抹の虚しさを抱き、「レゾから与えられた力でリナたちを倒してもレゾを超えたことにはならない」と気づいて自嘲を浮かべる。最後は原作と同様の末路を辿るが、死の最中に「あの時ヴルムグンを抱きしめていれば違った結末になったのかもしれない」と後悔の念を抱きながら果てた。
エリシエル＝ヴルムグン声 - 石川悦子
レゾ配下の魔道士。かなり有名でナーガも名前を知っていた。リナと同じくらいの年齢の少女に見えるが原作者によれば魔法で若作りをしており、実際の年齢は3、40代。レゾが言うには、ゼルガディスより魔道に長けているらしいが、直接的な攻撃呪文より「傀儡の術」などを得意としている。レゾを愛しており、レゾを倒したリナ達に復讐しようと企み、コピー・レゾを使って手駒を集める。リナ達に賞金をかけ、コントロール・ルビーを埋め込むことで魔道士を操り、ヴルムグンを名乗らせてリナ達を襲わせ、自身は賞金稼ぎのエリスとしてゼルガディスを追っていた。ゼルガディスに当て身をくらわされ昏倒しているところをリナ一行に拾われ、なし崩しに同行する事に。リナに正体を見破られ、コピー・レゾを使って戦おうとするが、魔族との合成に手を貸したことを恨まれており、コントロールされているフリをしていたコピー・レゾに殺される。
アニメでは「赤法師レゾの一番弟子」とされ、初登場の仕方などが原作とは異なる。原作では敵でありながら味方に成りすましてリナ一行に潜り込み、「エリシエル＝ヴルムグン」と言う本名が後に明示されるが、アニメではリナ達とは当初から敵として対峙し、原作では面識の無かったゼルガディスとも姉弟弟子として顔馴染みであり、名前も終始「エリス」だった。服装も派手な「悪の女黒魔道士」然とした黒のボンデージ系ファッションで、外見年齢もリナ達よりやや年上の「20歳くらい」に変更されている。
漫画『超爆魔道伝』では自我が芽生えた直後のコピー・レゾに殺害されたため、彼の回想イメージで登場するのみである。容姿は影が掛かっているためはっきりしないが大人の女性のシルエットである。
ゼルガディス＝グレイワーズ
赤法師レゾ配下の魔法剣士。該当項目を参照。
ディルギア声 - 掛川裕彦
赤法師レゾ配下のトロルと狼のハーフの獣人。ゼルガディスと互角の剣技にトロルの回復力と厄介な敵のはずなのだが、いつもあっさりやられリナからは「口先だけの下ネタ獣人」と呼ばれ仲間のヴルムグンも「当たってるだけに傷ついている」と認めている。リナ達を何度も襲うがロディマスに殴り飛ばされ倒された。コピー・レゾの一件で再登場するも「火炎球（ファイアー・ボール）」一発で黒焦げにされる。その後、ゼフィーリアに流れ、行き倒れている所をルナにペットにされて「スポット」の名を与えられた。
角川つばさ文庫版ではゼルガディスとの一騎討ちに敗れた上で改めて忠誠を誓い、魔王との戦いの後も彼に付き従っている。
ゾルフ声 - 平野正人
赤法師レゾ配下の魔道士。ゼルガディスの直属。盗賊に潜り込み賢者の石を探していた際、リナが盗賊に放った「火炎球（ファイアー・ボール）」の巻き添えを喰ったため、当初は包帯を巻いていた。素顔はリナも惚れる美形中年だが、性格は短気で思慮が浅くリナからは三流と称される（漫画『超爆魔道伝』ではがに股であることも挙げられている）。強力な呪文を使えるが「明かり（ライティング）」と「火炎球（ファイアー・ボール）」の見分けがつかなかったり、赤眼の魔王に「竜波斬（ドラグ・スレイブ）」を使うなど、しっかりした魔道知識はないようである。レゾではなくゼルガディスに忠誠を誓っており、ゼルガディスがレゾを裏切ったときにレゾに反旗を翻した。しかしレゾ＝シャブラニグドゥに「竜破斬（ドラグ・スレイブ）」を使うも力の源である本人には通用せず炎に焼かれ死亡。
角川つばさ文庫版ではロディマス共々生存し、魔王との戦いの後もゼルガディスに付き従っている。
ロディマス声 - 宝亀克寿
赤法師レゾ配下の中年戦士。ゼルガディスの直属。使う武器は槍斧（ハウルバード）。元騎士だけあって騎士道精神篤い人物。ゾルフと同じくレゾではなくゼルガディスに忠誠を誓っており、ゼルガディスがレゾを裏切るとそのまま彼に付き従いレゾに反旗を翻した。またリナの尋問の際にも同席しないなど女子供を痛めつけることは好まない。真っ向勝負ではガウリィとほとんど互角に渡り合い、不運からガウリィが崖に落ちたことで勝利している。ゾルフを助けようとしてレゾ＝シャブラニグドゥに焼かれて死亡。
角川つばさ文庫版ではゾルフと共に生存しており、魔王との戦いの後も他の部下と共にゼルガディスに付き従っている。
ヌンサ声 - 塩屋浩三
赤法師レゾ配下の半魚人。魚の体に人間の手足がくっ付いたような外見をしている。群落で一番のハンサムを自称しているが、同族のラハニムに言わせれば「ハンサムぶった優男」らしい。ゼルガディスも知らないことだが、強力な精霊魔術が使えレゾからはゼルガディスより魔道に長けていると言われている。エリシエルは攻撃呪文より傀儡の術などを得意としているので、レゾ配下ではもっとも攻撃呪文に長けた実力者と言っていい。しかしリナ達と戦うことはなく実力を見せずにいつの間にか行方をくらました。
アニメや漫画『超爆魔道伝』では実際にリナ達と戦うが、精霊魔術を使わず雑魚として描かれ、詳細は異なるが、焼き魚として食べられる間抜けな最期を遂げている。
角川つばさ文庫版では魔王との戦いの後も他の部下と共にゼルガディスに付き従っている。
ラハニム声 - 長島雄一
レゾ配下の半魚人。人間には外見はヌンサと同じにしか見えない。レゾに空を飛ぶ力を与えられ、ヴルムグンに風の結界を張り巡してもらうことで、とんでもないスピードで切り刻んでくる。しかし、自身の反射神経もついていっていない為、スピードは速いが急な方向転換が出来ず、簡単にかわされ、更に人間の見分けがつかないためディルギア、ヴルムグンがやられた後、リナ達に騙されあっさり逃げられる。3度目の戦いで剣を構えて待ち構えたゼルガディスの剣に突っ込み、自分から斬られ、文字通り二枚に下ろされてしまった。
漫画『超爆魔道伝』では、間抜けに扱われた原作に比べ、多少まともに描かれており、風の結界を纏う隙を付かれ、リナの「火炎球（ファイアー・ボール）」を受けて撃退される。
バーヅ
レゾ配下の人間の頭部をもった蜘蛛の合成獣。足のナイフのような爪で攻撃する。瘴気の森で仲間と共にリナ達と戦うが、ゼルガディスの出現に動揺している隙に、シルフィールが使った「霊縛符（ラファスシード）」によって動きを封じられ、リナの「雷撃（モノヴォルト）」を受けて倒された。
ゴルアス
レゾ配下の耳が大きく両手が異様に長いトロルの合成獣。口から強烈な衝撃波を放つ。瘴気の森で仲間と共にリナたちを襲うがゼルガディスの不意打ちで四散した。

## セイルーン王家
エルドラン
セイルーン王国の国王。詳しい年齢は不明だが高齢で、病床で症状は良くないらしいが、歳で体力が弱って長々こじらせているだけらしい。フィリオネル以下、会見や食事をしているが、リナの前（小説本編）には出ていない。
フィリオネル＝エル＝ディ＝セイルーン声 - 安西正弘、TRY第1話・REVOLUTIONでは稲葉実
セイルーン王家の第一王位継承者。通称フィル王子。ドワーフをそのまま引き伸ばしたような体格をした、四十がらみのむさいおっさん（リナ談）だが、父が在位中のため、未だ王子である。その身分からは想像できない、一見すると山賊か盗賊といった風貌をしている。平和主義者であり戦いを好まない。また、自分の生命や利益よりも国民の生活を尊重しているため、人望は厚い。しかし、一度戦闘になれば"平和主義者"を冠にきせた必殺技（「平和主義者クラッシュ」「人畜無害キック」等）で鉄拳制裁を加える。平和主義者なので武器等は使わず全て素手による攻撃であるが、普通の剣士や魔道士でも手を焼く亜魔族ですらあっさりと倒してしまう。外伝と本編の双方に出てくる。「すぺしゃる」第1話のゲストキャラクターでもあった。
アニメや漫画『超爆魔道伝』では純魔族や魔獣ザナッファーを相手に大立ち回りを演じ、リナ達が手を焼くほどの大量の亜魔族を一人でなぎ倒すなど、人間離れ加減がより凄まじくなっている。
クリストファ＝ウル＝ブロッゾ＝セイルーン声 - 岡和男
セイルーン王家の第二王位継承者。通称クリス。フィリオネルの弟で、兄とは似ても似つかない美形中年。王になれない不平を常々息子のアルフレッドに吹き込んでいたらしく、結果アルフレッドを黒幕とするセイルーン王家お家騒動の原因を作り、計画を打ち明けられた時も止めずに話に乗った。アルフレッドが捕まり自分の行いを後悔しアルフレッドを庇うが、脱走しフィリオネルを殺そうとするアルフレッドを刺殺、自らも自害しようとするがフィリオネルによって止められた。
NEXTではこれらの設定はなくなっており、あくまで兄の補佐役に徹している。アルフレッドにフィリオネル暗殺の計画を打ち明けられておらず、計画とも無関係だった。立場上疑われる自分が事件解決の指揮を取るために王位継承権を放棄するなど、原作の設定を根底から覆す善人ぶりを見せた。
ランディオーネ声 - 稲葉実
セイルーン王家の第三王位継承者。通称ランディ。フィリオネルとクリストファの弟で辛うじて青年といえる年齢。司祭（プリースト）だが役職上の肩書きで使える呪文は「治癒（リカバリィ）」程度。フィリオネルと共にお忍びの旅をしていたが、フィリオネルのせいで影が薄くないがしろにされていることを恨んで配下の魔道士を使いフィリオネルを暗殺し王になろうとするが、王になった後なにをするかは考えていなかった。暗殺計画のため一般人に危害を加えたことでフィリオネルを激怒させてしまい、人畜無害キックで吹っ飛んだブラス・デーモンに巻き込まれて死亡。その死も特に気にされた様子はなく、ある意味不幸かもしれない。
グレイシア＝ウル＝ナーガ＝セイルーン
第一王位継承者フィリオネルの長女。該当項目を参照。
アメリア＝ウィル＝テスラ＝セイルーン
第一王位継承者フィリオネルの次女。該当項目を参照。
アルフレッド声 - 結城比呂
第二王位継承者クリストファの息子。下級魔獣召喚などの呪文を使う。物心ついたころから親にフィリオネルへの恨み言を聞かされて育ち、フィリオネル暗殺計画を立てる。リナに第一印象で「典型的な自己陶酔型」と称され、実際その通りの人物で、自分こそがセイルーン王に相応しいとか自分が王になれば世界を支配できると考えている。フィリオネル暗殺計画を立てるがカンヅェルがリナを殺すことを優先したため計画は失敗。部下の口から黒幕だとバレ口封じにリナ達と戦うも敗北し捕まる。脱走してフィリオネルを殺そうするもクリストファの手にかかって死亡した。
NEXTでは原作と違いカンヅェル達が魔族だと知った上でカンヅェルと契約を交わし、フィリオネル暗殺計画を立てる。自ら黒幕であることを明かすが、裏切ったマゼンダの手に掛かり命を落とした。

## 魔王崇拝教団
クロツ
マインの村に本拠を置いていた、邪神崇拝教団の教祖。徹底的な合理主義者で用意周到な策謀家。行く当てのない傭兵を合成獣化して獣人軍団を組織していた。ライゼール帝国領内での「異界黙示録（クレアバイブル）」の写本争奪戦でゼルガディスとゼロスを出し抜いて写本を手に入れ、その知識を用いてザナッファーを創り出した。バルグモンがやられ、リナ達を倒すためザナッファーを目覚めさせるが、ザナッファーに食われた。
バルグモン
クロツ率いる邪神崇拝教団の司教。三流悪役魔道士のような外見をしているが、実は二刀流の剣士でガウリイ以上の剣術の使い手。その実力は素手でアメリアを一撃で倒し、リナには太刀筋も見えないほどの剣技で、ガウリイを話の片手間に圧倒している。呪文を唱えていることから魔法も使えるようだが、結局使わなかったので、どの程度かは不明。自分のことを組織のナンバー2と称したり、「人間に正義も悪もあるものか。あるのは強いか弱いかだけ」と主張するなど、宗教団体の司教としての自覚はないようである。教団本部でゼロスによって首を飛ばされて即死。
デュクリス
声 - 松山タカシ
クロツ配下の白虎の姿をした合成獣。迷子を演じたリナを家まで送ろうとするなど心優しい性格。元は仲間に捨て駒にされた傭兵で、死にかけていたところを合成獣化によってクロツに救われ、駒扱いされていることを承知でクロツに従う。戦斧を武器にし封魔装甲ザナッファーを装備して戦うが、ガウリイに光の剣で斬り倒される。
アニメ『REVOLUTION』では名前と外見を除いて設定が全く異なり、大昔に滅んだタフォーラシア国の生き残りの1人として登場。タフォラーシアで製造した兵器や武器を盗み、それらを駆使して、祖国に疫病が流行した際に援助を行わなかった国々に報復を目論む。
漫画版『EVOLUTION-R』では、アニメとも異なる数奇な運命を辿ることになる。
ヴェドゥル
クロツ配下の黒渦蛇の姿をした合成獣。背中のコブにギルファの脳を移植して、ウェドゥルの剣とギルファの影での複合攻撃をおこなう。おしゃべりなギルファとはあまり仲が良くないようである。リナとゼルガディスのコンビネーションによって喉を刺し貫かれた。
ギルファ
クロツ配下の合成獣。獣人ヴェドゥルの背中に埋め込まれたこぶがその正体で、第二の脳であり、影使いである。ヴェドゥルが死んでヴェドゥルの体を動かして戦うが、合流したアメリアの「崩魔陣（フロウ・ブレイク）」で影を消されゼルガディスに剣で貫かれた。
グロヴヅ
クロツの部下。封魔装甲ザナッファーを装備していた為、次第にザナッファーに喰われてしまい魔獣と化してしまった。
封魔装甲ザナッファー
「異界黙示録（クレアバイブル）」の写本の記述をもとに作られる鎧。魔律装甲（ゼナファアーマー）の不完全版。装着すると精神世界面において精神が隔離され、呪文が使えなくなる代わりに黒魔術やアストラル系の精霊魔術などが全く通用しなくなる。また、強固な装甲は物理攻撃と地水火風の精霊魔術をはじき返し接触型の呪文以外を受け付けなくなる。この他、光を収束させて剣のように扱うこともできる。
写本の知識が不完全なため（メンフィス曰くいい加減な知識で造られた不良品）装着者の意識と体を食らい成長して、体のあちこちから触手を生やした鋼の狼のような魔獣となる（『超爆魔道伝』では姿が異なり、翼が生えた巨大な鳥のような姿）。口と触手の先から閃光の吐息(レーザー・ブレス)を出して相手を攻撃する他、食ったものの記憶を自らのものにでき、言葉を話すなどもできる。中位魔族が相手なら通用しないが、レッサー・デーモンなどの亜魔族に対してなら、絶対的と言ってもいいくらいの力を発揮する。約120年前、写本を管理していた一族の人間が試しに作り暴走、サイラーグを壊滅させ、光の剣の勇者に倒される。
クロツがその写本を入手し製作するが、1つは装着者を倒されどうなったかは不明、1つは暴走して、リナの不完全版「神滅斬（ラグナ・ブレード）」で突き刺され、内部で「火炎球（ファイアー・ボール）」を炸裂され倒された。

## ルヴィナガルド
ベルギス
元ルヴィナガルド国王。誰にでもコントロールできるデーモン作成による軍事強化を計画し自我の確立していない子供をさらい実験をしようとしていたがリナ、ナーガ、ワイザーによって計画を暴かれ王室は解体、国を追われる。その後、ソラリアで親戚筋のロード・ラングマイヤーに匿われるが、領主クラインに毒を盛り、その息子ベイサムをデーモンと合成し、ラーヴァス＝ネクサリア＝ラングマイヤーを名乗り領主代行としてロードの地位を乗っ取り、再び計画を開始する。自らの体を魔族と融合させており、「空（ヴォイド）」で空間を渡り、全身から触手か槍のようなものが伸び、上半身だけになっても動き続けるなどの力を手に入れていた。さらに全身に魔法の防具（マジック・ガーダー）を装備して、「覇王雷撃陣（ダイナスト・ブラス）」を弾き飛ばす防御力をも備えていた。「神滅斬（ラグナ・ブレード）」を発動させて下半身を失いできた死角を使い、仰向けに倒れこんだリナによって左右に断ち斬られ滅びる。
ザイン
元ルヴィナガルド王室近衛兵でガルヴァの部下。名前はコードネームで本名ではない。自分の行動を「任務だからいい」「人を悪人みたいに言うな」などといい悪行をやっている自覚はないようである。ベゼルドの魔力剣を求めてリナ達と敵対していたが、ガルヴァがデーモン化され姿を消す。事件後リナが国を追われる原因を作った一人だと知り、魔族と合成されることを志願し人魔になり、呪文を使って空間を渡る力を手に入れる。最初は口が軽くリナのかまかけにあっさり引っかかるヤツだったが、リナへの恨みのため人魔となった後は別人のように冷静になった。ソラリアでリナの「黒妖陣（ブラスト・アッシュ）」で滅ぼされた。
ガルヴァ
元ルヴィナガルド王室近衛兵でザインの上司。名前はコードネームで本名ではない。口の軽いザインに苦労しているようだが、自身もリナを「人様には言えない二つ名の数々で知られた、トモダチになりたくない奴ベストテンで、常に上位キープの魔道士」と称すなどノリがいい。ベゼルドの魔力剣を探し剣の場所を知っているシェーラを捕らえるが、それはシェーラの罠で、廃鉱の奥でドゥールゴーファに憑依され巨大なデーモンへと変えられてしまった。憑依と同時に「屍肉呪法（ラウグヌト・ルシャヴナ）」をかけられ異常に高い再生能力を持ち、増幅版「竜破斬（ドラグ・スレイブ）」のダメージも一瞬で再生する。ベゼルドの町を破壊しまくったが、核をリナの「神滅斬（ラグナ・ブレード）」とルークの「魔王剣（ルビーアイ・ブレード）」で切られ滅びた。
ゾード
元ルヴィナガルド王室近衛兵。魔族と合成され人魔になり、ナイフほどの不可視の衝撃波を放つ力を手に入れている。元からか魔族との融合のためかは不明だが、自分の不可視の刃の流れ弾で死んだ仲間を爆笑したり、見物人を片っ端から殺そうとしたり、「殺し合いをやりたい」などという見境のない危険な性格。ソラリアでガウリイと戦いガウリイを追い詰めるがミリーナの「幻霧招散（スアイトフラング）」による霧によって不可視の刃を見切られ、上下半分に斬られて倒されたが死んでなく再生する。ベルギスの死後、暗殺者になりセレンティアで東の大神官フランシスに雇われ、他の大神官に雇われている傭兵を痛めつけて手を引かせろと命令されるが、偶然リナたちを見かけて復讐のため暴走、仲間を集めて西の大神官ブランを殺し、リナたちに戦いを挑む。ごろつきに紛れて剣に塗った毒でミリーナを殺害するが、その後憎悪に駆られたルークによって身体を少しずつ切り刻まれて命乞いをするが、逆に頭を潰されて最後は火の中に放り込まれ、死亡。
ワイザー＝フレイオン声 - 大塚明夫
ルヴィナガルド共和国特別捜査官。ブラウンの短髪をした、渋い中年。元はルヴィナガルド王国特別捜査官で、連続幼児誘拐事件の黒幕が国の上層部だと気づき、上からの圧力を防ぐ為リナを犯人として疑ったフリをして、リナに事件を追わせて付いて行く形で事件を解決する。その後、逃走中のベルギス前国王と王室近衛兵団を追跡、たまたまソラリアを訪れたリナ達と協力してベルギスを倒した。自ら話すところによると「並みいる特別捜査官の中でも、随一の切れ者とご近所の奥様方にも大評判」らしい。戦闘能力も高くリナ達に劣らない。外伝と本編の双方に出てくる。なお、本編登場時のイラストは仮面ライダーのパロディ。
REVOLUTIONではポコタが起こした魔道戦車破壊事件の犯人としてリナたちを付け回すが、真の狙いはジョコンダ公爵領での不穏な動きを探る為であった。
ベイサム＝フリッツ＝ラングマイヤー
ソラリアの領主クラインの息子。ベルギスによって次期領主の座を奪われ、人魔の実験体第1号にされてしまう。失敗作で色んな能力を見境なしに加えた結果肉体に負担がかかりバランスが悪く、水死人のような肌に左右非対称の3本のねじれた角、いびつな全身と作中登場した人魔で唯一人の姿をしていない。自己治癒能力があったが、ルークに腕を切り落とされて能力がおかしな方向に働いたらしく崩壊してしまった。
ランガス
元ルヴィナガルド王国の兵士。国を追われたベルギスについて行くが合成獣にされてしまい逃げ出す。逃げた先の山で近くの村人に化け物扱いされてしまい世の中全てを憎んで村を襲っていた。同じく合成獣のゼルガディスに出会い仲間に誘うが拒絶され襲い掛かるが斬撃を受けて死亡。

## ディルス王国
ディルス＝ルォン＝ガイリア
英断王として名高かったディルス王国の国王。通称「ディルス二世」。約20年前、5千の精鋭を引き連れてカタート山脈の北の魔王討伐に向かうが軍は全滅し、「屍肉呪法（ラウグヌト・ルシャヴナ）」をかけられて送り返され、王城のどこかで苦痛の声を響かせている。
ディルス＝クォルト＝ガイリア
第一部でのディルス王国の国王。通称「ディルス三世」。ゼロスがガイリア・シティを焼き払ったときの心労が元で病没してしまった。
ウェルズ＝ゼノ＝ガイリア
第二部でのディルス王国の国王。病死した兄の後を継いで王となった。覇王に入れ替わられ「屍肉呪法（ラウグヌト・ルシャヴナ）」をかけられ、父親と共に王城のどこかで苦痛の声を響かせている。
グランシス＝コードウェル
ディルス王国ガイリア王宮青騎士団将軍。ジェイドの父親。シェーラを危険に感じ息子二人を諸侯への使いに出すが自我を破壊されデーモンへと変えられ、息子グライアを殺しリナ達を度々襲撃する。運動能力の高い人間をベースにしたデーモンなので頭は悪いが、運動能力が高く体術と弱防御魔法の組み合わせで「獣王躁牙弾（ゼラス・ブリッド）」を防ぐなど純魔族並みの戦闘能力を持つ。最後はガイリア王宮でガウリイに滅ぼされる。
ジェイド＝コードウェル
ディルス王国ガイリア王宮青騎士団第二部隊所属の騎士。剣の腕はリナ以上ルーク以下でデーモン位ならあっさり倒せる。実直な性格で道中リナたちの詐欺まがいの行動に頭を抱えることもあった。シェーラに危機感を持った父グランシス将軍の書状を持って各領主に助力を求めるが、各領主とも関わるのを拒み、ルークとミリーナに助けを依頼する。なんとかガイリアに戻ると父と兄は死亡、自分は騎士団を除名の上、街から追放され屋敷は取り壊しという状況（母は既に亡くなっている）に陥り、更にリナ達と共に潜入した王宮で兄を殺したのがデーモン化した父だと知る。シェーラが滅び、騎士へ復帰したがデーモンが城下で発生し閉鎖された王宮の調査に向かったが、父と同じようにデーモン化され、サーディアンと共にリナ達と戦う。最期はルークの剣によって滅んだ。
グライア＝コードウェル
ジェイドの兄。ジェイド同様、父グランシス将軍の書状を持って各領主に助力を求め町を離れていたが、デーモン化した父親に殺された。
アルス
ディルス王国ガイリア王宮赤騎士団将軍。ウェルズ王の元武術指南役であるが、戦士としての技量は同僚のグランシスに劣っており、主に政治力と指導力で出世したタイプ。そのため、狡猾な人間と思われがちであるが、少年のころから面倒を見て来たウェルズ王に対する愛情と忠誠心は本物。
国王が魔族とすり替わっているのに気づいておらず、自分がシェーラを国王に紹介したせいで国が乱れたと思い、責任に感じてシェーラが滅ぼされた時に事後処理を一手に引き受けた後、引責辞任。デーモンが城下で発生し王宮が閉鎖された際には国王に直談判しようとして失敗、拘束される。最後には国王が魔族に入れ替わられていた事実を知り、再び事後処理を引き受ける。
マイアス
ガイリア・シティの門番。騎士を目指しておりジェイドを尊敬している。ガイリア・シティに入ろうとしたリナ達を命令により、門前払いにしたが、シェーラの登用やグランシス将軍の死に疑問を抱き、追われているリナ達を匿った。その後、ガイリアがデーモン大量発生に見舞われ王宮が閉鎖され、ジェイドが調査に行って戻って来ないためリナたちを探し当てて救援を頼む。印象が薄いため、リナにはなかなか名前を覚えてもらえず、「門番その一」と呼ばれ再会してやっと名前を覚えてもらう。

## セレンティア寺院
ヨシュア
赤の竜神（フレアドラゴン）を祀っている中央の本院の神官長。何事にも公正で常に慈悲の心を持った立派な人物で大神官たちからは尊敬されていた。ヅェヌイに焼き殺される。
ケレス＝ローレンシオ
水竜王（アクアロード）を祀っている北の分院の大神官。特技は「ひたすら愚痴」。神官長の死後、他の大神官たちがゴロツキなどを雇い始め、止む無く自らもそれに加わる。ルークとミリーナに神官長暗殺の調査をしていたリナ達の手助けを依頼するが、後にミリーナが毒にやられて運び込まれた際、すでに彼女の全身に毒が回り体力も尽きかけていた上、彼や部下の魔法医には「復活(リザレクション)」や毒を完全に消す呪文を使えず、治療することが出来なかった。そのため復讐心に取り憑かれたルークに狙われるが、その暴走を身をもって止めようとする。結局ルークは彼を殺さずに去っていった。その後、神官長に推挙されるがミリーナを助けられなかったことや、それにより大神官2人が死んだことで自分の未熟さを痛感し辞退した。
フランシス＝デミートリィ
火竜王（フレアロード）を祀っている東の分院の大神官。ヨシュア神官長を尊敬していたらしく、その死に憤激して暗殺犯を何が何でも断罪しようとする。ヅェヌイの言葉を神の言葉だと誤解して他の大神官に対抗するために傭兵を雇うも、他の大神官も傭兵を雇ったためゾードを雇った。ゾードには他の大神官に雇われている傭兵を痛めつけて手を引かせるよう命令するが、ゾードがリナ達を見て暴走して、ブラン大神官を殺害、さらにミリーナを死に追いやった。この為ルークが復讐に走り、殺害された。
ライアン＝セインフォート
地竜王（アースロード）を祀っている南の分院の大神官。性格は高慢で自分勝手な言動が目立つ。毒に冒されたミリーナを連れてリナたちが訪ねた際、ケレスに雇われていると門前払いにし（彼が命令したのかは不明）結果ミリーナは死亡する。そのためルークの復讐対象の一人となり、殺害された。
ブラン＝コンクニール
空竜王（エアロード）を祀っている西の分院の大神官。リナ達が訪れた時には既にゾード達に殺害されていた。

## ゼフィーリア王国
アライナ
アテッサの街の周りに広がるセルセラス大森林の集落に住むエルフ。非常に人見知りな性格でまともに顔を合わせて会話する事すら出来ないが、自分より下に見た相手や敵対者には高圧的な態度に出る。「フォレストハウンド」の凶行を止めるために派遣され、リナ達と共に騒動を解決する。
マクライル
アテッサの街にある「銀の木の葉亭（シルバーリーフ・イン）」の主人で自警団のとりまとめをしている四十がらみの男性。リナ達に街を狙う野党退治を依頼する。
ランダ
アテッサの街の自警団の団員。ごろつきと変わらない風体と態度をしている。森で罠にかかっているところを助けてくれたリュシッダを味方と思い込み知らずに情報を流していた。事が発覚した後は反省し、活躍する事で取り返す事を決意する。
テシアス
「フォレストハウンド」のリーダー格のエルフ。《二本角》に変形するザナッファーを装備する。セルセラス大森林を人間が伐採するのを許せず、ザナッファーを手に入れた事で追い出そうと画策する。ゼルガディスの知り合いで、彼をメンバーに引き入れるが、信用はしていなかったらしくザナッファーの事は教えなかった。ルコーリアに取り込まれた際に呪文を撃つために操られ、救出された時には何の反応も示さない状態になってしまった。
サガン
「フォレストハウンド」の一員のエルフ。《一つ目》に変形するザナッファーを装備する。テシアスと共にルコーリアに取り込まれるが、無事に解放され、リナに自分達の間違いを指摘された。
リュシッダ
「フォレストハウンド」の紅一点のエルフ。《翼》に変形するザナッファーを装備する。森でランダを罠にかけて助け、恩人のふりをしながら街の情報を引き出していた。騒動後、サガン達を連れて逃走した。
ロンディウム
「フォレストハウンド」の一員のエルフ。《重甲冑》に変形するザナッファーを装備する。アメリアの水片鏡で反射された閃光の吐息を食らって倒れるが、一命は取り留めた。
カシディアル
「フォレストハウンド」の一員のエルフ。《人馬》に変形するザナッファーを装備する。事故でリナ達の呪文で跳ね飛ばされ、そのまま何も出来ずに敗北した。テシアス達の反応からするとかなりの実力者だった模様。あまりにも出来過ぎた事故で倒された為、事件後にゼロスの介入をリナが疑ったが、ゼロス曰く本当に事故だったとの事。
ルコーリア
「フォレストハウンド」の一員のエルフ。《クモ》に変形するザナッファーを装備する。改良型ザナッファーを開発した張本人で、自身のザナッファーにのみ搭載した他のザナッファーを操る力でテシアスとサガンを取り込む。最期はガウリイが投げたブラスト・ソードに貫かれ、絶命した。

## 魔道士協会

### アトラス・シティ
ハルシフォム声 - 中田和宏
アトラス・シティ魔道士協会評議長。称号の色は白。恋人のルビアを失い大切な物を失わない為に不死を追求していた。セイグラムと不死の契約を結び、町の人間を不死の研究の実験材料に使う。それを知ったタリムとデイミアによってデイミア邸地下に封印されたが、事情を知らないリナ達が封印を解いてしまい自由になり、タリムとデイミアに復讐しリナ達と戦う。かりそめの不死を得ているので契約の石を砕くか契約した魔族を滅ぼして、かりそめの不死を失わない限りは魔王の力を借りた呪文でしか倒せない。契約の石が破壊され、かりそめの不死を失い「炎の矢（フレア・アロー）」の直撃を受けるが、ギオ・ガイアを「食って」その力の一部を手に入れていた彼は死なずにリナ達を追いつめるが、コピーのルビアに光の剣で刺され倒される。
アニメでは封印されずにアトラス・シティから追放されており、最初からリナ達の敵として登場し、最後は自らの「烈火球（バースト・フレア）」で自爆した。
角川つばさ文庫版ではルビアの説得に応じて自らの罪を認め、誘拐した子供達を解放。その後ルビアと共に荷馬車に乗ってアトラス・シティを後にする。
タリム声 - 茶風林
アトラス・シティ魔道士協会副評議長。称号の色は紫。研究対象は魔道に使う言語。用心棒としてランツやリナ達を雇っていた。ハルシフォムが不死の研究に手を染めて人体実験まで始めたことを知り、ハルシフォムと不仲になっていたデイミアをたきつけ封じ込めるのに成功する。しかし、リナ達がハルシフォムを解放してしまい復活したハルシフォムによって首だけの状態で生かされることとなる。自らを発見したリナに、自分を殺してくれと頼むが、ハルシフォムの流れ弾で粉砕されてしまう。ハルシフォムを開放したリナ達を責めないどころか元気付けるなど、かなり人間のできた人物であった。
一方、アニメでは権力欲の強い、単なる強突張りな人間として描かれてしまった。角川つばさ文庫版では原作とアニメの中間で、権力欲は強いがハルシフォムの凶行を知って魔道士協会の名誉のためデイミアと協力したという形になっている。
デイミア声 - 平野正人
アトラス・シティ魔道士協会副評議長。称号の色は青で水との相性が良い。貴族の次男坊という家柄で、タリムを二回りは上まわる魔力を持つなど魔道士として恵まれているのだが、ガウリイをして「まともな会話を期待したほうが間違い」と言われるほど、頭がおかしく不死の研究と称し愚にもつかない気色の悪い合成獣を造るのに熱を上げていた。
その独特の発想に期待され、研究のサポートを条件にハルシフォムによって副評議長となるが、まったく成果を挙げず、二人は互いに疎ましく思うようになる。
タリムにたきつけられ、ハルシフォムを封印するが、リナ達がハルシフォムを開放してしまい、「屍肉呪法（ラウグヌト・ルシャヴナ）」をかけられてしまう。その後、呪法をかけたセイグラムが滅びた為、術が解け死亡。
アニメではハルシフォムによって、タリムと共に体の半分を石にされてしまう。事件解決後も結局2人とも元に戻れずリナ達にもそのまま放置された。角川つばさ文庫版でもアニメ同様の顛末だが、リナに元に戻してもらった。
ルビア
ハルシフォムの助手。ハルシフォムが死亡した恋人を元にしたコピー・ホムンクルスでルビアを再び失わないために永遠を手に入れようと暴走するハルシフォムを止めるためリナ達に協力して、光の剣で彼を貫いた。
事件解決後、責任を追及されるがリナの脅迫まがいの弁護の甲斐あって不問に付された。その後、ハルシフォムが残した家で薬草栽培の経験を活かして花屋をやっているが、ハルシフォムに対する愛情と自己嫌悪に苦しんでいる。
アニメではコピーではなくオリジナルのルビアがハルシフォムの手で蘇ったが、生体エネルギーで動くだけの操り人形であり、彼と共に自爆した。
角川つばさ文庫版では感情を表に出さない無表情な女性として描かれており、自分の出自についても悩んでいる。決戦時にはハルシフォムを説得し、彼と共にアトラス・シティを後にする。出発の際に名前を変えている。
カルアス声 - 長島雄一
デイミアに雇われた魔道士。デイミアの創った邪妖精を合成したショルダーガードを使って、同時に3つの呪文を使うが、その力を自分の力と勘違いした三流魔道士。リナと戦い3つの呪文を使えることを自慢しているところで、「明かり（ライティング）」で目を灼かれ、足で顔面直撃され、自分がつくった泥に沈んだところを「氷の矢（フリーズ・アロー）」で凍らされる。
ロッド
凄腕の剣士。常に全身から殺気を放ち、強い相手を斬ることを生きがいとしている（作者曰く「人斬りマニア」）。タリムに雇われていたが、ガウリイと戦うためだけにタリムを裏切ってハルシフォムにつき、タリム邸を襲撃する。そこでガウリイに敗れ、長剣に身をもたれさせたまま倒れずに息絶えた。実は刃物マニアのレミーの兄である。
角川つばさ文庫版では最後までタリムに従い、屋敷を襲ったハルシフォム一味と闘い重傷を負うも、シルフィールの治療によって生還。ガウリイと再会を約束し別れる。

### クルアサル・シティ
ハミンガム
クルアサル・シティ魔道士協会評議長。権力を乱用して私腹を肥やしたり、見習い魔道士のきれいどころや部下の女房を手ごめにしていた。「権力乱用と公私混同は権力者の義務」と言い隠そうともせず、リナの策にあっさりひっかかるなど頭も悪い。何故こんな人物が評議長になれたのかは不明（レイル曰く「うちの協会は人材不足」とのこと）。副評議長達が反乱を起した際、傲慢な態度が災いして味方の傭兵や部下の魔道士にタコ殴りにされ捕まった。その後グリマスが隠し財産目当てで助けるが「仁徳に惚れこんで」助けてくれたと思うなど、自分の言動が相手に反感を与えている自覚はないようである。グリマスに殺されそうになるがリナ達が現れ呪文で吹っ飛ばされ捕まる。
レイル
クルアサル・シティ魔道士協会所属の魔道士。リナ曰く「ウミユリのよーな人物」。反乱の際には副評議長側についた。「困った顔をして座ってるだけで参加した気分になれるから」と相談が好きで何かにつけて相談しようとする。しっかりした意見も言えるのにもかかわらず、恥ずかしいという理由で意見を言わないらしいが、リナは相談が終わるのが嫌なだけなのではと思っている。家族もみんな似たような性格で相談好きらしい。
グリマス
クルアサル・シティ魔道士協会所属の魔道士。反乱の際にはハミンガム側に味方した。魔道士教会の交際費を横領して暗殺者を雇うなど元上司に負けない腐りっぷりである。ハミンガムの隠し財産を狙らい、ハミンガムの解放を要求して様々な嫌がらせを行う。バーグラーを誘拐して魔道士協会が手薄になった隙にハミンガムを助け出し財産のありかを聞き出すがリナたちによって雇った暗殺者は全滅、リナのケリ一発で倒された。
バーグラー
クルアサル・シティ魔道士協会所属の魔道士。反乱の際には副評議長側についた。グリマスとは昔からの付き合いがあり説得係としてリナ達討伐隊に同行した。怪しい言動は男のロマンだと言い妙に含みのある発言ばかりするため、リナも一時はグリマス派の人間と疑ったりした。

### ドライアド・シティ
メディオ＝グランシップ
ドライアド・シティ魔道士協会広報部に所属する魔道士。魔道士が世間に関心が無いことを憂い、機関紙「ドライアド・スポークス」（通称ドラスポ）を発行して「魔道的見地から研究に値する事件」を取り上げていたが、そうそう事件が起こるはずもなく、ネタに困りデッチ上げ記事ばかりを載せていた。戦い慣れしていないようだが、頭が切れ呪文も「覇王氷河烈（ダイナスト・ブレス）」が使える、記者のため睡魔に強く「眠り（スリーピング）」からあっさり回復するなど侮れない実力者。報道の為には一人二人の犠牲はかまわないという危ない考えの持ち主。霧の湖に巨大怪魚、という記事を作るべくリナとナーガに調査協力を依頼したがそこで幻の水霊族（ニルファ）を発見する。これでスクープを得ようと水霊族（ニルファ）捕獲という強硬手段にでたが、エメラルドの原石で水霊族（ニルファ）に雇われたリナによって阻止された。その後、水霊族（ニルファ）発見の記事を書くも、日頃の行いから全く相手にされなかった。

### クリムゾン・タウン
アリア＝アシュフォード　
クリムゾン・タウン魔道士協会所属の魔道士。反乱を起こしたカイラスのもとから姉のベルを助けるためにリナたちに助力を頼む。本人曰く、「（攻撃呪文は）使えないよりはマシ程度」との事だが、使った呪文はディラールとほとんど変わらない。実戦で戦うためには経験と度胸が足りなかったが、ディラールが死んでからは吹っ切れてリナやディラールが使った戦法を使い積極的に戦う。リナによってカイラスは倒されたが、再会したベルから事件はカイラスへの復讐のためにベルがドゥールゴーファを使って仕組んだものだと知る。ドゥールゴーファと同化して襲いかかってくるベルを止めるために、自らダガーに刺されドゥールゴーファの傷付けた相手の知識を吸収する能力を利用して、自分の姉への想いを伝えて命を落とす。
ベル
アリアの姉。カイラスにしつこく結婚を迫られ、婚約者が居ると断っていたが、婚約者がおかしな事故で死亡。カイラスに婚約者と同じようにアリアを殺すと脅迫されて結婚させられる。カイラスへの憎しみをつのらせていた折に、シェーラにドゥールゴーファを授けられる。そしてドゥールゴーファを使いカイラスや魔道士協会の人間を合成獣へと変え、カイラスに反逆者の汚名を着せて殺そうと考えた。カイラス死後、ドゥールゴーファと同化して全身漆黒の姿となり、リナたちと戦う。ベル自身が戦いの素人なので同化後は剣でしか戦えないが、ダガーで傷をつけた相手の能力や知識を吸収することが出来る他、黒い霞で魔法攻撃を中和できる上に、ガウリイの斬撃すら受け付けないほど全身が高い強度を持つ。手詰まりに思えたが、アリアがダガーに自ら刺されてベルを想う気持ちを伝えることによってベルとドゥールゴーファの同化に歪みが生まれ、リナが「神滅斬（ラグナ・ブレード）」で断ち割り滅びる。
カイラス
クリムゾン・タウン魔道士協会評議長。政治手腕に長け魔道士としての実績は高いが、人間としては及第点をつけられず人望は薄く女房に逃げられている。研究対象は魔道技術の一般応用。ベルを妻にしようとして言い寄り、婚約者がいると断られるが、その婚約者が事故死した際に（カイラスが殺害したかどうかは不明）「アリアが婚約者みたいになったらどうする」とベルを脅迫し無理矢理結婚した。ドゥールゴーファを手に入れたベルによって合成獣に変えられ、領主を殺害して反乱者の汚名を着せられる。他者を吸収して能力を獲得する力を使いミュカレを取り込んでリナたちに襲い掛かったが誘導されて「神滅斬(ラグナ・ブレード)」で斬りつけられ死亡。
ゾナゲイン
クリムゾン・タウン魔道士協会所属の魔道士。猫背の老人。ドゥールゴーファによって合成獣へと変えられた。攻撃呪文を使うほか、背中から蜘蛛の脚のようなものを生やして高速で移動したり、口から糸を吐いて相手の動きを制限する。鼠を口笛で集め、精神世界面からデーモンを召喚・憑依させてレッサー・デーモンをダース単位で量産するなど多彩な能力を持つ。ベルの命令でアリアを監視しており、リナ達を度々襲撃する。カイラス邸でリナ、ガウリイ、アリアの連携攻撃によって倒された。
グライモア
クリムゾン・タウン魔道士協会所属の魔道士。ドゥールゴーファによって合成獣へと変えられ、リザードマンのような姿にされる。斬られても何度でも伸びる爪でガウリイを追い詰めるが、ゾナゲインとの連携ミスの隙をつかれ倒された。
ナロフ
クリムゾン・タウン魔道士協会所属の魔道士。ドゥールゴーファによって合成獣へと変えられ、口と鼻に当たる場所から緑の触手が無数に生えた青緑色の水死体のような姿にされる。クリムゾンで水中部隊を率いており、地底湖に流されたリナ達と戦う。雄叫びで「暴爆呪（ブラスト・ボム）」を発動させるなど強力な力を持っていたが、アリアを人質にとってまともに戦おうとしなかったのが災いし、リナが注意を引き、ガウリイ・ディラールの連携で頭を真っ二つに斬られてあっさりと倒された。死体はアイレウスに吸収された。
アイレウス
クリムゾン・タウン魔道士協会で地下倉庫管理をしていた魔道士。ドゥールゴーファによって合成獣へと変えられた。植物に近い性質をしており、強い再生能力を有している他、他者を吸収して能力を獲得することが出来る。カイラスの屋敷全体を覆っており、リナに地底湖でやられたと見せかけてカイラスの屋敷でディラールを殺害した。ただし外専用で屋敷の内部には入れないようである。僅かな一片からでも再生する可能性があるため非常に厄介に思われたが、カイラスが死に用済みとなり枯死した。
エリディア＝ミュカレ
クリムゾン・タウン魔道士協会所属の魔道士。アリアの友人だったが、ドゥールゴーファによって合成獣へと変えられた。全身がエメラルドのような緑色で魔術を拡散反射する能力を有し、カイラスの盾として使われる。その後カイラスに頭を砕かれ吸収された。

### クランドール・シティ
カサレス＝ドノヴァン
クランドール・シティ魔道士協会評議長。リナの悪行によって魔道士全体の評判が落ちることを心配して、リナのもとに教育係として風紀委員四百二十五人衆と風紀委員七十四幹部を派遣する。キツネのような外見で、顔の通り立ち回りが上手くリナが乗り込んだとき、秘書のフリして評議長は出張中などと騙して、時間を稼ぎ、嘘がバレリナが本気で腹を立てて再び現れたときには、あっさり謝りどつき倒されずに済んだ。
ゴラス＝ゼノモード
クランドール・シティ魔道士協会風紀委員四百七十五人衆の一人。リナの教育係として派遣された最初の風紀委員。教育は愛が信条だが、前の恋人には「あなたの愛は歪んでる」と言われ逃げられている。胸の大きい女性が好みで、魔道士協会で「男は度胸、女は胸囲。トップとアンダーの差が大きいほど良し」と公言し、ナーガのことを可憐と評した。攻撃呪文は「風波礫圧破（ディミルアーウィン）」しか使えないようで、リナが攻撃呪文を放とうとすると先を越し相手や自分を「風波礫圧破(ディミルアーウィン)」で吹っ飛ばす。その他にもフォークの持ち方から道の歩き方まで、口やかましくつきまとった。後からやってきたカーシャとリナの教育権を巡って弟子同士を戦わせるが、勝負にリナが強引に参戦して敗北して去っていった。後にクランドール・シティ魔道士協会の前で立ちはだかったが、有無を言わさず吹っ飛ばされる。
カーシャ＝フラナガン
クランドール・シティ魔道士協会風紀委員四百七十五人衆の一人。リナに送られてきた二人目の教育係。何の苦痛も伴わず性格や言動の正常化をはかると称してクリスタル・チップを埋め込んで、洗脳して従順にさせることを教育だと心から信じる危険な考えの持ち主。ゴラスとリナへの教育権を巡って弟子同士を戦わせるが、勝負にリナが強引に参戦してナーガを投入してきたが、ナーガは洗脳されていなかったためナーガを雇って勝ちに行ったのだが結局敗北して、クランドール・シティに帰っていった。後にクランドール・シティ魔道士協会の前で立ちはだかったが、有無を言わさず吹っ飛ばされる。
リチャード＝マイヤー
ゴラスの生徒の1人。彼には恩義を感じている。実技試験でリナ、ナーガと闘うがナーガを倒した後、感極まってゴラスが抱きついた所をリナに吹き飛ばされる。
ワイアット＝セリノース
クランドール・シティ魔道士協会風紀委員四百七十五人衆の一人。自称「雷撃の教頭先生」。ゴラスとカーシャの代わりに派遣されてきたが即座に撃退される。
ドレイク＝セリノース
クランドール・シティ魔道士協会風紀委員四百七十五人衆の一人。自称「常闇のクリケット部顧問」。ゴラスとカーシャの代わりに派遣されてきたが即座に撃退される。
ジェレミー＝ポートヴィレッジ
クランドール・シティ魔道士協会風紀委員四百七十五人衆の一人。自称「疾風の護身術同好会顧問」。風紀委員なのに先生、顧問、教頭と名乗る理由を「自分が実はたいした人間じゃないんだ、ってこと認めるのがいやだから、自分で勝手に肩書きつけて、他人に先生と呼ばせることで、根拠のないチープな自尊心満足させるためにきまってる」と言い切る、なかなかの人物。宿のおばちゃんに変装して果物代1万をリナに要求して教育を受けさせようとするが、味見と批評の手数料10万を要求され失敗。手の先に魔力をこめて呪文を受け流すアストラル護身術を使うが真下からの「爆裂陣（メガ・ブランド）」は防げず、倒された。

### セルリアン・シティ
フラマルド
セルリアン・シティ魔道士協会評議長。不倫相手のジェシカに自分の称号の服（デイグリー・ローブ）を隠されてしまい、そこから不倫関係が明るみに出ることを恐れて、副評議長二人の称号の服(ディグリー・ローブ)を盗んで称号の服（デイグリー・ローブ）盗難事件をでっち上げる。事件の迷宮入りを狙いエイプリルを捜査官に任命するが、その事で事件を解決する気がないのをリナに見破られ、真相にたどり着かれ評議長の地位を失う。
エイプリル＝ランドマーク
セルリアン・シティ魔道士協会所属の魔道士。称号の服(デイグリー・ローブ)盗難事件の調査官に任命される。外見は知的な美人で名探偵を自称しているが、彼女の推理は完全な的外ればかりで、見せ場が欲しいという理由で事件の複雑化を望み手掛りになるようなことを黙っていたり、事件に関係ないとパトリックとフラガンの犯罪を見逃す、助手に任命したリナに、助手として探偵を引き立てるよう言いつけるなど変なこだわりがある。周囲から「紫色の脳細胞」と呼ばれているとのこと。リナの力で事件は解決するが、約束していた依頼料が単なる当てずっぽうだったことを知り暴れるリナを叔父の家の食事に招待する。叔父の家のほうでも何かとんでもないことを過去にやらかしたらしく、家族全員から力の限り嫌われている。
パトリック＝ヘンダーソン
セルリアン・シティ魔道士協会所属の魔道士。フラマルドに恋人を取られたのを恨んで彼の家に「振動弾(ダム・ブラス)」を撃ちこむ。称号の服（デイグリー・ローブ）盗事件の容疑者として疑われ、リナの指示でフラマルドが盗んだ副評議長2人の称号の服（デイグリー・ローブ）と、ジェシカが隠した評議長の称号の服（デイグリー・ローブ）を見つけ出すが、そのせいで家宅侵入および窃盗で連行された。
フラガン＝カナーン
セルリアン・シティ魔道士協会所属の魔道士。風を使い、音声を別を場所へと運ぶ魔道、空間の屈折率を変化させることで生じられるリアルな幻影で「風使い」とまで呼ばれる。その魔道技術を駆使して女性の下着泥棒をしていたのが発覚して、称号の服（デイグリー・ローブ）を没収されているが懲りずに下着泥棒を再開したようである。称号の服（ディグリー・ローブ）盗難事件の容疑者として疑われ、リナの指示でフラマルドが盗んだ副評議長2人の称号の服（デイグリー・ローブ）と、ジェシカが隠した評議長の称号の服（デイグリー・ローブ）を見つけ出すが、そのせいで家宅侵入および窃盗で連行された。
ジェシカ
フラマルドの愛人。パトリックの恋人だったが、フラマルドに「好きなものもなんでも買ってやる」といわれて彼の愛人になった。フラマルドの奥さんに嫉妬したのか冗談か、彼の称号の服（デイグリー・ローブ）を隠して、称号の服（デイグリー・ローブ）盗難事件の原因をつくる。

### ティアギアス・シティ
シド＝ブランナー
ティアギアス・シティ魔道士協会所属の魔道士。やたらと立派な黒髭を生やした中年男性。歴史研究を名目に歴史研究部門を設立するが裏では遺跡発掘の独占を目論み、専門外の発掘品を横流ししていた。その後リナが横流しした発掘品を助手たちに見られた為研究部門は解体される。その後、ニードを騙してネオ歴史研究部門なるものを発足させ、特別顧問に納まり勢力拡大の後で横流しをしようと企んでいたが、発掘品を没収されかかったリナの目の前でニードが横流ししていることを話した為、ネオ歴史研究部門も解体され息子共々肩書のないただの魔道士になった。
ニード
シドの息子。遺跡発掘の独占をもくろむ父親に反発しているとのことだが、実際は風習の変な髭を継がされるのが嫌なだけで、抗議活動と称して遺跡を盗掘して酒場のねーちゃんに貢いで、父親が失脚した際も酒場に行くお金の工面を気にするなど楽して遊ぶことしか考えていない。頭も悪くリナや父親の口車にあっさり騙されリナからは「馬鹿野郎」と完全に馬鹿にされている。遺跡にあるお宝を漁っている最中にリナと出会い、リナと共に父親の野望を阻止する為行動を開始する。歴史研究部門解体後は、ネオ歴史研究部門の責任者となり、父親を特別顧問に迎え入れる。発掘品のリストを作らず、横流しと思わず酒場の女性に発掘した装飾品を送っていた。

### プロキアム・シティ
クラーク＝サンドリット
プロキアム・シティ魔道士協会評議長。白い髪と髭を生やした中年男性。祖父は宮廷魔道士を務め、名誉爵位も授与されている。1人息子のマーカスがレイチェルと付き合っていることに反対しており、男女の仲を裂く縁切り業界で有名なリナにマーカスとレイチェルを別れさせるよう依頼をする。しかし、余りのバカップルぶりにキレたリナが2人と共に評議長宅に乗り込んだ際、打算のない2人の純粋な愛の強さに心打たれて2人の仲を許す。
マーカス
クラークの息子。レイチェルと付き合っており、周りの事をまったく気にしないで、バカップルぶりを周囲に見せつける。人の言葉をまったく耳に入れず、リナやナーガを恋のキューピッド扱いして攻撃呪文を受けても平然としていちゃつき、父親に仲を認めさせた。
レイチェル
マーカスの恋人。宿屋の娘。マーカス同様、人の言葉をまったく耳に入れず、自分達のいいように解釈してバカップルぶりを周囲に見せつける。

### シュリガン・シティ
グリダイ
シュリガン・シティ魔道士協会評議長。書物を集めるのを趣味としており、権力の乱用と詐欺まがいの行為によって協会の人間の書物を無理やり取り上げ、書物を独占して協会の書庫に専用の黒い本棚を作って保管していた。他にも部下に対してセクハラを行う等問題行動が多いため、協会に属しているほとんどの魔道士から完全に嫌われている。マリーンとニケアによって嫌がらせの書庫荒らしが発生。リナにより犯人は明らかにされるが、その後自らの行いがアダとなって評議長を解任される。
マリーン＝クーネル
シュリガン・シティ魔道士協会副評議長。研究対象は死霊術。専らフレッシュ・ゴーレムを作成しており、一見にはそうだと分からない精巧なゴーレムを作成できる腕前の持ち主。自作のフレッシュ・ゴーレムを使って書庫を荒らしグリダイへの嫌がらせを行う。自身が雇ったリナによって真相を暴かれるが、それすら計算の内だったのか詭弁と数の暴力で評議長を解任し、新たな評議長に選出された。
ニケア
シュリガン・シティ魔道士協会で司書をやっている魔道士。書物のことを「この子たち」と呼ぶ書物好き。書物のことでグリダイをかなり恨んでおり、マリーンのグリダイに対する嫌がらせ計画に加担していたが、そのことで書物を傷つけ胸を痛める。

### 所属協会不明
クレイ
魔道士見習いの少年。街の魔道士協会評議長ジェイガンの息子。ジェイガンの影響でいやらしい物言いをするが、意味はあまり分からずに使っている。魔道士協会でリナの講演を聞き、彼女の弟子になろうとした。リナに付きまとううちに誘拐されるが、リナとナーガに助けられる。しかし、その際ナーガに誘拐犯に向って投げつけられたなどの出来事が原因で魔道士になるのを嫌がり、その後ジェイガンとケンカしている。
ディオル
声 - 青野武
合成獣製作に熱意を傾ける老魔道士。父親も魔道士であったが、魔族に殺害されたため、呪文の習得よりも強力な合成獣の開発で魔族に対抗しようと考えていた。リナに合成獣の材料になってくれと頼むが当然断られ、しつこく頼んだためリナに役所に突き出されて1度目の計画は失敗に。証拠不十分で釈放され、リナを捕獲すべくコピー・ナーガ10体を生み出しリナを捕獲するが、他の材料を探しているうちにナーガが現れ、コピーを使うも本物に懐いてしまい失敗。魔道士協会から資格を剥奪され、牢屋に入れられた。
ギュラン
ディオルと同じ魔道士協会に属する魔道士。自分の造った合成獣を自慢し、それにケチをつけたディオルと半年後に合成獣勝負をする事になる。しかし、自分の実力がディオルに及ばない事を知っており、資料を盗むため彼の家に忍び込むが、偶然その場に居合わせたリナ達に見つかり逃亡。その後、ナーガの使った「眠り（スリーピング）」から目覚めたリナ達によって自宅に押し掛けられ、追い詰められ「水気術（アクア・ブリーズ）」を使って湖に潜って逃げようとしたが、湖中にある岩を砕いたことによって生じた衝撃波によって気絶。ディオルともども役所に突き出された。
クレア
魔道士見習い。瞳のぱっちりとした美人。リナのファンだが彼女に関しては真偽不明の噂しか知らなかった。導師に、吸血鬼が住んでいると噂されている近所の城の調査レポートを提出するように言われ、リナに協力を要請する。肝心な事を話し忘れる性質をしており、近所の城が吸血鬼達の巣窟になっている事や、自分に関係を迫っている導師が女性である事などをリナに話さなかった為に、様々なトラブルが発生した。
SFC版ゲームにも登場するが、見習いであるため能力は全体的に低い。
グレン
クレアの導師である魔道士。ハスキーボイスの銀髪の美女である。同性愛者であり、クレアに関係を迫った他にリナにまで手を出そうとした。
クルーレ
魔道士協会副評議長。六十を超えているが、年寄りくささを感じさせない細身な男。見た目は温和だが、笑顔のまま部下を動かなくなるまで殴るなど、かなりの危険人物。盗まれた発掘品の奪還をリナに依頼する。
キャロライン
クルーレの助手。ショートカットの美人、ややそそっかしい所があり自分の将来を悲観して大声で騒ぐことがある。バイセンと共謀してクルーレの元から発掘品を盗むが、自身の勘違いで警備兵の前で洗いざらい話した為、捕らえられる。その後、減刑を条件にリナに協力するが賞金に銀貨5枚が出ただけで、結局減刑はかなわなかった。
バイセン
クルーレと同じ協会の魔道士協会副評議長。頭の禿げかけた小男。クルーレを追い落とし自身が次の評議長になる為、キャロラインを買収し彼に盗みの濡れ衣を着せようとするが、彼女のミスで失敗。最後は秘密の研究所まで追ってきたリナとキャロラインから逃れようとして荷物に生き埋めになったところを捕えられた。
ラガン
声 - 銀河万丈
魔道士協会副評議長。髪に白いものが混じった初老の男。影の鏡（シャドウ・リフレクター）の資料を持ち出し、配下の獣人を率い鏡を手に入れることを目論む。鏡を手に入れることには成功するが、生みだされるのは役に立たない、無抵抗主義者であった為リナとナーガによって捕まる。
ファーネス
魔道士協会で動物実験を行っている研究チームの1人。買収され別の町に住んでいる魔道士に研究成果と巨大化した実験動物を売り渡そうとするが、オリに鍵をかけ忘れて動物を逃がしてしまいリナに事実を隠して動物の捕獲を依頼する。その際、報酬をピンハネしようとするあたり、かなりセコい。不自然な行動を見咎めた主任のイレネアに疑われ、さらに捕獲の際のウソを見とがめたリナにも疑われ、尾行されて現場を押さえられ、あっさり彼女の犯罪はばれてしまった。その後、一度はうまく逃げたかに思えたが、リナ達の仕掛けた罠にはまり、一味と共に役人に突き出された。
イレネア＝プライムシード
魔道士協会で動物実験を行っている研究チームの主任。ファーネスの上司。金髪長身の美人。ナーガと共に逃亡した巨大化した実験動物を捜索するが、ファーネスの不審な態度に気づき彼女をナーガと共に尾行する。

## 超常的存在

### 魔族

#### 魔王
赤眼の魔王（ルビーアイ）シャブラニグドゥ声 - 郷里大輔
「赤の竜神（フレアドラゴン）」スィーフィードと対をなす、この世界の魔王。単に「魔王（ダークロード）」とも称される。餓骨杖という自身の一部でもある武器を扱う。「魔王の腹心」と呼ばれる、5人の直属の部下を従えている。
赤眼の魔王の力を借りる呪文は、「竜破斬（ドラグ・スレイブ）」と「魔王剣（ルビーアイ・ブレード）」が登場している。また、コピー・レゾが赤眼の魔王の力を借りた防御呪文を使っている。
小説版のあとがきでは「部下S」として登場し、L様の下僕として顎で使われており、たまに登場するとL様に「法的措置」を執られかけたりする。
一度ガウリイには「しゃぶにぐらどう」と間違って呼ばれた。

#### 5人の腹心
冥王（ヘルマスター）フィブリゾ声 - 伊倉一恵
シャブラニグドゥの5人の腹心の1人。5人の中で最強の力を持つ存在であり、腹心の筆頭の座を占める。本編では少女と見間違えるような黒髪の少年の姿で登場した。狡猾な策略家で、自ら力を使うことよりも策を用いて戦うことを好みガーヴには「陰険野郎」、リナには「根性悪魔族」と呼ばれる。魔族上層部の行動の指揮はほとんど彼が執っている。輪廻転生を"視る"力を持つ。
冥王の力を借りる呪文は、「冥王降魔陣（ラグナ・ブラスト）」と「冥王幻朧呪（ラグナ・ドライブ）」が登場している。
魔竜王（カオスドラゴン）ガーヴ声 - 中田譲治
シャブラニグドゥの5人の腹心の1人。本編では象牙色のコートを着た野生的な印象のある赤い長髪の男性の姿で登場した。好戦的な性格で、ゼロスからは気が短いと言われる。人間と混ざっているためか「自分が生き延びようと魔王に反抗するのも正当ならば、リナ達が身を守るために自分に抵抗するのも正当」と発言しており、相手の立場を理解できる心情の持ち主である。また、「人間の姿が気に入っている」と言明する、事態を理解していないアメリアの発言に呆れる等、他の腹心と比べて感情豊かである。
魔竜王の力を借りる呪文は、「魔竜烈火咆（ガーヴ・フレア）」が登場している。
覇王（ダイナスト）グラウシェラー
シャブラニグドゥの5人の腹心の1人。本編ではウェルズ＝ゼノ＝ガイリア国王の姿で登場した。冷酷な性格で、部下を道具と言い切り命名も手抜きである。将軍、神官各2体、合計4体の直属の部下がいる。
覇王の力を借りる呪文は、「覇王雷撃陣（ダイナスト・ブラス）」と「覇王氷河烈（ダイナスト・ブレス）」が登場している。
獣王（グレーター・ビースト）ゼラス＝メタリオム
シャブラニグドゥの5人の腹心の1人。降魔戦争時より神封じの結界を張るために、結界の南「群狼の島」を担当する。他の腹心に比べて礼儀正しく、落ち着いた雰囲気である。直属の部下はゼロスのみ。
海王（ディープシー）ダルフィン
シャブラニグドゥの5人の腹心の1人。降魔戦争時より神封じの結界を張るために、結界の西「魔海」を担当する。あまり物事にこだわらない性格。
海王の力を借りる呪文は、「海王滅殺斬（ダルフ・ゾーク）」と「海王槍破撃（ダルフ・ストラッシュ）」が登場している。

#### 腹心直属の部下
獣神官（プリースト）ゼロス声 - 石田彰
獣王ゼラス＝メタリオムが創り上げた唯一の側近。神官の格好をした黒髪の男性の姿をしている。常に笑顔を振り撒き、温厚そうな雰囲気を漂わせているが、その性質は冷徹で残酷。ガイリア・シティを焼き尽くした他、自らの娯楽の為に同族の魔族を滅ぼしたりする等かなりの残虐性を見せた。リナ曰く「談笑しながら相手の首をかき切るタイプ」。都合の悪い質問は「それは、秘密です」といなし、嘘は言わないが本質は話さず相手が誤解しやすい話し方をして自分の思うように動かす。精神世界の本体を複数の漆黒の錐にして、この錐を敵に叩き付けるのが得意技である。
魔王の5人の腹心は基本的に「神官」「将軍」の複数の側近を従えているが、獣王は神官たるゼロスのみを創った。その為、魔族の中では魔王とその腹心に次ぐ実力を誇り、他の神官・将軍達とは一線を画す。降魔戦争では単身で竜族をほぼ壊滅させた事から「竜を滅せし者（ドラゴン・スレイヤー）」の異名を持ち、竜族から恐れられている。
覇王将軍（ジェネラル）シェーラ
覇王グラウシェラーが創り上げた直属の部下の一人。長い黒髪を一本の三つ編みにした少女の姿をしている。短気な性格をしている。
ドゥールゴーファ
シェーラにより生み出された魔族にしてシェーラ自身のための武器。片刃の黒い剣の姿をしている。人間と同化する能力をもち無理やり同化すると巨大なデーモンに、人間側が望んで同化すると全身漆黒の姿になる。デーモンなら触手で相手の生命力を奪い、全身漆黒なら傷つけた相手の能力を奪える。シェーラがいる限り無限の再生力をもちルークの「魔王剣（ルビーアイ・ブレード）」やリナの「神滅斬（ラグナ・ブレード）」さえも防ぐことができる。
覇王将軍（ジェネラル）ノースト
原作小説のあとがきが初出の覇王グラウシェラーの部下。原作17巻で本編に登場。見た目三十歳ほどの細身かつ長身の男性の姿をしている。
覇王神官（プリースト）グルー
原作小説のあとがきに名前のみ登場している覇王グラウシェラーの部下。本編では、リナがシェーラの名前の安直さを指摘した際に存在のみが示唆されている。
覇王神官（プリースト）ディー
原作小説のあとがきに名前のみ登場している覇王グラウシェラーの部下。
竜神官（プリースト）ラルターク
魔竜王ガーヴの創り上げた側近。白い髭と髪を生やした老年の男の姿をしている。ラーシャートと二人がかりならゼロスとも互角に戦える。
竜将軍（ジェネラル）ラーシャート
魔竜王ガーヴの創り上げた側近。武人風の男の姿をしている。カタート侵攻の準備のため、ディルス王国内部に将軍として取り入り、ディルス王国の戦力を手に入れ、エルフや竜族に共闘をもちかける。
「崩霊裂（ラ・ティルト）」を何発も受けても平気だったり、「竜破斬（ドラグ・スレイブ）」と「崩霊裂（ラ・ティルト）」を同時に防ぐなど、かなりの実力を持つが、周りの魔族がさらに強いことや、リナを襲った時の大根役者ぷりから、二流魔族に見られがちである。
海将軍（ジェネラル）リクスファルト
漫画『水竜王の騎士』にのみ登場。海王ダルフィンの創り上げた直属の部下の一人。右目に大きな刀傷を持つ筋肉質な女性の戦士の姿をしている。力押しタイプで、策を立てるのは苦手。性格的にはかなりの熱血派で、面倒くさい事、嘘、隠し事が嫌いという真っ直ぐな思考回路の持ち主。大剣の使い手で、圧倒的な力を誇るが、正々堂々とした戦いを好む。
海神官（プリースト）ヒュレイカー
漫画『水竜王の騎士』にのみ登場。海王ダルフィンの創り上げた直属の部下の一人。ローブと帽子に身を包んだ一見おっとり、のほほんとした女性の姿をしている。策士タイプで、物事をチェスに例えて話すことを好む。力押しではなく策略で勝利するのが自身のスタイルだが、戦いそのものを苦手としているわけではないらしい。

#### 中位魔族
カンヅェル声 - 二又一成
魔竜王ガーヴ配下の中位魔族。頬に刀傷のある男の姿をしている。カタート侵攻の準備のためアルフレッドに近づきセイルーンを戦力に加えようとしていた。「竜破斬（ドラグ・スレイブ）」の直撃に耐え切るほどの実力を持つ。ガーヴの部下なので魔王をシャブラニグドゥと呼び捨てにしている。
マゼンダ声 - 兵藤まこ
魔竜王ガーヴ配下の中位魔族。冷たい感じの赤毛の美女の姿をしている。カタートの魔族に対抗する戦力を作るため、クロツ率いる邪神崇拝教団の幹部をやっていた。
サーディアン
覇王グラウシェラー配下の中位魔族。似合わない髭を生やした優男の姿をしている。ディルス王国に入り込み、表向きは交易大臣を勤めていた。
ファリアール
覇王グラウシェラー配下の中位魔族。色黒でがっしりした体格の男の姿をしている。ディルス王国に入り込み、表向きは宮廷魔道士を勤めていた。
ブラドゥ
中位魔族。金髪で覇気の無い男の姿をしている。

#### 下位魔族
ゾロム声 - 佐藤正治
下位魔族。本編に最初に登場した純魔族。緑のローブ、白い髭で禿頭、眼には瞳が無く鼻も口もない、という姿をしている。外見上は人間でいうところの老人に近い。額の宝石のような部分から銀の針を放ち、刺した部分を麻痺させる能力を持つ。
セイグラム声 - 秋元羊介
下位魔族。仮面を顔の部分につけているが顔は無いため、「無貌（むぼう）のセイグラム」と呼ばれる。
ギオ＝ガイア
下位魔族。顔の部分に黒い仮面の上からタイルのような白い仮面を左半分だけつけた姿をしている。下位魔族のセイグラムを様付けで呼んでいることから、下位魔族の中でも下の位置にいる。
ヴィゼア
下位魔族。体にぴったりと合う黒い服を着、顔の部分は半分だけがハンサムな男の顔、残りの半分は白い肉という顔をしている。元はレゾと契約していた魔族だったが、レゾの死後、コピー・レゾの強大な力に従いコピー・レゾ配下となる。
デュグルド声 - 平田広明
下位魔族。黒マントとつばつきの黒い帽子、髪はなく顔は真っ黒い硬質のタマゴ形という姿をしている。
グドゥザ声 - 三石琴乃
下位魔族。黒いローブに長い黒髪、水死人のような白くぬめった顔には大きい口だけという姿をしている。
モルディラグ
下位魔族。人間の女性のような上半身に下半身は腸か木の根のようなものが絡まりながらデタラメに伸びている姿をしている。
レビフォア
下位魔族。異様に細く黒い全身にぼろきれのような黒マントを纏い、顔には巨大な目が2つという姿をしている。
リカギス
下位魔族。苔色で両肩から触手2本ずつを生やし顔には目玉が一つという姿をしている。
グバーグ
下位魔族。ヒカリゴケを人の形にし、顔の部分に闇色の三つの瞳がある姿をしている。受けた力を別の空間に放出できる力と足元から自分の体を浸食させ広がらせていく力を持つ。
ベイズ
下位魔族。半透明でのっぺらぼうの巨人の姿をしている。無口なのか一言もしゃべらなかった。
ミアンゾ
下位魔族。根のようなものから水死体のような女性の首が垂れ下がった姿をしている。
ツェルゾナーク
下位魔族。人間のプロポーションに頭の部分はのたくる角が群れ固まっているという姿。
ヅェヌイ
下位魔族。さまざまな色彩がまだらに交じり合った色で全身に無数の口と目があるという姿。ヨシュア神官長を焼き殺し、4つの分院の大神官たちそれぞれに、お告げを下して互いに争わせる。
筋肉魔族
下位魔族。本名は不明で、目の部分からはナメクジのような触手を生やした筋肉むき出しの人体模型のような外見からリナにこう名付けられた。
グオン
下位魔族。大小さまざまな骨がめちゃくちゃに合わさってヒト型の骨（ヒトの骨の形ではない）になっており、合わせ目から緑色の粘液が出ているという姿。
ヴァイダアヅ
下位魔族。脈動する緑色の脳みそからねじれた脚がたくさん生えた姿をしている。
ラギアソーン
下位魔族。『すぺしゃる』に登場した最初の純魔族。左に寄った1つ眼、四つの腕、コウモリのような1対の翼を背中に生やした姿をしている。リナ達に敬語を使ったり、バレバレの変装をしたりかなりの変わり者。ラガスタインという小悪党と契約を結んでいるが本人はその事を少し気にしている。
ルゾウル
下位魔族。『すぺしゃる』に登場した純魔族。ひょろりとした細い体に、大きな頭にはいくつもの目のみという姿をしている。クルシダの村で村人に村に泊まった人間を殺させて負の感情を食っていた。

#### その他
レッドとグレイ
ラルタークの力で無理やり物理世界に具現化された魔族。本名は不明で赤と灰色の二つの球体の姿のためリナにこう呼ばれた。二つの球体だが一体の魔族でありグレイで攻撃を受け止め、レッドが増幅して撃ち返し瞬時に二色を入れ替えるなどの連携で戦う他、両方同時に攻撃されると自爆する。
ヒドラ
レビフォアたちと共にリナたちを襲撃した魔族。グランシスに似た外見。本名は不明で首からヘビの頭のようなものを5、6本生やした姿のためリナにこう呼ばれた。
ガルンディア
ブラス・デーモン。『すぺしゃる』の第1話に登場。フィリオネル王子を暗殺する為にランディが雇った魔道士によって呼び出された。
ジャルドゥング
レッサー・デーモン。リナに襲われた盗賊お抱えの魔道士が呼び出したが、魔王復活の影響で力をつけ、四枚の羽で空を飛び、逆五紡星の魔法陣で呪文を防ぎ光の槍で攻撃する強力なデーモンへと姿を変えた。

### 神族

#### 竜神
赤の竜神（フレアドラゴン）スィーフィード
「赤眼の魔王（ルビーアイ）」シャブラニグドゥと対をなす、この世界の神。約5000年前、神魔戦争と呼ばれる魔王と世界を賭けて争いの末に、ともに致命的なダメージを受ける。魔王の体を七つに切り裂き、それぞれ違う人間の心に封印することに成功したが、竜神も無事では済まず、四体の分身を残し滅びた。
完全消滅レベルのダメージを受けていないので、スィーフィードの意識と力の一部が「赤の竜神の騎士（スィーフィード・ナイト）」ルナ＝インバースに宿っている。
その姿には異説があり（魔族と同じく精神生命体で決まった姿はない）、リナはヘビのように細長い姿で描写された彫像を見せられた事もある。

#### 竜王
水竜王（アクアロード）ラグラディア
スィーフィードの分身。霊山カタート山脈にいたが約1000年前に起きた降魔戦争でレイ=シャブラニグドゥと戦い滅ぼされた。魔王の7分の1に対して竜神の4分の1であり、本来なら負けるはずはないのだが、冥王、覇王、獣王、海王の創った結界で力を弱められ、さらに魔王が魔竜王と水竜王の「竜」という共通属性を利用して、魔竜王を介して力を叩き込んだ為、あえなく滅びる。だがその際シャブラニグドゥを氷漬けにして封じ、死んだ魔竜王を人間に転生させて後に離反するきっかけを作り、冥将軍を滅ぼしている。
完全消滅レベルのダメージを受けていないので、知識が異空間に飛ばされ「異界黙示録（クレアバイブル）」と呼ばれている。また、原作者によるとゼフィーリアの「永遠の女王（エターナル・クイーン）」に水竜王の意識が宿っている。
火竜王（フレアロード）ヴラバザード
スィーフィードの分身。ミルガズィアがヴラバザードの力を借りたと思われる呪文「ヴラバザード・フレア」を使用している。
空竜王（エアロード）バールウィン
スィーフィードの分身。初期の頃は「天竜王」「風竜王」とも表記されていた。ランがバールウィンの力を借りた呪文「うぃんぶれす」を使用している。
地竜王（アースロード）ランゴート
スィーフィードの分身。水竜王を信仰しているミレナに地味と言われ、実際、四竜王の中で最も作品に関わることが少ない。

### 異界の魔王
闇を撒くもの（ダーク・スター）デュグラディグドゥ
「漆黒の竜神（ナイト・ドラゴン）」ヴォルフィードと対をなす魔王。「裂光の剣（ゴルンノヴァ）」「颶風弓（ガルヴェイラ）」「毒牙爪（ネザード）」「瞬撃槍（ラグド・メゼギス）」「破神槌（ボーディガー）」という分身にして一部である5つの武器を持つ。「裂光の剣（ゴルンノヴァ）」はこちらの世界に持ち込まれ、人間が扱えるようにして「光の剣」と呼ばれていたが冥王フィブリゾが闇を撒くものの元に送り返した。リナが黒い魔血玉を噛み砕くことで、闇を撒くものの力を借りた呪を使用している。
蒼穹の王（カオティック・ブルー）
魔血玉の呪符の力の源として二つ名のみ登場。リナが青い魔血玉を噛み砕くことで、蒼穹の王の力を借りた呪を使用している。あとがきによれば神族と互角にやり合っているらしい。
白霧（デス・フォッグ）
魔血玉の呪符の力の源として二つ名のみ登場。リナが白い魔血玉を噛み砕くことで、白霧の力を借りた呪を使用している。あとがきによれば神族と互角にやり合っているらしい。

### 混沌の海
金色の魔王（ロード・オブ・ナイトメア）
この世界の魔王シャブラニグドゥや異世界の魔王デュグラディグドゥら、各世界に覇をとなえる魔王達のさらに上位に位置する超越的存在。この世界は「混沌の海」に突き立てられた杖の上に載せられた皿のようなものであり、リナ達がいる世界以外にも同様の他の世界が多数あるとされ、この世界が成り立つ基盤である混沌の海にたゆたう存在であると伝えられる。
しかし、失われた秘知識の集大成である「異界黙示録（クレアバイブル）」によれば、その実体は混沌の海そのものであるという。よって、全ての世界の源（創造主）でもある金色の魔王は、魔族や神、人間等全ての存在の王である。同様に金色の"魔王"と呼ばれてはいるが本来は唯一絶対の存在である。
小説版のあとがきでは「L様」として登場し、全巻のあとがきに登場し作者より登場回数が多い。金髪美人（自称）として作者をも歯牙にかけず部下Sをこき使い我が物顔に振舞っている。作者によると魔王に覚醒する前のレイ=マグナスが愛した女性のパーソナリティを模しているそうである。

## その他原作に登場する人物

### 本編
グレイ
セイルーン・シティに住んでいるシルフィールの叔父。街の中心部に居を構えている、髪に白い物の混じった中年男性。トランという魔法薬の店を開いている既婚の息子がいる。神官と魔法医を掛け持ちでやっており、医師としての腕はかなりのものでリナもズーマに襲われた際に世話になっている。5日に一度王宮の神殿で仕事についており、フィリオネルに信頼されているらしく、お家騒動の際しばらくフィリオネルを匿っていた。
クロフィル
セイルーンの貴族でフィリオネルの侍従。読書好きな文官肌の人物であるが、「明かり（ライティング）」でリナたちを援護するなどなど肝はかなり据わっている。
ラドック＝ランザード
声 - 飛田展男
ヴェゼン・シティ屈指の商人。白髪の混じった黒髪。先代の頃はヴェゼン・シティ随一の商家で、彼の代で業績が後退。街の住人からは「商才は無いが気のいい人」と好意的に見られ評判は良い。だが、裏では「ズーマ」と名乗り暗殺者をやっている。元々は妻を殺した盗賊を探し出すために裏の世界に入り信用を得るため暗殺者となったが、敵の盗賊たちの何人かは竜殺しの呪文を使う魔道士に殺され仇を討てなかったことからその魔道士を殺すことで復讐が完遂されると考えるようになる。そのためリナを怨んでおり依頼人の死後も付けねらうが、そのことをおくびにも出さず、あくまでプロとして振舞っており、リナからはプロ根性で狙い続けていると思われている。
「暗殺者の中の暗殺者（アサッシン・オブ・アサッシンズ）」の二つ名を持ち、かなり有名でナーガやアメリアも名前を知っていた。武器を使わずあくまで自分の手で相手を葬るというこだわりを持っており、呪文も補助的な使い方をしている。剣の腹を叩いて弾いたり、両手で剣を挟んで折るなど素手でガウリイと互角に戦えるほどの体術の使い手である。リナに会う前にクロツ率いる邪神崇拝教団に雇われてゼルガディスやゼロスと戦ったことがある。
カンヅェルに雇われてリナを暗殺しようとつけ狙い何度か追い詰めるものの、いずれもガウリイに邪魔されて失敗、光の剣で右手を斬られ退却の際「炎の槍（フレア・ランス）」を左手で防ぎ両腕を失う。その後、ラルタークの力でセイグラムと同化して、両腕を取り戻し、表の顔であるラドック＝ランザードとして命を狙われている振りをしてリナ達を誘き寄せ戦いを挑むが、息子アベルに正体を知られ、勝てばアベルを殺さなければならない状況になり敗北する。
REVOLUTION・EVOLUTION-Rではジョコンダにリナ達の抹殺を依頼される形で登場。原作のプロとしての振る舞いがなくなり、やたらおしゃべりでリナの苦しむ姿を楽しむなどリナに私怨があることが全面的に打ち出されている。コロシアムで戦った際に両腕を失う。その後、冥王の壷に眠るレゾの力で魔族と融合して腕を復活させ、原作同様リナ達を雇う。リナ達を追い詰め、止めようと立ったアベルまで殺してしまうが、リナによって再び両腕を切り落とされた後、ゼロスに滅ぼされる。死後、リナ達によって父子揃って墓が作られた。
アベル＝ランザード
声 - 岡本信彦
ラドックの息子。父親が裏で暗殺者をやっていることに薄々感づいており、護衛に雇われたリナ達を文句をつけて追い出し父親から遠ざけようとする。
EVOLUTION-Rでは感づいていることを明確に見ることができる。原作では彼の存在がズーマを敗北へと導いたのとは逆に、父親の手によって殺されてしまう。
漫画版EVOLUTION-Rでは、監禁時に母と共に死亡している為、作中には登場しない。
ディラール
旅の魔道士。使う呪文はアリアと大差ないが使い方がうまく戦い慣れしている。魔道士協会の要請でクリムゾンに向かっていたが、途中で国王軍がデーモンに対抗するため通りがかりの魔道士をタダで徴用しているのに出くわしたため、迂回したところリナたちとゾナゲインの戦闘にでくわしリナ達を助ける。愚痴が多く余計なことを言って不興をかってしまう、リナ曰く「口で身を滅ぼすタイプ」。当初は尊大な態度をとっていたが、リナのかなりマズイ噂を聞いていたらしく名前を聞いた瞬間恐れをなして謝り倒す。美人のアリアにちょっかいをかけたくて同行し、クリムゾンに潜入したが、カイラス邸でアイレウスに胸を貫かれて死亡。遺体はリナ達によって埋葬された。

### すぺしゃる、すまっしゅ。

#### 魔道士
千の偽名（サウザンド）
声 - 郷里大輔
牡羊の頭蓋骨を頭に被る魔道士（その外見故に、リナからは後述の妻について「まさかと思いますけどドクロの首飾りをして水着みたいな恰好をした髪の長い人じゃありませんよね」などと質問されていた）。自らを千の偽名を持つ魔道士と称し名乗りを上げる際、必ず直前に使ったものとは異なる偽名（ゼロスやゼルディガスなどと名乗ったこともある）を使う癖があり、本名は不明。攻撃呪文は苦手であるが、死霊魔術を中心とする召喚・使役系の術者としては一級の力量の持ち主である。最初は殺人事件の犯人と思われていたが、実際は通りすがりの彼に暴行を加えた酔漢を自分の身を守ろうとしてうっかり殺してしまっただけで正当防衛であった。事情を知らないリナに退治されるも一命は取り留め、復讐のため犯罪組織に雇われ戦うが、再度敗北する。最後はリナの素性を知って和解した。
本人曰く既婚者で、妻のミリエーヌはリナ＝インバースのファンらしい。
ラジオドラマでは、リナから「竜破斬（ドラグ・スレイブ）」をお見舞いされるという割りに合わなすぎる結末を迎えた。
リィナ＝サンバース
自覚なし偽リナ。紛らわしい名前、流れの女魔道士、という条件が重なった上、リナの悪名が轟きだすのと同時期に「盗賊団を1人で潰す」ということをしていたため、リナ＝インバースの伝説は「自分の名前がなまって広まったもの」と勘違いしている女性。ナーガ曰く「にせブランド商品みたいな名前」。本物のリナとは違い正義の人で、どちらかというとアメリアに近いスタンスで盗賊団を潰している。リナとは対照的に身長もナーガと並んでもそれほど低くなく、プロポーションもそこそこでエルフを思わせる白い肌と銀髪の美人。呪文を丸暗記ではなく意味を理解してアレンジするだけの知識は持っており、リナの見立てでは魔道士としても優れた部類に入るとのこと。
トミイ大塚による漫画版『すぺしゃる』の外伝にも登場し、アメリアとも面識があるとされている。SFC版ゲームにも登場するなど、他メディアへの出演も多い。
ゴール
マクガレルに雇われた魔道士。ゼクターと共にレイミアを暗殺しようとした。数十体の動く鎧（リビング・メイル）と人形を操り、鎧の中とはいえ完全に気配を消すなど、なかなかの力量の持ち主。自分の身代わり人形を操り鎧の中に隠れて動く鎧（リビング・メイル）のふりをして相手の目を欺いて戦うが、策を見破ったリナの放った「振動弾（ダム・ブラス）」により絶命。
グレナス
「漆黒の破壊者」を自称する魔道士。ミハエルの竪琴を借金のかたとして取り立てようとする。風系列の呪文を得意とし、枯れ葉を風で操り目くらましと刃物による攻撃を使っていたが、リナの「火の矢（フレア・アロー）」の炎が枯れ葉に引火して、全身火傷を負って倒れた。
ケルン
声 - 石井康嗣
レミーの父グルザムを殺して研究成果を奪った魔道士。下級魔族を憑依させたブラス・デーモンを使ってリナ達3人と闘うが、リナとナーガが「振動弾（ダム・ブラス）」で崩した天井の破片に直撃されデーモン共々倒れた。
ハンニバル
マレネイド・シティの近くにある塔に住んでいる魔道士。クレーネと共にレイリーを誘拐する。しかし、彼女を助けにきたリナとナーガに追い詰められ、爆薬を手にするがナーガ達と共に逃げたリナがレグルス盤を通して出した大声に驚いて、爆薬を落としクレーネと共に爆発に巻き込まれた。
マーシャ
薬物調合に長けた魔道士。怖いことがあるとテーブルの下に隠れる習性があり、携帯用のテーブルを持ち歩いている。4年程前に恋人が自分を捨てて胸のあるバカ女に乗り換えたため、胸の大きくなる薬を開発。リナに材料調達の協力を依頼する。しかし、出来たのは薬の毒素で肌が腫れる薬であり、そのことを知ったリナに蹴りを食らわされた。
メリル
ウランバール賢者連盟に属する魔道士。長い銀髪をした、おっとりとした感じの愛らしい美人で間延びした話し方をする。1年程前に旅の途中で自分を襲った盗賊団を返り討ちにした際、彼らに自分達の親分になるよう頼まれ了承したが、性格が災いし盗賊らしいことは全くしていなかった。騙して罠にはめたリナとナーガによって部下共々役所に突き出されるが、役人が彼女が盗賊の親分だと信じなかったため無罪放免となり今でもウランバールで賢者をやっている。
ルオ＝グラオン
人生の全てを治療用などに使う白魔術の研究に捧げた現代の五大賢者の一人に数えられる老魔導士。ストレスなどで体調が悪かったのを死期が近いと勘違いして死を暗示するような置き手紙を残して、愚痴などを書いた雑記帳を持って失踪するが、引越し先の空気があったのか未だに元気に暮らしている。彼の持っていた雑記帳は意味深な置き手紙や彼自身の名声が誤解と憶測を生み、『ルオ＝グラオンの書』と呼ばれ伝説になっている。
ガードナー
声 - 結城比呂
エレミーの恋人の魔道士。黒い長髪の美男子。知恵と魔道士としての実力はリナも一目おくほどだが、筋金入りの根性なしで始終他人の顔色をうかがい、雑用を押しつけられ文句も言えず、あとで一人で泣いている。エレミーの家で住み込みの家庭教師をやっていたが自分を変えるために家を出て悪の道に入ろうとする。
しかし、結局犯罪はすべて未遂で終わり、見知らぬ他人に媚びるより愛する人にへこへこ生きるほうが幸せだと悟りエレミーのもとに戻ってきた。その後、クローブによりエレミーがコードウェル家に預けられ、リナに奪回を依頼。コードゥェル家後継ぎのバリスと決闘となるが、バリスも同様に根性なしだったため、決闘は流れエレミーと帰っていった。
ウィニー
声 - 西原久美子
代々死霊術士（ネクロマンサー）をやっている家系に生まれた死霊術士。長い銀髪の女性。ゾンビやスケルトンが生理的にダメで、アンデッドへの耐性をつけるために旅に出た。リナとナーガに相談し、肝試しを実行することになるが、余計に苦手になってしまい僧侶になって浄化呪文を研究する。その後、ルフィニアの陰謀でアンデッドによる騒動の犯人にされそうになる。アンデッドが浄化呪文で消されるのを見て、事件解決後アンデッドと人間が仲良く暮らす世界を作ることを誓う。
アッサム
ハッブルの息子。父親の反対を押し切り、魔道士になりたいと言って何年か前に家を飛び出した。コッフェルが孫のイリーズを呼び寄せることを聞きつけ、彼女を亡きものにしその罪を父親になすりつけコッフェルの財産を独り占めしようとした。リナに捕まった後、コッフェルを人質に取るが、イリーズによって倒され、ハッブルの手で役人につきだされた。
ローザ＝ライマン
元ライゼール帝国宮廷魔道士。長い銀髪の美人。2年前に元老院のメンバーが変わってソリが合わず国を出奔したとのことだが、あまりに無茶苦茶な行動からリナからは単にクビになっただけではと思われている。人権擁護団体を名乗る盗賊に騙されリナを狙うが、威勢よく宣戦布告したと思えば怖くなって暗殺者を雇うなど行き当たりばったりな行動をとる。宿に呪文を撃ち込んだり、無関係の村人を人質にとったり、あまりにやり過ぎたため、リナとナーガにどつき倒され盗賊と共に役人に突き出される。
ミシェール
カルミドーン・シティの郊外の森に住んでいる呪術士。先祖が国王に貢献して森を貰い、広大な土地を保有している。呪術士だった母親から呪術士らしい行動を仕込まれ、呪術を依頼してくる人間としか接しなかったため世間とかなり感覚がズレており、常に灰色のマントを身につけフードで顔を隠し、時折「くくく」と含み笑いをするなど非常に怪しい行動をとる。近くの町で起こった家畜焼殺事件の犯人ではないかと疑われ、偶然出会ったリナに真相解明と普通の女の子になるためのアドバイスを依頼する。フードで隠れているので普段わからないのだが、金髪に白い肌、しなやかな四肢をした掛け値なしの美少女で、その姿をみた街の人の態度が豹変したほど。疑いが晴れ後にリナが聞いた噂によると、言い寄ってくる無数の男への対応に困っているらしい。
ラガスタイン
非常に怪しい外見をした詐欺師。セイルーンの元神官と称してテシーモの村の人を騙し、アドバイザー料を騙し取り豊穣の祭りと偽りラギアソーン信仰の儀式を行わせ、彼らをラギアソーンに帰依させて、同志としようとしていた。子供騙しの嘘をついたり、骨董屋に騙されがらくたを買わされるなど、詐欺師としては三流だが魔道士としては超一級に分類できるほどの使い手で、召喚系列の呪文を使うほか、純魔族のラギアソーンと契約しているなど、強大な力をもっているが活用方法が分からず小悪党をやっている。ラギアソーンがペットの魔王竜（デイモス・ドラゴン）ジョンと再会してカタートに帰ってしまい、目を覚ましたクレヴィルに鉄の兜で昏倒させられた。
グリムワルド
魔法の道具を研究する研究畑の魔道士。金髪の中年男性。領主の息子アリアスから出資を受け、魔法の道具を開発していた。しかし、完成したのが「煙が出ない焼き網」だったため、プロカル・シティに実物を届ける道中、アリアスが放ったエージェントに狙われることになった。なぜか本人は「煙が出ない焼き網」を世界を一変させる素晴らしい発明だと信じて疑わず、襲撃を受けたのは研究成果を盗むためと思い偶然出会ったリナに護衛を依頼する。こんなもので褒美がもらえるわけはなく、城からつまみ出されリナに依頼料前払い分を渡していた為、帰り道の路銀にも事欠く破目になる。
レナード＝ファンタズマ
ウランバール賢者連盟に属する魔道士。青い目と銀色の髪をしたハンサムな青年で、賢者を自称しているが、頭はあまり良くない。アニムジアの花見場所を巡ってリナと対決する。プルーリーの実を使ってリナを眠らせるが、リナが最後の力で花見場所をゴーレム化し、その対抗として、領主の城の地面をゴーレム化したため、町を追放になってしまった。そのあとリナを恨んで場所取り勝負をたびたび挑んできたが、不用意な発言が原因でマリアから不測の攻撃を受けて倒れる。
マリア＝フローレンス
レナードの助手。金持ち貴族の一人息子で、操縦しやすいからという理由でレナードを好いていたが、彼がプロポーションのいい大人の女性が好き、と言ったことから彼と別れる。その後、新たに見つけた金持ちのカイラムの傍にナーガがいたため、リナに彼女の排除を依頼する。しかし、彼がアンダーグラウンド・ファイトの司会だと知るやいなや、リナたちと一緒に組織ごと叩きつぶす。先端に刃のついた細い鎖を魔法で自在に操り、戦いの駆け引きにも長けている。
ソリス
呪術士。銀髪で整った細面の若い男。ジオラントが前領主ハイゼズの悪行を国王に告発しハイゼズが領主を罷免されたため、領主と癒着して利益を得ていた父親の商売が破たんし家族も離散した。そのことでジオラントを逆恨みし、呪いをかけるために弟のシェザールに近づく。
シャザード＝ルガンディ
伝説の魔道士。研究タイプの魔道士であり、主な活動時期はリナ達が生きている時代の約400年程前であるが、リナの時代になっても運用されているマジックアイテムの半数近くが彼の基本設計によるものであるほど、大きな影響を残している。
伝説の魔道士の中でも経歴は特に謎に包まれており、異界黙示録の著者である、300年以上生き抜いて光の剣を光の剣の勇者に与えたなど、真偽不明のエピソードが数多くある。

#### 騎士・戦士など
エレナ
長い髪の女剣士。リナは「故郷（くに）の姉ちゃんに面影の似た」などと評している。暗殺者2人の剣を座ったまま捌くなどかなりの実力者。成り行きで盗賊団「ダーク・ウルフ」の頭になった幼馴染のティスと決着を付ける為、リナに盗賊団ダーク・ウルフの壊滅を依頼した。リナの活躍で盗賊団は壊滅、ティスと共に暮らせるようになる。リナを「〜ちゃん」付けで呼んだ数少ない女性。
ラウル
細身で左目に眼帯をした戦士。元は町一番の戦士だったが、今では何でもないかすり傷でうめく、勇んで前に出た敵の前で腰を抜かすなど見る影もなくなっている。かつて夏祭りの際に騙されて買って捨てたヒドラが、成長して町の家畜を襲うようになったため、ヒドラ退治を依頼されたリナとナーガと共にヒドラに立ち向かう。自分がヒドラを倒したいと我侭を言いリナに氷漬けにされてヒドラにぶつけられることで倒したが、解凍の際に全身火傷を負う。ヒドラを倒したのはラウルということでリナ達は依頼料を貰えず、庇おうとしなかったので、近くの村でリナとナーガが腹いせに彼がヒドラを捨てたことを話し、完治する前に町を追い出された。
レミー＝マーティン
声 - 島津冴子
刃物マニアの女剣士。さまざまな刀剣を集めており、常に二十近い刃物を身に帯びて、それら全てに名前がついている。常に何かを斬りたがり、しばらく斬らないと怒りっぽくなるという性格をしている。父グルザムの仇であるケルンを探しており、リナとナーガの協力を頼むが、ブラス・デーモンが放った火の矢の炎に巻かれ気絶している間にケルンはリナたちによって倒されていた。ロッドの妹であり、現在はロッドを探している。リナに会う以前にアメリアと関わったこともある。
話の肝心な場面では活躍できなかったものの、後に描かれた外伝ではアメリアと互角に戦い、スーパーファミコン版ゲームではガウリイに匹敵するほどの白兵能力を備えている。
クレビュー
ラグド王国の将軍。大臣が反乱を起こした際には国王についていた。首都での戦闘中に現れたリナとナーガに援護を頼むが、ナーガに呪文で吹き飛ばされ、二人を大臣側の人間と思う。そのことを国王に報告したためリナとナーガは国王から報酬を貰えなかった。
ウォーレン
ナーガを師匠と崇める剣士。細面で黒髪の男。サミーに騙され勇者を自称して無実の魔道士を悪の魔道士と勘違いして強盗を働いていた。合成獣（キメラ）の一撃を腕一本で受け止めるなど、戦闘力は高いが自信過剰で、人の言うことを何も考えずに真に受ける。
ゴルディアス＝メイルスター
声 - 柴田秀勝
ジョセフィーヌの夫。ガルダ以上の剣の使い手で、オーガや動く鎧（リビング・メイル）を操り「四霊封陣（ヴァルマシード）」の力のある鎧を造り「魔風（ディム・ウィン）」をアレンジしたりと魔術の腕も一流の凄腕の魔法剣士。婿養子で立場は低く、あまりにも弱いジェフリーと人間離れしてくるジョセフィーヌのために溜まったストレスを解消しようと黒騎士隊を組織して、あちこちを荒らして回っていた。黒騎士退治にきたジェフリーの後をつけていたジョセフィーヌに見つかり倒された。
ガルダ
声 - 大友龍三郎
黒騎士（ダーク・ナイト）の一人。ゴルディアスを除けば黒騎士で最強の実力者。興味があるのは戦いと強さのみで、戦いと強さを求め目的も知らずにゴルディアスに従っていた。オーガもあっさり倒す剣の腕に「四霊封陣（ヴァルマシード）」の力のある鎧を纏い、魔法も使う凄腕の魔法戦士。リナ達との戦いの最中ジェフリーを貶したためジョセフィーヌに倒され、ジョセフィーヌの弟子になりたいと言い出す。そしてジェフリーの部下にされてしまった。
ルーシー
双子の剣士の姉。ゾンビ退治の依頼を受けるが、リナがゾンビの洞窟を吹き飛ばしたため、仕事を横取りしたとケチをつけて依頼料の賠償を求めリナとナーガに挑むがあっさり返り討ちにあう。その後、リナ達に罠だらけの遺跡に隠された宝珠をどちらが先に取るか競争を持ちかけリナたちを先行させて罠やモンスターを排除させようと考えていたが、目論見はリナにあっさり見破られ宝珠を奪われる。
エイシス
双子の剣士の弟。単純な性格でルーシーにいいように使われている。ナーガを抱き込んで宝珠を奪おうとするもリナの用意したガラス玉をホンモノと勘違いさせられ、割ってしまいナーガに吹っ飛ばされルーシーに踏みつけられる。
ガルバート＝ハーマー
ルナに勝負を挑んだ剣士。ルナから「妹に勝てば考えてもいい」とすげなく言われ、リナに挑戦するが、出会い頭に「爆裂陣（メガ・ブランド）」で吹っ飛ばされてしまい、剣での勝負を回避、とっさに料理勝負に切り替え、さらに料理が苦手なことに気づいて理屈をこねてマズイ料理勝負に切り替えた。ナーガや店の人間を巻き込みリナと死闘を繰り広げるが、食材が枯渇、剣の勝負への切り替えを宣言した際、最初は剣で戦うつもりだったことを話してしまいブチ切れたリナとナーガの麺打ち棒とすりこぎによって殴られ倒される。
ミランダ＝マックスター
かけだしの傭兵。黒髪の若い女性だが、性別を偽ってマックと名乗っていた。ゼルガディスとランガスに出会った後は傭兵稼業から足を洗って宿屋を経営している。

#### 宗教関係
ミーナ
僧侶の少女。僧侶らしからぬ高飛車で自分勝手な性格の持ち主。ロール・シティまでのお使いを頼まれるが、護衛のリナが道中で組織とトラブルを起こしたためにガルスの人質にされるが、リナにガルスごと呪文で吹き飛ばされる。ストレスをイラスト入りの日記にぶつけ、毎夜寝る前に朗読して憂さを晴らしている他、怒ると相手の襟元を掴んで前後に激しく揺さぶる癖があり、リナを2度もK.O.している。その後、好奇心と日記のネタのため、デュオス・コネクション本部まで同行している。最後はリナとナーガが放った「水竜破（シーブラスト）」に巻き込まれ溺れる。
マイルズ
火竜王を信仰する神殿の神官。がっちりとした体格でスキンヘッドの大男。かなり頑丈で「爆裂陣（メガ・ブランド）」が直撃しても平然としていた。神官長に昇進する儀式の旅の際に襲撃を受けたため、リナに護衛を依頼する。道理をわきまえてはいるが「戦いは肉弾戦に限る」等と主張するなど過激な性格をしている。道中、刺客を撃退する際一般人をかなり巻き込んでしまったため、昇進の話は無くなった。
ルドルフ
火竜王を信仰する神殿の神官。マイルズと同じ体格をした黒い髪の男で同じ地方の出身。「自分は神に選ばれた人間で、神に選ばれた人間は何をしてもいい」などという危険な性格で教えで禁止されている呪文で人を傷つけることを平気でやる。神官長に昇進するマイルズを暗殺するために刺客を雇うが、尽く返り討ちになったため、マイルズと戦う。しかし、リナの「影縛り（シャドウ・スナップ）」で動きを封じられ、マイルズによって人間サンドバッグと化した。
ファラ＝ラミラージュ
地竜王を信仰する協会の神官。透けるような金髪を伸ばした女性。どんな状況でも自分には神の加護があるから大丈夫だと言い都合の悪いことは神の試練だという。信者の信仰心を高めるためルオ＝グラオンの書を手に入れようとしてリナに協力を依頼する。結局ルオ＝グラオンが生きていることを知って帰っていった。
ミレナ
水竜王を信仰する協会の神官。黒髪を肩まで伸ばした少女。ルオ＝グラオンの書をめぐってファラの協会と敵対しており、ナーガを雇ってルオ＝グラオンの書を探す。結局ルオ＝グラオンが生きていることを知って帰っていった。
ルフィニア
ウィニーが勤める神殿の神官。巻毛金髪の美人。さまざまな浄化呪文を操る才女だがそれを鼻にかけて高慢な態度をとっている。「ウィニーがなんとなく気に入らなかったから……」という理由で彼女の周りでアンデッドを出現させ騒動を起し迫害していた。口を滑らして自分が犯人であることをばらしてしまい逃走してゾンビを呼び出して抵抗する。ウィニーの「冥王幻朧呪（ラグナ・ドライブ）」で呼び出したゾンビに乱暴しないで止める方法としてディープ・キスをされて気絶する。
サプラス
ウィニーが務める神殿の副神官長。黒髪の若い男。ルフィニアに好意を持たれており、勝手に彼女の結婚相手に指名されていた。独自にアンデッド騒動を調査しており、犯人をおびき出すためリナに襲撃しやすい離れをあてがうなどかなりの食わせもの。
ウィレーネ
声 - 天野由梨
リナ＝インバース神教の教祖。長い銀髪の美人。元は赤の竜神（スィーフィード）を信仰する教会の巫女だったのだが、教義に矛盾を感じ巫女を辞め独自に宗派を設立しようとする。見境なく破壊するなら矛盾はないと考え、矛盾しない完全な教えとして破壊神信仰を思いつき見境なく破壊することで有名なリナを崇めるリナ＝インバース神教を開いた。イメージと違うリナに破壊神になることを強要するが、拒絶され破壊神にするためサクラに雇った信者達にリナの名を語らせ破壊活動をさせる。ナーガが呼び出した魔王竜（デイモス・ドラゴン）を始末するため、リナに町から引っ張り出す囮にされて魔王竜（デイモス・ドラゴン）ごと「竜破斬（ドラグ・スレイブ）」で吹き飛ばされた。その後、魔王竜出現事件の犯人に仕立て上げられて役人に引き渡された。

#### 領主関係
エルシア
ラントゥス城を居城とする領主。サイズの合わない大きな冠を被った気の荒い中年男性。アンデッドを率いて城を占拠した魔道士の討伐をリナとナーガに依頼したが、リナが「竜破斬（ドラグ・スレイブ）」で城を吹き飛ばして魔道士を討伐したため、彼女達に代わりの城を探させる。その後2人の活躍で、怪しい人体実験で国を追われた魔道士の住んでいた黒い城を手に入れたが、城を手に入れる際に2人が攻撃呪文であちこち大穴をあけたため、城は倒壊する。
レイミア＝ウル＝トゥラーディア
タイレルの公女。セイルーンに留学し二年間の学寮生活を終えた後、実家に戻るが、ナーガが放った石竜によって破壊された町の再建のため財力がつき家はすっかり貧乏になる。造花つくりのバイトをしながら親戚のマクガネル公に借金の申し込みに行く途中リナと会い護衛を依頼する。食い逃げをしたり、出された料理をポケットに詰め込んだり、金貨の音を聞き分けたりと貧乏にもめげずにかなり逞しく生きている。マクガネル公に暗殺されそうになり、リナの助けで命は助かるものの、借金が駄目になり貧乏を続けることになる。フラオンに好意を持っていたため、ゼクターの正体がフラオンだとはリナの配慮で伏せられた。リナが報酬を断ろうとした数少ない人物。
クランベ
トゥラーディアに長年仕えている老人。レイミアのお供で「爺」と呼ばれる。財力がつき給料の払えなくなったトゥラーディアに一人残るが、わざとやっているとしか思えないほど失言が多く、忠誠心もあまり感じられない。リナからは、単に再就職先がないから城に残っているのではと思われている。レイミアも内心腹を立てているのか、ピンチのときに香典の話をした。ゼクターに捕まり人質にされるがリナに助け出される。口を滑らしそうなのでゼクターの正体がフラオンだとはリナの配慮で伏せられた。
フラオン
レイミアの従兄弟。レイミア以外で次期領主の継承権を持つ唯一の人間だったが、反乱を企てた大臣が傀儡にしようとしたため周囲に後ろ指を差され、いたたまれなくなって継承権を放棄し出奔。次第に復讐心が芽生え、クロツに獣化の力を与えられ黒豹の獣人ゼクターとなり、タイレル領を手に入れようと目論んでいたマクガレル公をそそのかしレイミアを暗殺しようとする。計画が失敗しマクガレル公を斬殺して逃走するが、正体に気づいたリナに倒される。
マクガレル
フィガロ・シティ領主。タイレル・シティのトゥラーディア家とは遠縁にあたる。トゥラーディアへの復讐をしようとするフラオンと組んでレイミアを暗殺してタイレル・シティの相続権を獲得しようと企むがリナによって事が露見した上、フラオンに口封じに斬られ死亡。
バーレル
マクガレル配下の衛兵隊長。性格が悪く、かたりだと勘違いしたレイミア一行を小銭で追い返そうとした。その後、マグガレルの命令で兜で素顔を隠し部下と共にレイミア達の道中に現れレイミア達を襲うが、あっさり倒され素顔をさらすこととなる。
カイラス
デミダス・シティの領主。魔道畑の人間で、魔道の別途応用の研究をしている。国王の前で「火炎球（ファイアー・ボール）」を使った大砲の実験を行った際、偶然砲弾が国王の部屋を直撃。反逆を疑われ、逃げ戻った城に討伐軍を派遣され周囲を包囲されるが、魔道士協会の依頼を受けたリナとナーガによって城の兵士共々逃亡に成功する。
ザイエン
プライアム・シティ領主。ダイアナの麻薬密売に加担していたが、フィリオネルが地方視察の旅に出たことを知り、ダイアナを始末して証拠を消そうとする。とことん部下に恵まれない人物で、通りかかったアメリアがダイアナにそそのかされて成敗しに来た際、ボケた老文官のせいで麻薬密売の話を聞かれ、しかも部下が先走って斬りかかり言い逃れのできぬ状況になり逃げ出すが、念のために雇っていたレミーがアメリアの言葉であっさり裏切り捕まる。
カシミオン
カルミドーン・シティ領主。恰幅のいい髭を生やした中年男性。リナの見当はずれの推理によって、家畜焼殺事件の犯人にされそうになるが、ミシェールの証言によって親衛隊長であるランシールが犯人だとわかりランシールを更迭した。
ランシール＝アルゾ＝プロット
カシミオン配下の親衛隊長。口癖は「全く困ったもんです」。ミシェールの店の常連で毎回将軍やロードの愚痴をこぼして軽い呪いを依頼してきていた。ミシェールに言い寄って振られた腹いせに、配下の魔道士に命じて家畜を焼殺し、ロードに事件の犯人がミシェールだという噂がある、とデタラメを言って噂を広め、濡れ衣を着せようとした。しかし全てが明るみに出て、ロードの許可済でリナの呪文で吹っ飛ばされ捕えられた。
ローリィ＝ソロンホーン
地方領主の娘。長い銀髪の少女。キルギス・シティに住む親類に世継ぎが生れ、祝賀訪問の為病気療養中の父に代わってキルギス・シティへと向かう。道中謎の暗殺者から襲撃を受け、偶然助けに入ったリナに道中の護衛を依頼する。何かにつけて大きな悲鳴を上げる。外見の似た従姉妹がおり、彼女に間違えられたため襲撃を受けたことが明かされた。
フェルドランド
ローリィの父親配下の騎士。眼光の鋭い中肉中背の男。ローリィの護衛として彼女と旅を共にする。ローリィの父親が治める領地では1番の使い手で腕も確かだが、騎士団1の問題児でもあり、護衛の責務を果たさず敵に出会うと何かと理由を付けて逃げる。
クライヴェル
プロカル・シティ領主。息子のアリアスが「煙が出ない焼き網」に出資していたのを知り、エシオスを後継者に推す。
アリアス
クラヴェルの息子でエシオスの兄。次期領主になるべく、点数稼ぎのためグリムワルドに出資し、魔法の道具を開発させるが、完成したものが「煙が出ない焼き網」だった為、発覚を防ごうとエージェントを放つ。しかし失敗して父に後継者の資格を取り消される。
エシオス
クラヴェルの息子でアリアスの弟。兄のアリアスが「煙が出ない焼き網」に対して大金を出資していたため、それを知った父に次期領主に推される
ベリーウッズ
ウィンボウ・シティ領主。1人娘を大臣にさらわれた為、リナに救出を依頼する。
セルゲイ＝アンドレアス
ベリーウッズに使えていた大臣。実年齢より若く見え他人から大臣らしくないと言われるのに悩み、大臣らしいことをしようと考え、領主の娘を誘拐して領主の地位を要求という暴挙に出た。
ユーリィ
ベリーウッズ配下の騎士団に属する騎士。童顔の青年。戦士としての腕は一流だが、女のことしか頭になく妄想で鼻血を出している。「騎士団恒例コンテスト・今のうちに逮捕しておきたい男ベストテン」で常に上位キープらしい。リュスティーナ救出のためリナに同行するが、自らの妄想を実現するためにリュスティーナを連れ去る。しかし、妄想男の心理を読んだセルゲイによって居場所を突き止められリナに倒され捕まる。
ラインツ
ベリーウッズ配下の騎士団に属する騎士。白髪の老人。壁を剣で斬ってその中に逃げ込むなど剣の腕は確かだが、悲観主義者で思い込みが激しい。「いっそこの手で…」と言ってすぐにリュスティーナを手にかける方向に発想が向かい、剣を持って含み笑いをしながら「姫を楽にする」と言ったり、リナの屋敷を吹っ飛ばして瓦礫から姫を探すアイディアに同意したりと姫を殺したいようにしか見えない言動をする。リュスティーナ救出のためリナと同行するが、大臣と一緒にいたリナを内通者だと思い込み、襲い掛かるが入った部屋に「火炎球（ファイアー・ボール）」を叩き込まれ捕まる。
リュスティーナ
ベリーウッズの1人娘。4歳になったばかりの幼女でセルゲイに誘拐されるが、本人にその自覚はなかった。
ジオラント
ベルミックの町の領主。呪術士ソリスの呪いで病に倒れ床につく。
マディック
ジオラント配下の親衛隊長。彫の深い顔立ちをした男。毎夜響く高笑いを魔族の呪詛だと思いリナに協力を依頼する。
シェザール
ジオラントの弟。町であった呪術士の口車に乗って兄に呪いをかけることを依頼する。根性なしでリナが偏見で黒幕だと決め付けてカマをかけるとあっさり全て話す。

#### 商人関係
カール＝ブライアン
マレネイド・シティ一の大商人。太った白い髪の男。誘拐された娘の救助をリナとナーガに依頼する。
レイリー＝ブライアン
カールの娘。銀髪のかわいい女の子。高飛車で口が悪いが、商人としての心意気は一丁前で誘拐された際に金目のものを持ち帰ろうとした。
クレーネ
カールの経営する店の会計士。店の金を横領したため、ハンニバルと共にレイリーを誘拐する。
ローデン
領主お抱えの大商人。恰幅のいい中年男性。盗みが頻発している倉庫の警備をリナに依頼する。店の金を横領しており、クロードが盗みを働いているのを利用して帳尻を合わせようとするが、偶然盗みの現場に遭遇したリナに勘違いしてすべて話してしまい、襲い掛かるが敗れ、クロード共々牢屋にぶち込まれた。
クロード
ローデンの甥。コネで倉庫警備の主任になっているが、怪談が苦手で怖いからという理由で夜間警備を行わない等、無能である。実際は彼が盗みを働いており、現場を押さえたリナに捕まる。
シレーネ＝フィッツマイヤー
声 - 渡辺久美子
沿岸諸国周辺では名の知れた商人、ジェリオ＝フィッツマイヤーの娘。金髪の美人で派手な服装を好む。非常に我が儘、高飛車、浪費家で毎日服を買い替えて一度着た服は汚いからと言って捨ててしまう。別荘までの道中の護衛にリナが雇われるが、わがままに腹を立てお灸をすえようと偽装誘拐を試みるが手違いで、本当に誘拐されてしまう。リナとナーガが助けに来るが、野盗のリーダーがマゾだったため、野盗を指揮下に置きリナ達を倒そうとするが、ナーガによってファッションを論破され彼女の放った蹴りで倒される。その後ナーガを師匠と崇める。
コッフェル
メルカドの町で商売に成功した老人。笑えない性質の悪い冗談を放つ癖がある。恋人と駆け落ちした娘が死亡したことを知りイリーズを引き取ろうとする。イリーズとぎくしゃくしていたが、イリーズがアッサムから彼を助けた後和解した。
イリーズ
コッフェルの孫。猫を思わせる釣り上がり気味のくりっとした目をした少女。両親が馬車の事故で死亡したため、祖父に引き取られることになり、リナとナーガによってメルカドの町に向かう。母親から「はむかう相手には地獄を見せろ」「礼は半分、恨み倍返し」など過激なことを教わって育てられたらしく寝ているナーガを縛りリナから金品を奪う、1人でゴロツキを倒すなど、ある意味しっかりした性格の持ち主。コッフェルとぎくしゃくしていたが、後に和解する。
ハッブル
コッフェルの甥。不健康な顔色と鋭い眼をした中年男性。アッサムの父親で魔道士を嫌っている。
カールソン
商人。小太りの中年男性。弟のフランクと共同で商売をしている。暗殺者から殺害予告が届いたためリナ達を雇うが、実際は彼が事件の黒幕であり、自分と間違われてフランクが殺されたことにして商会と財産を独り占めにしようとたくらんでいた。リナによって事実が発覚した際逃げようとするが、フランクに壺で殴られ役人に突き出された。
フランク
カールソンの弟。仕切りたがりやで、警備の配置に口を出していた。カールソンに雇われた暗殺者に命を狙われるがリナの活躍で助かる。しかし、リナを雇ったのは兄ということで地元の特産品であるモルモルウサギの肝臓の干物を渡して依頼料は払わなかった。
マーシャル＝ブラント
地方豪商のブラント家の当主。どこか抜けた性格をしており、家が盗賊団の隠れ蓑になっている事にまったく気づかない他、デイジーの行動を「おしゃまさん」で済ましていた。事業に何度も失敗しており、盗賊団が運営資金を保管している倉庫にかくした盗品を気づかずに補填に使っていた。
デイジー＝ブラント
マーシャルの娘。長い銀髪の少女。町の食堂で無銭飲食をした上に高笑いをしていたナーガのことを気に入ったり、ナーガにコークスクリュー・パンチをしているリナを見て恋に落ちたり、恋した相手をしびれ薬などを使って強引に自分のものにしようとしたり、父親が盗賊団の頭領かもと聞いて心をときめかせたりと、かなりの変態ぶりで、しかもそれを自覚した上で開き直っている。
ダイアナ＝クレイン
プライアム・シティの商人。長い赤毛の美人。領主のザイエンにお金と色気で取り入り麻薬密売を黙認させていた。ザイエンに裏切られ刺客を向けられていたところをアメリアに助けられて、彼女を焚き付けてザイエンを成敗させようとする。勝った方と後に戦うのは予想しており、部屋に麻薬を焚き込めて混乱したところを倒そうとしたが、元々超ハイテンションなアメリアとレミーにそんなものが効果があるはずもなく、彼女達によって成敗された。
フラニガン＝ハンニバル
エイプリルの叔父。温和な顔をした中年男性。商売に成功してセルリアン・シティ郊外にある池付きの広大な貴族の屋敷を購入。エイプリルが依頼料を払えなかった埋め合わせに招待したリナをもてなす。過去に何かやらかしたエイプリルに対しところどころにトゲのある発言をする。
メリッサ
フラニガンの妻。金髪の女性。夫のほめ言葉に同意しない相手を何人も病院送りにしているらしい。エイプリルが連行された際、一生捕まえていてくれたらいいと言う。
マーク
フラニガンの息子。ブラウンの髪をした青年。事件解決後、友人のロバートが犯人だったことより連行されたエイプリルがシャバにでることを気に病んでいた。
レイチェル
マークのガールフレンド。金髪の女性。エイプリルが過去にやらかしたことを知っているらしくエイプリルの友人と紹介されたリナがちゃんとした人であることに驚いていた。
ロバート
マークの友人。黒髪の男性。釣り好き。フラニガンの元にあったオリハルコン製の竜神像を盗むが、リナの推理で捕まる。盗みに及んだ理由や、ややこしい出生や悲しい過去、色々な事情を話す前に連行された。

#### 盗賊・犯罪組織
ティス
盗賊団『ダーク・ウルフ』の頭。トラを連想させる物腰の男。得物は円月刀（シミター）でエレナと互角の使い手。アウトロー気取りで気ままに生きていたらいつの間にか盗賊の頭に祭り上げられ、現在の状況は本意ではない。エレナとは幼馴染で実は相思相愛の間柄。リナの放った「烈閃槍（エルメキア・ランス）」で気絶し、同じくリナが放った「竜破斬（ドラグ・スレイブ)」によって盗賊団の本拠地が土砂に埋もれた為、以降は一般人としてエレナと共に平穏に生活しているようである。
ガルス＝ブレイザー
沿岸諸国犯罪結社連合に加入する犯罪組織「ヘルマスター」の首領。がっしりした体格をした赤毛の男。近隣の組織でも屈指の実力者。養父母に育てられたが、冷たい仕打ちをした彼らの財産を奪ったのを皮切りに、麻薬の密造、売春等の数々の犯罪に手を染め、犯罪組織を設立。組織の運営が軌道に乗ったところで、構成員がリナに因縁をつけようとしたため、彼女によって組織をつぶされる。
その後、連合の方針と後押しもあり組織をつぶされた恨みで、リナに復讐を企てるが復讐宣言をした際に彼女に捕まり、人質兼刺客からの盾として晒しものになる。何とか逃げることに成功するが、デュオス・コネクションを襲った、リナとナーガによってデュラン共々「水竜破（シーブラスト）」に飲み込まれた後どうなったかは不明。
デュラン＝バルザーク
沿岸諸国犯罪結社連合に加入する犯罪組織「デュオス・コネクション」の支配者。リナが近々自分の勢力圏を通るため、ガルスに手を貸す。リナについて真偽混ざった数々の噂を知っている。部下が雇ったナーガに騙され、組織本部の場所を知られリナとナーガによって組織本部を襲われる羽目になる。抜け道を使って、ガルスと共に逃亡するが「水竜破（シーブラスト）」に飲み込まれる。その後何とか生還し連合の集会でリナとナーガへの復讐を呼び掛けるが、二の舞を恐れて聞く者はいなかった。
ビスタ
声 - 塩沢兼人
盗賊団「ポイズン」の首領。リナとナーガにより盗賊団は壊滅し、役人に突き出される。牢屋で出会ったディオルからリナを捕まえる妙案とリメラ計画を聞きつけ、部下の手引きによって脱獄した後彼に手を貸す。髭をそりレクターと名乗って伝説の剣、斬妖剣（ブラスト・ソード）を餌にしてリナとナーガをおびき寄せ、リナの捕獲に成功。しかし、その後はナーガを倒そうと暗殺者を雇うが失敗。ディオルに頼るがナーガのコピー・ホムンクルスがオリジナルになついてしまい、ディオルともども逃げ出した。リナとナーガに捕まった後出るはずのない斬妖剣（ブラスト・ソード）を2日間掘らされ、倒れたところを牢屋に叩き込まれた。
ウェイザック
スポンサーの希望にそった合成獣や魔法の道具を研究製作して提供している死の商人。外見は金髪碧眼のキザ男。人間が心のたかぶりで力を発揮できることに目をつけ、人格を与えた動く鎧（リビングメイル）を研究、男より女のほうが好きだという理由で少女の心を持ったナタリーが完成した。しかし、ナタリーは暴走して自分を造った魔道士たちを忘れて、研究所に居着いてしまう。研究資料の回収のため、ナタリーを狙うが、ナタリーの強力なパワーとリナによって失敗。その姿がナタリーの思い描く、王子様的な「おとうさま」に合致していたため抱擁を受けて重傷を負い捕まる。
カーシャ＝シュレイカー
ブラント家のメイド頭。神経質そうな中年女性。メイド頭という立場を利用してブラント家を隠れ蓑に、盗賊団活動に励んでおり、ブラント家の使用人をほとんどメンバーで固めるなどマーシャルを見事に利用していた。しかし、盗んだ盗品をカモフラージュの為に店の運営資金の保管されている倉庫に隠したのが災いして、ブラント家の運転資金と消えてしまっていた。捜査のため、メイドを装って屋敷に潜入したリナ達の口を封じるため殺そうとするが、呪文で吹き飛ばされ、デイジーの愛の毒牙にかかった。
バズエル
暗殺結社「薄暮の幻影（トライワイト・イリュージョン）」の総帥。髑髏を模した仮面をかぶり、「魔人（ディアブロ）」と名乗っている。暗殺目標を良く確認せず、外見の似た従姉妹を間違えて襲うなど、殺し屋としては間が抜けているが、魔道士としては超一級に分類できるほどの使い手であり、自らが上級の攻撃呪文や召喚呪文を操るばかりか、使い魔を通して自在に呪文を発動させることが出来る程の実力者。
一度は奇襲でリナを倒すが、暗殺目標を間違えたことに気づいて戦意を喪失した隙に怒りの興奮で復活したリナとナーガに殴り倒される。後に使い魔を使って仕返しを企み、リナを追い詰めるが、下手な余裕を見せ止めを刺すのを伸ばしていた間に動物保護団体に本拠地に乗り込まれ活動停止に追い込まれてしまった。
テルメギド
薄暮の幻影（トライワイト・イリュージョン）に属する暗殺者。痩せた体と長い手足の男。黒い服を着て糸を使い、「毒蜘蛛」と名乗っている。頭上からローリィに襲い掛かるが、形から入るという結社の基本理念の元、ただ相手を怖がらせるだけで実技を全く習得していなかったため、助けに入ったリナの放った「火炎球（ファイアー・ボール）」を受けて吹き飛ばされる。
ランガーシャ
薄暮の幻影（トライワイト・イリュージョン）に属する暗殺者でバズエルの母親。小柄で白髪の老婆。服の下に赤黒く染まった包帯を巻いて、「死告女（バンシー）」と名乗っている。体術と鉈の使い手で異様に動きが素早く、大男のノルドを担いで逃げるなど力も強い。相手を過大評価する癖がある。テルメギドが倒されたため、ローリィをノルドと共に襲う。フェルナンドの当身で倒され、その後は痛風で寝込んでいる。
ノルド
薄暮の幻影（トライワイト・イリュージョン）に属する暗殺者。焦点のあわない目をした大男。全身を油で濡らして、「幻乱（ファントム）」と名乗っている。氷系の攻撃呪文を使って戦うが、全身を濡らしている油にリナの放った「爆煙舞（バースト・ロンド）」で火をつけられ倒される。
ルオーグル
薄暮の幻影（トライワイト・イリュージョン）に属する暗殺者。火蜥蜴（サラマンダー）を模した鎧に身を包み「火蜥蜴（サラマンダー）」と名乗っている。火炎系の攻撃呪文を使用するが二つ名を名乗ったため、リナにそれを看過され全ての呪文を「炎裂壁（バルス・ウォール）」で防がれる。術のストックが尽きた所をリナの放った「火炎球（ファイアー・ボール）」によって全身を炎に包まれ倒される。
ウォルター＝ハイランド
犯罪組織「真夜中の鎮魂歌（ミッドナイト・レクイエム）」の総帥。黒髪で性格がひねくれていそうな顔をした男性。リナの近所に住んでいたことがあり、幼い頃、リナのキャンディーを奪おうとして逆に植木鉢でどつき倒され、以降リナから虐め抜かれる。その後、親の仕事の都合で引っ越し、リナに復讐する機会を失うが、復讐のために「真夜中の鎮魂歌（ミッドナイト・レクイエム）」を設立。復讐を果たすため、リナが探していた壺を割り彼女を本部のあるバリスの村へと誘き寄せる。
近所の人間に対しては当番のドブ掃除をしっかりこなすなど、葬儀屋を営むまじめな村人を演じて信用されており、リナにテロリスト容疑をかけ村人を動員して倒そうとしたが、ナーガが彼の組織の犯罪内容を知っていたため正体がバレてしまい、村人に倒された。
モルグ
真夜中の鎮魂歌（ミッドナイト・レクイエム）の構成員。小柄な男。勤めていた商家が潰れてしまい、就職先が中々見つからなかったため、魔道士を装って「あまたの知識に精通し、あらゆる魔道の術を使いこなせる」という嘘をつき、ウォルターに雇われる。問答無用でリナに蹴倒される。
ラティーナ
リナに潰された盗賊の残党。陰気な表情をした黒髪の美人。怪談を人に語るのが好きで、そのストックは100話以上あり、盗賊仲間も逃げ出したり、泣いて話の中断を頼んでいる。兄が首領を務めていた盗賊団をリナに潰され、自分も町で営んでいた盗品売買が立ち行かなくなり故郷を追われた。その後、山中にある地下室に魔道士が住んでいる屋敷を無人と思いこみ、そこに兄達と共に住み着く。道に迷い雨宿りのためにリナが訪れたため、怖い話をして部屋に留め置くが、挙動に不審を抱いたリナに正体を見破られる。リナに貯め込んだ宝を奪われた後、屋敷に住んでいた魔道士に仲間共々引き渡された。
カイラム＝イリオル
アンダーグラウンドファイトを取り仕切る組織のボス。女性をスカウトしてはモンスターと戦わせていた。スカウトから司会まで幅広くこなす。リナとナーガ、マリアを大金でつってアンダーグランドファイトに参加させるが、逆に力を合わせた彼女達によって組織を壊滅させられる。
クラマッド＝ネルローネ
犯罪結社「ネルローネ・ファミリー」の首領。紳士風の中年男性。マーリーンを匿っていたがカーシャの依頼で現れたリナに、本拠地の城塞を壊され部下共々「竜破斬（ドラグ・スレイブ）」で吹き飛ばされた。

#### 人以外
リオル
声 - 山崎たくみ（ドラマCD版）
竜族一の飛翔速度を誇り菜食主義な白竜（ホワイト・ドラゴン）。縄張りの近くの村人にリナとナーガ（ドラマCD版ではアメリア）が起こした破壊現象の犯人と勘違いされ、心当たりがないため近くの青竜（ブルー・ドラゴン）が犯人ではないかと言うも、信じてもらえずリナに村人に突き出され退治されそうになる。しかしたまたま青竜が通りかかり無実を信じてもらい、リナの命令で青竜と戦わされるが知恵を使って打倒する。その後は村人達と交流を深めた。
シュタインドルフ
声 - 速水奨
古代遺跡を住処にしている吸血鬼（ヴァンパイア）。近くの村に月に一度の生け贄を要求したが、迷宮で自分は迷い、生け贄はたどり着く前に死んでゾンビになってしまい不自由している。高い魔力を持つ吸血鬼のクセに、使える呪文はニンジンのような小型で、飛行速度は歩くよりも遅く、触っても熱くない、しかも出現本数は1本だけの「炎の矢（フレア・アロー）」のみ。あまりの阿呆さに激怒したリナに埋められる。
OVAではリナの放った呪文がほとんど効かないなど、ヴァンパイア相応の強さを見せるも最後は小さな蝙蝠に化けたところをリナに倒される。遺跡で迷ったり、リナに埋められる等のシーンはカットされている。
モリーン
エルフの女の子。見た目は5、6歳だがエルフのため、実年齢は19歳。呪文を使うことができる。クルトーザの町にお使いに出されていたのだが、シャーリーンがそれを忘れて行方不明と勘違い。4人の傭兵風の男達とリナ達に捜索を依頼したため、お互い誘拐犯と勘違いして奪い合い状態になってしまった。
シャーリーン
やや華奢な体つきのエルフ。見た目は20代後半だが、実年齢は150歳。娘のモリーンに人間の町へのお使いを頼むが、若ボケのため行方不明になったと勘違いし、4人の傭兵風の男達とリナ達に娘の捜索を依頼する。
ナタリー
ウェイザックたちに造られた動く鎧（リビングメイル）。人格を与えられ自我と人間に匹敵する知能があり、同時に魔道強化を施されゴーレムをも圧倒するパワー・強度と並みの精神系呪文なら楽々と耐える対魔法防御力を持っている。人間の少女をモデルとした人格を持ち、性格は大人しく小心、乙女ちっくで自称十六歳。造った組織がリナに壊滅させられたため、酒場に歌姫として就職し、観光名物となっている。その後、旅芸人を装ったウェザックの残党に騙されて連れていかれるが、リナによって助けだされる。
クレミア
水霊族（ニルファ）。住んでいる湖に取材に来たメディオ達を怪魚を使って追い返そうとするが、ナーガの呪文によって地上に流され見つかり捕まってしまう。仲間の水霊族にエメラルドの原石で雇われたリナによって助け出され湖に帰って行った。
アレクサンドル＝ニコルソン　
ヴァンパイア・ハイソサイエティ・クラブの営業をしている吸血鬼（ヴァンパイア）。ヴァンパイアを人間よりも高等な種族と考え、高貴な種族に相応しい礼儀作法の習得と人間との友好を目指して活動を行っていたが、町の人に警戒されてしまう。ゴーレム作成術を応用して数日で石造りの城を作るなど高い魔力を誇るが、暴力的な行為は徹底的に嫌っている。
マリアテーゼ＝ハインライン
ヴァンパイア・ハイソサエティ・クラブのインストラクターをしている吸血鬼（ヴァンパイア）。ナーガの紅茶の飲み方に感激して吸血鬼（ヴァンパイア）に勧誘した。
ロガンザ
魔道死霊（リッチ）。自分も元は人間で人間と仲良くしたいが、その姿ゆえに見果てぬ夢と思っていた矢先に、アレクサンドル達の話を聞き吸血鬼（ヴァンパイア）だけにいい思いはさせまいと邪魔するため人間の軍隊に見えるようにゾンビの軍団をつくりクラブを攻撃する。強大な魔力を持ちリナとナーガを翻弄し、さらには変身呪文で複数の呪文と印による複合混成呪文を使おうとした。しかし、リナから変身呪文使えるなら人間に変身すればいいのではと指摘されそのことに気づき和解する。その後、クラブに入会。
ジョン
竜族最強の魔王竜（デイモス・ドラゴン）。ラギアゾーンのペット。カタートはペット禁止だがゼロスのとりなしで暮らしていた。約20年前のディルス二世のカタート山脈討伐の際にラギアゾーンとはぐれてしまった。ナーガによって偶然召喚されラギアゾーンと一緒にカタートに帰っていった。その後、ペット禁止のカタート山脈を出て人里の近くの山で子犬程度の大きさに空間操作された状態で暮らしていたところ、あまりにも珍妙極まりない姿だったため、猟師のドナルドに連れ去られるがリナとナーガの協力で無事見つかる。
ガント
モンスター用達武器防具店｢スカルマッシャー｣の店長であるドワーフ。迷い込んできたリナと行き倒れのところを保護したナーガを口止めも兼ねて臨時店員として雇う。
アビスフレイム
モンスター用達武器防具店｢パンデモニウム｣のオーナーであるドワーフ。｢混沌の軍団｣をイメージした黒の全身鎧を愛用する怪しい男であるが、店員の相談に親身に対応するなど親切な性格。｢スカルマッシャー｣に大モグラで乗り込んで挑戦状を叩き付ける。
実は｢スカルマッシャー｣のオーナーでもあり、ガントはその部下。店同士の対立や挑戦状は常連客承知のバーゲンイベントであった。
ハンス
声 - 竹村拓
少々幼いしゃべりをする死霊騎士（デュラハン）。生前使用していた鎧に憑依している。南ラルティーグ地方デュラハン地位向上集会に参加した際に酔っ払って、胴体を失い、頭を子供達に蹴って遊ばれていた時ナーガに助けられリナとナーガに胴体を探してくれるよう依頼する。
EVOLUTION-Rでは胴体ではなく、頭を紛失しており、頭にはタコの紋章が刻まれている。また、代々タコ壺職人を務めた家系に生まれたことになっている。
デューン
声 - 内海賢二
二頭の首のない黒馬にひかせたチャリオットに乗る死霊騎士（デュラハン）。精神力によって具現化しており、魔法剣を持った剣士と闘った際に受けた一撃で力を失い、チャリオットや馬を具現化できなくなりそのことを恥と感じ、ハンスの体を取り込む。しかし、その後のリナ達との戦いで無欲なハンスの言葉を聞き、自分の非を悟り以後ハンスと共にチャリオットに乗って行動している。剣の刃を伸ばしたり、自分の霊体を地面や木に伸ばし憑依して操る力を持つ。
EVOLUTION-Rでは胴体ではなく、頭を取り込んでいる。
ラハード
南ラルティーグ地方デュラハン地位向上集会の集会所の管理を行っている死霊騎士（デュラハン）。遠くへの移動の際には霧を集めた白い馬に乗っている。仲間の死霊騎士（デュラハン）に連絡をとったり霧を操る能力を持つ。

#### その他
キャニー
声 - 松井菜桜子
兄の仇を付け狙う少女。千の偽名（サウザンド）が「リナ＝インバース」と名乗ったため、リナを付け狙う。槍戦士の格好をしているが、ただの素人なのでとっても弱く最弱の戦士と称される。しかもリナは真犯人千の偽名とは似ても似つかないのに気付かなかったり、道で千の偽名とすれ違っても気付かない、兄が死んだのは酔った兄が通りすがりの千の偽名を棍棒で一方的に殴打したため、自分の身を守ろうとした反撃で殺されてしまったという事情を知っているのに自業自得であることに気が付いていないなど頭も相当悪い。リナが千の偽名を倒したため故郷に帰って行った。
SFC版ゲームでは仲間にすることも出来るが、その「弱さ」もしっかり再現されてしまっている。
パイル
レイミア暗殺に雇われた刺客。部下を率いてレイミアを暗殺しようとするが、偶然彼女を助けたリナに阻まれる。その後何も知らずに雇ったナーガに裏切られ、捕まるが脱出。最後はタイレル・シティ近くの森の前で立ちはだかるがナーガの放った石竜に驚いて逃げる。
ミハエル
銀の竪琴を持った吟遊詩人。長い髪をした軽薄な感のある美形。藁人形と針を使った遅行性の呪術の使えるそうであるが実際に効果があるのかは不明。彼方此方に借金して借金取りに追われており、リナとナーガを騙し護衛に雇う。その後事実がばれて2人にぼこぼこにしばき倒され竪琴ごとガムルに引き渡された。
ガムル
いかつい体と険悪な顔をした借金取り。借金のかたとしてミハエルの竪琴を回収しようとしていた。ミハエルが無一文で約束していた依頼料が払えないことを知ったリナとナーガにミハエルを引き渡され竪琴を回収する。
ルーカス
がっしりした体格の戦士風の青年。恋人のイリーアが町を脅す黒竜（ブラック・ドラゴン）にキャベツ2玉と豚の小間切れ大皿1杯を奉げる番になったため、黒竜を倒すことを思い立ち、リナに協力を依頼する。かなりせこい性格の持ち主で、黒竜退治をリナ一人に任せないのは竜が貯めこんでる財宝目当てでイリーアが同行するといったとき真っ先に出た言葉が「分け前が減る」だった。
イリーア
ルーカスの恋人。色白の線の細い感のある美人。ルーカス同様意地汚く財宝目当てで黒竜退治に同行し、リナに儲けの八割を要求する。しかし、黒竜は町長が食費を浮かすために仕組んだもので、儲けはでなかった。
ミリー
動物を意のままに操ることのできる獣使い（ビースト・マスター）。薄い栗色の髪をショート・カットにした、ややスレンダー・ボディの美人。自身の能力に酔いしれており、一般人を見下した発言をする。動物保護協会に命を狙われたため、リナとナーガに護衛を依頼するが、クレインの町から牛を連れ出して売り払ったことがばれてしまい、護衛をやめられる。怒ってリナと闘うが、呼び出した虫を「魔風（デイム・ウィン）」で吹き返され気絶。リナによって牛泥棒として役所に突き出された。
ジョセフィーヌ
声 - 吉田理保子
赤の竜神の騎士ルナ＝インバースでさえもが恐れる「自称・良家の奥様」。息子のジェフリーを才能豊かと信じて疑わず、ひたすら長い自慢話をするだけでなく、かん高い声による高周波で相手の脳をマヒさせて、自分の言い分を押し付けてくる。リナに気配も感じさせずにジェフリーの後をつけ、彼の悪口を言おうもんなら瞬間移動に近いスピードで背後に現れ強力無比な攻撃を仕掛ける。その一撃はリナやナーガ、一流の戦士であるガルダやゴルディアスさえもかわせない。夫のゴルディアスによれば昔は気立てのいい美人だったらしいが日に日に人間離れしているらしい。ジェフリーに手柄を立てさせるために盗賊団（彼女が金で雇った偽物）や黒騎士退治の協力を依頼する。
ジェフリー＝メイルスター
声 - 石田彰
ジョセフィーヌの息子。背の低い不健康な感じの青年。騎士になることを夢見ているが、ゾンビと見間違うほど貧弱で、意表をつくためだけに貧弱な人間ばかりの私設騎士団「黄金の炎の騎士団（ゴールデン・フレイムナイツ）」を編成するなど頭も悪く、血を見て気絶するなどその素質は全くない。しかし、事実を本人の前で話そうとした人物は全て母親が昏倒させる為、本人にその自覚は全くなく自分は才能があると完全に思い込んでいる。盗賊退治の後リナとナーガに才能がないと言われるが、全く聞き入れず騎士を目指す。
マシュウ
レストラン「白鎧亭（ホワイト・メイル）」の経営者。髪に白いものが混じった小太りの中年男性。料理を生きる糧と考え、双子の兄弟マドックと料理に対する取り組み方を巡って対立し、互いに嫌がらせを行っており店に来たゴロツキを倒したリナを雇う。リナのセッティングした決闘で料理に対する情熱を確認し、和解した。しかし、リナが無断で二人の決闘に、見物料と掛け金を取っていたことに怒って報酬を払わなかった。鉄をも切断し、ブーメランのように戻ってくる堅焼きピザパイなど変わった料理を作ることができる。
マドック
レストラン「黒斧亭（ブラック・アックス）」の経営者。マシュウと瓜二つの双子の兄弟。料理を芸術と考え、マシュウと料理に対する取り組み方を巡って対立し、互いに嫌がらせを行っていた。料理はリナがメニューの全制覇をする程で、他に人の力で解くことの出来ないパスタ（食べることは出来る）、人を襲う活け造りなどを作ることが出来る。
サミー
剣と魔術を使う魔道戦士。金髪のやや派手な感じの美人。ウォーレンを騙して無実の魔道士を襲って金品を奪っていた。しかし、魔道士協会に雇われたリナとナーガ、事実を知ったウォーレンによって捕まり、役所に突き出された。ウォーレンと出会う前にも似たようなことをしていたらしい。
エレミー
声 - 皆口裕子
バモンド・シティの高貴な家柄の令嬢。丁重な口調ながら、根本的なところで無神経なため喧嘩を売っているとしか思えない高慢な発言をし、自分では気付かず人を怒らせている。
卑屈で根性なしな人間を男らしいと感じる独特の価値観を持ちガードナーを恋人にしているが、ガードナーがいなくなったためリナに捜索を依頼した。
その後、父親のクローブに、コードゥェル家に行儀見習いに出され、その家の息子バリスも根性なしだったため、気にいってしまいガードナーとバリス二人の間に揺れることになる。
グローブ
声 - 西村知道
エレミーの父親。自分を変えるために出て行ったはずのガードナーが帰ってきたら完全に根性の無い自分を受け入れていたのを見て娘と家を任せられないと判断し、エレミーをベルナシティのコードゥェル家に行儀見習いに出しその家の息子のバリスと結婚させようとする。
リナの口車によりガードナーが根性を見せてエレミーを取り戻せばエレミーとの仲を許すことになったが、結局コードゥェル家のバリスもガドーナーと同じくらいの根性なしだったため、ガードナーとエレミーは何も変わらず戻ってくることになる。
ガイウス＝コードゥェル
ベルナ・シティに住む大金持ち。息子バリスの不甲斐無さに不満を抱いており、好奇心も手伝ってリナの提案した決闘を受ける。
バリス＝コードゥェル
声 - 石井康嗣
ガイウスの息子。金髪碧眼長身の美形。エレミーを取り戻しにきたガドーナーと決闘をすることになるが、ガドーナーと同じ根性なしだったため、二人が泣き出して決闘はお流れになる。
レスター
金持ちの息子。黒髪のまずまずの美形だが気弱。自分を魔法で吹き飛ばした相手を好きになるという性癖を持つ。護衛に雇われたナーガが自分を吹き飛ばした為、好意を持ち彼女へのアプローチの仕方をリナに相談する。その後、盗賊に雇われた魔道士に吹き飛ばされ、その魔道士に好意を持った事をリナに相談するが、どつかれた。
レオーネ
町を治めている伯爵。黒髪で青白い顔をした美形。購入した自宅の地下が吸血鬼（ヴァンパイア）のねぐらになっているのに気付かないなど、抜けている所がある。リナとナーガに吸血鬼（ヴァンパイア）退治を依頼するが、ナーガの放った「霊王崩爆錠（ガルク・ルハード）」で自宅が倒壊する。
シルビィ
名もない村の住人。銀髪の少女。知り合いをそそのかして盗賊行為や窃盗行為を働かせるなど、外見に似合わずかなり腹黒。村に流行っている病の治療薬になる薬草を手に入れるため、病気の感染源になっている水だし香茶をリナに飲ませ、彼女に協力させる。実は薬草を独り占めにして村人に売ろうとしており、ジュダックに村で病が流行っていることを伝えてなかった。真実を知ったリナによってジュダックに突き出され、彼のもとで薬草の代金分働かされることになる。
ジュダック
鋭い目つきの軍人。白髪白髭の老人。軍人らしい殊勝な性格の持ち主。別荘で新兵の訓練を行っており、薬草を盗みに来たシルビィを捕まえるが「私が部下を使って本気出したら、この程度の警備なんてちょろい」と開き直ったため、挑発に乗って「警備の連中に危害を加えず、それができたら何でも持ってけ」と約束してしまう。
ラグ
フリーの拳闘士。黒い短い髪と浅黒い肌をした男。拳闘士という職柄に似合わず、悪知恵が働く。様々な相手に戦いを挑む武者修行の途中、最強の拳闘士と呼ばれたグルカに挑戦するが断られたため、戦う気を起こさせるため彼の家から金銀財宝を盗み隠す。逃亡中に自分を助けたリナを罠にはめて共犯に仕立て上げ協力させるが、リナの放った呪文でグルカは倒されてしまい、最後は窃盗容疑で役人に連行された。
グルカ
かつて最強と呼ばれ、伝説にまでなっている拳闘士。がっちりした体格をした銀髪の大男。引退後は名士として、リュクーネの町に住んでいる。裏で盗品を金持ち連中に売りつけており、その盗品を盗んだラグを子飼いの拳闘士やゴロツキに追いかけさせていたが、リナの活躍によって尽く返り討ちにあったため、自ら出向きラグと対峙する。盗品の隠し場所に出向いたところをリナの放った「破弾撃（ボム・スプリッド）」によって倒され、役人に捕まった。
ギザン
声 - 堀之紀
元暗殺者の隠れ里の村おこし広報課長。元々は暗殺部隊の分隊長で「雷光のギザン」と呼ばれていた凄腕の暗殺者であるが、敵国との平和条約が成立したため村全員で暗殺者を廃業する羽目になってしまった。「雷光」の異名の通り「地霊咆雷陣（アーク・ブラス）」などの電撃系統の呪文を得意としている。彼自身は平和条約と観光業への転換を受け入れているが、長年の暗殺者としての習慣や思考が抜けていない。誠実で責任感の強い性格であるため、アドバイザーのスカウトや暗殺稼業を再開する村人の連れ戻しなど重要業務を一手に任されているが、責任を取るとなると真っ先に自爆を考える危険な男でもある。観光アドバイザーとしてリナとナーガを雇い、ナーガの提案した宝探しゲームで村おこしを図ったが、罠の加減を間違えたため観光客に怪我をさせてしまい計画は中止となった。原作者によるとその後は農業をやっているらしい。
アニス
声 - 引田有美
ギザンの妹。「天井裏が一番落ち着く」という理由で自邸内の移動も主に天井裏を通る習慣がある。彼女の狂言誘拐事件の時にギザンが犯人に激しい怒りを見せたところを見ると、兄妹仲は極めて良いらしい。実は村おこし反対派であり、村おこしの資金強奪を企み、資金強奪には成功するもリナの推理で資金の隠し場所と反対派であることがばれリナとナーガと戦うも敗北。死刑にされそうになったところをリナの助言で罪一等を減じられ、軽い処罰ですんだ。
ラゼラム
声 - 石井康嗣
元暗殺者の隠れ里の村人で村おこし反対派。ギザンと同じく元々は暗殺部隊の分隊長で金属糸を操り「死を紡ぐ糸」の二つ名を持つ。観光業への転換を受け入れられずに、隣国の王を暗殺することで再び暗殺者が必要な状況を作り出そうと考えていた。村おこしの資金強奪を企み陽動とアドバイザーの殺害のためギザンの家を襲撃するが、リナの誘導尋問に引っかかり襲撃者とばれて、ナーガの「弦操呪牙（カオス・ストリング）」で金属糸を絡めとられ、リナの「爆裂陣（メガ・ブランド）」で吹っ飛ばされる。
マルガリータ＝ギザルメー
元暗殺者の隠れ里の村人。正面から戦った場合の戦闘能力はギザンに劣るものの、「幻惑」の異名を持つ奇策と奇襲の名手として村でも一目置かれていた。しかし、その実態は我侭で気まぐれなため最初の計画をあっさり変更するだけの女性であった。「お金がいっぱいもらえる」という理由だけで村から脱走して暗殺者稼業を再開したが、ギザンに捕まって便所掃除の無期刑にされてしまった。
ロバーツ＝ディンボルト
デラザック・シティ乗合馬車組合の元締め。赤毛のがっしりした中年。言葉の端々にトゲが見られるが、仕事に失敗したリナに依頼料を払うなどできた人間。競争相手であるランバートから妨害を受けており、対抗してリナを雇う。ランバートの挑発に乗って馬車レースを行うが、統合された組合の組合長にレースに優勝したナーガがついたため、職を失う。その後、元職員のカイトが設立した、デラザック・シティ牛乳配達組合に雇われる。
ランバート
デラザック・シティ乗合馬車組合の元締め。口ひげを生やしたがっしりした体格の男性。客と称した魔道士にロバーツの組合に属する馬車に嫌がらせをさせる。ロバーツの雇ったリナによって馬車が撃破されると、レースで決着をつけることを提案するが雇ったナーガが組合長になってしてしまい経営破綻を起こして組合は解散、失職する。その後、牛乳配達組合に恩を売って就職するために牛乳を盗む犯人を捕まえようとするが、真犯人が判明した後牛乳泥棒にでっち上げられた。
カイト
牛乳配達組合の組合長。黒髪の物腰の柔らかそうな男。実家が牧場をやっていることから、契約をした店や家に毎朝牛乳を廉価で配達するデラザック・シティ牛乳配達組合を起こす。どちらかというと胸が小さい女性が好み。
メローネ
牛乳配達組合の組合員。カイトからプロポーズを受けていたが、パッドでごまかしていた自分の胸が小さい事を気にし、牛乳を飲んで胸を大きくするためにロバーツの馬車から牛乳を盗む。しかし、彼が胸の小さい人が好みだと知り和解する。
ファミール＝レンフォード
ディラックの弟子。肩まで栗色の髪を伸ばした美人。盗賊除けのため師匠と共に魔道士の格好をしている。自然保護団体に師匠を誘拐され、リナに助けを求める。肝心のリリアン編みの腕は非常に悪い。
ディラック
ファミールのリリアン編みの師匠。ファミール以外にも弟子がおり、月謝のことでよくもめているらしい。グラシード手芸同好会の元でリリアン編みの修業を行い、やがて3大幹部の1人にまでのし上がったが、表にでない仕事に嫌気がさし、組織を抜ける。誘拐した自然保護団体助け出された後、組織の3大幹部の1人メルディナーサに見つかり、決着をつけるため偶然再会したリナ達と共に組織本部に赴く。リリアン編みの技術は非常に卓鉄しており、素早い動きで自在に動き、革製の鞭を口で擦り切る竜を編み上げる「瞬閃昇竜編み」など神業に近いものがある。
グラシード＝フォン＝クラブマイヤー
グラシード手芸同好会の主催者。長身で金色の髪をしたハンサムな若い男性。若いながらもファッションデザイナーと組織の運営者としては傑出しており、組織で開発した衣類・手芸品関係の技術やデザインを各国のファッションメーカーに秘密裏に売ることで年間金貨数億とも言われる莫大な利益を上げている。金属繊維で織られたじゅうたんを自由自在に操る。アジトに侵入したリナ達と戦いディラックを人質にとるが、彼の指示でファミールが披露したリリアン編みの腕があまりにも酷いので、見かねて指導した所をリナにドツキ倒された。その後、ファミールのような未熟者を野放しにはできない、という理由でディラックの脱会を認める。悪の組織のようなノリなためリナが同好会の金を巻き上げようとしたが、世間に知られないように取引をしているだけで、非合法なことは何もしていないため、未遂に終わり結局報酬として受け取ったのはディラックから渡された金貨2枚に留まった。
メルディナーサ
グラシード手芸同好会3大幹部の1人。長身で日焼けした浅黒い肌と切れ長の青い目をした金髪の女性。革製品を主に扱っており、革にリベットを打ちこんだ自作のボンデージ風の衣装を身に付けており、得物は先端が分裂する革鞭。ディラックを本部に連れ戻す為、彼の前に現れるが、ディラックが「瞬閃昇竜編み」で編み上げた竜が巻きついて頭を火に突っ込む技「糸竜火炎撃（ドラゴン・バーニング・アタック）」で炎に包まれ倒された。既婚者で子供が2人おり、夫からは「メルちゃん」と呼ばれており、その事を知らされたリナ達に散々からかわれた。
ガイゼム
グラシード手芸同好会3大幹部の1人。主に絹製品を扱っている。仕事がないのかファッションの技術開発者でありながら、警備という専門外の役職についている。各所に張り巡らせた糸でリナ達の侵入を知り、退路をクモの巣状の糸で塞ぐが糸の巣の移動速度が遅いため、全く相手にされず置き去りにされた。
リリィ＝マックレーン
イルマード公国に別荘を持つ大金持ち。長い黒髪の女性。リナとナーガに密漁者が嫌がらせをしているビーチの警備を依頼する。他人と話している時、時々嫌味な言葉を口にしており、その為か地元では反感を抱いている者が多い。報酬に金貨50枚を約束していたがジャックが別荘の金を使ったため金貨10枚しか払えず腹を立てたリナがビーチに「重破斬（ギガ・スレイブ）」を放ち生き物が寄り付かない大きな入江に変えられた。
ジャック
リリィのプライベート・ビーチの元の持ち主。リリィの父親にギャンブルと女遊びで作った借金2万枚のかたにビーチを取られたことを逆恨みして、セバスチャンを名乗り別荘の執事として雇われ、別荘に置いてあった金を使って人を雇い彼女に嫌がらせを行う。
ランチェッタ
バリスに住む村人。4ヶ月前に出産し、育児のことで悩んでおりノイローゼ気味。ウォルターの自宅でリナが放った攻撃呪文の音で子供が起きてしまい、抗議に来る。その後ウォルターを倒すため、村に戻ってきたリナの前に物干し竿とオムツを持って立ち塞がる。リナの「あ。赤ちゃんの泣き声」の言葉に気をとられ倒された。
タチアナ＝デイワード
声 - 久川綾
リシャールの町に住むファッションデザイナー。赤い髪の美人。一瞬ですれ違った相手にひよこのアップリケを縫い付けることができる。フォーマルなデザインを尊び、デザインの方向性を巡ってマーティンと対立しており、リナに協力を依頼する。フォーマルデザインのためなら世界を焦土とするのも厭わない、と発言する過激な性格の持ち主。度々互いのアトリエを破壊し合っており、周辺の家屋にも被害を出しているが、定額以上の賠償金を家屋の持ち主に支払っているため、役人には訴えられていない。しかし、最後はあまりにも被害をだしたため、町の人間も我慢できず役人に捕まる。
マーティン＝レンフォード
声 - 飯塚雅弓
リシャールの町に住むファッションデザイナー。淡い金髪をした女性。一瞬で普通の革ベルトを、リベットやチェーンのついたベルトに改造できる腕の持ち主。斬新なデザインを尊び対立しているタチアナを倒すため、ナーガを雇う。ナーガがゴーレム生成術を応用して造った動くアトリエ、重機動工房「マーティンⅨ」でタチアナを追い詰めるが、リナが造った空中要塞工房「クチュール」を頭上から落とされ敗北した。
ザラカス
セルリアン・シティ第7警備隊隊長。フラニガンから竜神像が盗まれたという一報を聞き、部下の警備兵を引き連れ現場に駆け付ける。庭石に変形する特技を持つ。
ユジーン＝バイオレッタ
旅の吟遊詩人。長い銀髪にごつい体格の中年男性。偶然出会ったリナを讃える詩をつくると言って悪口にしか聞こえない詩を謳い上げる。その後もリナにしつこくついて回り、リナが魔道士協会から、領主が借りたまま返却しない魔法の道具の奪還を依頼され、クォーランド・シティの城に忍び込んだ際に出来心からお宝の一部を盗んでしまう。その後、問題を終息させるため、リナは盗賊を犯人にでっち上げて捕えさせようとするが、前回忍び込んだ際にユジーンは顔を見られていたため、でっち上げがばれてしまい犯人として逮捕された。
ブルード＝クレッシェンド
ロード・アランタイズに仕えるレンジャー。白いものが混じった髭と髪、引き締まった体をした壮年の男性。カミーラとテリウスの父親でレンジャーとしての腕は一流。しかし、公金横領が発覚してがばれて解雇される。その後、解雇された腹いせに子供たちと共に領内に出没し密猟などを働いていた。
カミーラ＝クレッシェンド
ブルードの娘。赤い髪に気の強そうな顔立ちをした女性。レンジャーとしての腕は確かだが怠けたがり屋で仕事はサボってもバレない上に収入も良いレンジャーになるため、弟の料理に毒キノコを盛るなど、性格がひねている。ブルードから五日の間に百のゴブリンを狩れれば後継ぎに認めるとの約束を取り付け、リナを騙して協力させるが、テリウスの登場であっさり嘘がバレる。そこでナーガを騙して味方につけるがブルードが公金横領でクビになったためになったため無駄に終わる。
テリウス
ブルードの息子でカミーラの弟。黒髪に筋骨隆々の男性。性格は姉とは異なり生真面目で騙されやすい。リナやジョッシュが気づかなかったブルードの気配に気づくなどレンジャーとしての技量はそれなりだが本番に弱く実力を発揮できない。不純な動機で後継ぎを狙うカミーラを止めるためリナに助力を依頼する。その後、騙されて、家族と一緒に山々で食糧を取って荒らしていたが、リナの説得によって捕縛の協力に同意した。
ジョッシュ＝リンドバーグ
ロード・アランタイズに仕えるレンジャー。茶色い髪と髭をはやした男。出世して他人を見下す願望があり、他人に対し優越感を持つことを至上の喜びにしている。領内を荒らすブルード達を捕え、出世するため偶然出会ったリナとナーガに協力を依頼する。
クレヴィル
テシーモの村の祭りの実行委員長。ラガスタインに騙されて邪神信仰の儀式を豊穣の儀式だと思い込んで執り行っていた。騙されやすいタイプで元セイルーンの神官を名乗るランガスタインをあっさり信用して明らかに怪しい格好や儀式をやらされているにも係わらず言葉に従う。呪文で祭りを台無しにしたリナに文句を言うが、騙されていると言われ、リナとラガスタインのどちらが正しいのか見極めるためリナと共にラガスタインのところに赴く。ナーガの呪文に巻き込まれて気絶して、目を覚まして不意打ちでラガスタインを倒すが、溜め込んだお宝を物色するために、リナに昏倒させられる。
モーゼル
ニブス村に住む黒髪の青年。父親がランプ職人で、町の剣術道場で筋がいいと言われた為、村長の家に伝わる予言にある、光掲げるものとしてジェイコブ退治を引き受けたリナに同行させられる。根性もなくジェイコブを前に震えてばかりで、剣の腕も素人以下。
ジェイコブ＝ラタード
ニブス村の乱暴者。黒髭を生やした中年男性。力が強いことを笠にきて様々な悪さをしていたが、村人からの嫌がらせに屈し出帆。その後「明かり（ライティング）」と「炎の矢（フレア・アロー）」を身に着けナーガと共に村に舞い戻り、村の西にある炭焼き小屋に陣取り再び悪さを働いていた。その為村長によって、魔王になる心を闇に堕ちた力ある者、とされ村長がリナに討伐を依頼する。
ルロウグ
縁切り業界に属するエキスパート。「運命を破る者」の二つ名を名乗る。顔を布で覆ったショートカットの美人。マーカスとレイチェルがいちゃつくことによって、町の風紀が乱れることを危惧したプロキアム・シティ商工会長に依頼され、彼らの仲を裂くためにテルメギドと共に現れる。ギルメジアとは夫婦で縁切り業界にもかかわらず、職場結婚とのこと。
ギルメジア
縁切り業界に属するエキスパート。「絆を嘲笑う者」の二つ名を名乗る。顔を包帯のようなもので覆った大柄な体格をした男性。妻のルロウグとはルーちゃん、ギルぴょんと呼び合っている。
ドナルド
フロネーズに住む猟師。山でラギアソーンの空間操作によって奇妙な姿になったペットの魔王竜（デイモス・ドラゴン）ジョンを珍獣と勘違いし、生け捕りにしてロードに献上しようとする。
カーシャ＝ライドパーク
小さな果樹園を経営しているおばちゃん。リナの郷里の姉ちゃん、ルナ＝インバースと似た雰囲気と性格をしており、のんびりした丁寧な口調でエグい言動をする。子供のころに犯罪組織を壊滅させ、かつては「ラルティーグのハイエナ」と呼ばれていたらしい。娘のマーリーンに眼力だけでヒグマを退散させる特訓などを施し、耐えられずに家出しネルローネファミリーに匿ってもらっていたマーリーンとの対話の機会を作ってくれるようリナに依頼する。リナの提案でマーリーンが一人前かどうかテストすることにして、マーリーンの意見でリナを三日間カーシャから守りきれるかどうかをテスト内容にして、リナが了承してくれたと思いリナの命を狙う。結局リナが了承していないことを知ってマーリーンを連れて帰った。
マーリーン＝ライドパーク
カーシャの娘。母の厳しい修行に耐えきれず彼女の元を逃げ出して犯罪組織に匿ってもらうが、カーシャから依頼を受けたリナによって犯罪組織が壊滅してしまう。その後、リナの提案で彼女が1人前かどうか判断するテストをすることになるが、カーシャに脅えて逃げたリナを強引に巻き込むためリナをマーシャから3日間守り抜くというものを指定して、リナと共にカーシャから逃げ回ることとなる。
ミリエラ
セレニアス王国の諜報員。金髪に整った顔立ちをした女性。子供の頃から諜報員に憧れており、大人になってから近所にある将軍の家に相談にいった末、飼い犬に門の外から泣きながら身の上相談をするという行動を1ヶ月続け、諜報員になる。ただし、諜報員には全く向いておらず町で評判のうっかり屋で得意分野も特にない。リハード王国の首都にいたリナを仲間の諜報員と勘違いしてしまい、彼女に機密文書を見せてしまったため、共にセレニアス王国へ逃亡することとなる。
トレマー
ゲリラの一員。黒ひげの中年男性。表向きは行商人を名乗っており雨のために渡し船が出ず、宿に足止めを食っていると説明している。
アディス
ゲリラの一員。金髪の男。表向きは雨のため渡し船が出ず、宿で足止めを食っていると説明している。
トッシュ
ゲリラの一員。赤髪の青年。表向きは父親に頼まれた品物を届けた帰りに雨に降られ、渡し船が出ないため、宿に足止めを食っていると説明している。
ジョージ＝グッドラック
ケーキショップの店主。素材にこだわって山を買って自ら材料を育てるなどケーキに対して強いこだわりを持っている。父親が魔道士で子どもの頃から魔道士教会に通っており、その知識を利用して素材に品種改良を行っている。味と香りのみを追求した結果、叫ぶスイートポテトや肥料を求めて動き出す目玉のような栗など異様な形をしているが味はリナが原材料への嫌悪感をなくし感謝までするほど。戦闘は素人だが独力でオリジナルの呪文を作るなど魔道士としてはかなりの腕前を持つ。
レオナルド＝キングスレー
フィライの町に住む金髪の青年。結婚するため、町の伝統に従いアラニアの花を手に入れるために旅に出る。フィライ七奥様の操るゴブリンに襲われた所を助けたリナに道中の護衛を依頼する。
ラビィ＝ルクソール
レオナルドの結婚相手。薄い金髪の女性。試練が困難なほどあればあるほど人は大きくなるが持論で、レオに過酷な試練を与えるため、儀式の妨害に長けたフィライ七奥様と共に彼の前に立ち塞がる。しかし、試練を与えることに夢中になったため、儀式に使うアラニアの花を全て台無しにしてしまい、レオナルドと共にどこかに逃亡する。

### 作中未登場
ルナ＝インバース
リナの姉。本編には直接登場しないが、リナが「故郷の姉ちゃん」のことを回想するシーンが度々あり、リナを上回るその無敵ぶりが間接的に読者に伝えられる。物静かな風貌ながら、刃物を返す肌を持つ竜を包丁1本で平然と倒したり、放たれた「竜破斬(ドラグ・スレイブ)」の魔力光を普通の剣で切り裂いたり、純魔族を麺棒もしくはすりこぎで倒すほどの猛者。細い腕でバスターソードを枝切れのように振り回すとも語られている。
その実は赤の竜神の意識と力の一部を宿す「赤の竜神の騎士（スィーフィード・ナイト）」で、ラルターク並みの相手なら笑いながらド突き倒せる実力の持ち主。しかし、赤眼の魔王7分の1には勝てない模様。
普段はレストラン「リアランサー」のウェイトレスのアルバイトを行っており、ときどき実家の雑貨店の手伝いもしている。苦手なものは、自称・良家の奥様という一部の中年女性。TRYでフィリアは最初彼女に世界の危機を救ってほしいと頼んだのだがアルバイトを理由に断られ、リナを推薦された。
リナは幼少期から彼女に色々と鍛えられ、トラウマを背負わされている。リナの怪談嫌いは、論理的なツッコミを入れる妹に彼女が鉄拳制裁をしたため。
「スレイヤーズ!」の構想段階においては、実は彼女がヒロイン（主人公）だったのだが、執筆開始前に「美少女戦士セーラームーン」が連載を開始してしまい、キーキャラクターの名前が被る為、リナがヒロインになったという経緯がある。
レイ＝マグナス
伝説の魔道士。主な活動時期はリナ達が生きている時代の約1000年程前で、「竜破斬(ドラグ・スレイブ)」などの数々の強力な攻撃呪文を開発した。歴史上唯一「暴爆呪(ブラスト・ボム)」を使えたと云われるが、魔玉血を持っていたので人間以上の魔力容量を持つかは不明。
実は彼の心の奥には7体に分けられたシャブラニグドゥの1体が封印されており、冥王の策略で魔王として覚醒（原作者によると覚醒理由はルークとほぼ同じ）、水竜王に挑んだが、現在はカタート山脈で氷漬けになっている。

## アニメオリジナルキャラクター

### スレイヤーズ
ザングルス
声 - 島田敏
深草色の山高帽子とマントに身を包む長身の剣士。自分より強い相手を求めて傭兵をしており、雇い主のコピー・レゾに従ってヴルムグンと共にリナ一行を始末するために行動していたが、その中でガウリイに敗北を喫して以来、打倒ガウリイを最優先事項として追い続けるようになる。剣の唸りを強力な衝撃波へと変える魔剣『ハウリング・ソード』を自在に操り、剣術の腕前はガウリイとほぼ同格。
後に放送されたラジオドラマでは、オリジナルのヴルムグンやディルギアと共に登場してリナ一行との再戦に臨み、またNEXTでは新造された『ハウリング・ソード パートII』を携えて登場し、対フィブリゾ戦でリナ側に加勢した。最終回ではマルチナと結婚してゾアナ王国の国王となるが、王国復興の資金集めの一環として傭兵稼業を続けている。
ヴルムグン
声 - 家中宏
黒いローブに身を包み、額に巨大なルビーを埋め込んだ魔道士。ザングルスと共にコピー・レゾに従い、リナ一行を追っていた。感情が乏しく、よほどの事が無い限り表情を崩さないほどの鉄仮面である一方、修道士のように頭頂部を剃髪しており、本人はその髪型を非常に気に入っているという変わった一面を持つ。
何度倒されても、何事も無かったかのようにリナ一行の道中に現れ続けたが、その正体はエリスが影で操るコピー・ホムンクルス。オリジナルは別に存在し、オリジナルのヴルムグンとしてザングルスと共に登場したラジオドラマでは『台本がカタカナではない』事に喜び、NEXTの最終話ではザングルスの結婚式に参列していた。

### スレイヤーズNEXT
マルチナ＝ゾアナ＝メル＝ナブラチロワ
声 - 柊美冬（※現在の芸名は石村知子）
ゾアナ王国の王女。露出度は高いがセンスは破綻しているという、ナーガを髣髴とさせる衣装を誇らしげに纏っている。自らの想像の産物である魔神『ゾアメルグスター』を崇拝しており、世界征服の野望を抱いていたがリナに阻止された挙句、居城を含めて王国に壊滅的な打撃を受けたために無一文となってしまい、以降はリナへの復讐とゾアナ王国の復興を目指して奔走する。魔法の類は一切使えないが、恐るべき執念だけで呪いを完成させ、ゼルガディスをして『たいしたものだ』と言わしめた。
高飛車ではあるが、面倒見の良い優しい一面も持つ。また、非常に恋愛に多感な女性で、ゼルガディス、ガウリイ、ゼロス、ザングルスに次々と恋心を寄せていたが、最終回でザングルスを新しいゾアナ王として迎えて結婚し、自身はゾアナ王妃となった。名前の由来は女子テニスプレイヤーのマルチナ・ナブラチロワより。
アシュフォード
声 - 塩屋浩三
幻の珍味であるドラゴン料理の全てを修めた世界唯一の料理人。帽子の頭頂部だけがコック帽という以外はカウボーイのような格好をしており、腰のホルスターに出刃包丁を差している。自身が料理長を務めるレストランで起こった非礼を詫びる意味も込めて、リナ一行にドラゴン料理を提供すると約束し、苦難の末に材料となるレイクドラゴン（湖に住む首長竜のような水龍の一種）を仕留めたが、フルコースが完成するまでには実に半年を要するという事から、結局リナ一行はドラゴン料理を諦めざるを得なかった。
首に下げたロケットペンダントには、すでに亡くなった自分以外の家族の肖像画が入っており、娘、娘婿、若い頃の妻、病弱な孫娘はそれぞれリナ、ガウリイ、ゼルガディス、アメリアに瓜二つである。
キラ
声 - 大谷育江
セイルーン王国の近郊にあるルーン山に隠居した魔法医ルナンの孫娘。ルナン自身はすでに他界しており、今は彼女が幼いながらにルナンの名前と技術を受け継いでいる。魔族によって奪われたリナの魔力を取り戻すため、祖父ルナンが遺したメモなどを参考にしつつ薬を作り上げたが、その薬はマルチナのせいで大爆発してしまった。

### スレイヤーズTRY
フィリア＝ウル＝コプト声 - 桑島法子
火竜王ヴラバザードの神殿に仕える聖位一位の巫女で、大神官バザード＝ウル＝コプトの娘。火竜王がもたらした滅びの神託に従い、滅びを回避する為の鍵を握る人物としてリナに協力を依頼し、以降ともに行動する。一見金髪の美しい女性だが、正体は黄金竜(ゴールド・ドラゴン)であり、武器としてスカートの中に隠し持つ巨大なメイスを軽々と振り回す怪力の持ち主。変身解除前でもレーザーブレスを吐いたりできるが、元々変身魔法が未熟なのか、油断しているとスカートから尻尾が出ていたりする。また物腰は穏やかで口調も丁寧だが、短気で怒りやすく、頭に血が上ると正体を現し、所構わず暴れる事もしばしば。リナ達の大食漢ぶりにはお財布をカラにされそうになり悲鳴を上げていた事も。神殿の教えを心から信じ魔族を嫌っている為、ゼロスとの仲は最悪だが、なぜか息がぴったり合う。変身解除時に人間の姿で裸の状態になるのを恥しがったり、尻尾にピンクのリボンを結んでいるなど人間のような一面も持つ。人間の姿時は服装で分かりにくいが意外と胸があるらしい。鈍器や壺や皿などの陶器等の骨董に目がなく、スカートの中から取り出した紅茶セットで作った紅茶を嗜んだりする事も。後に黄金竜一族が過去に犯した大罪を知り、巫女役を返上した。生まれ変わり、タマゴになってしまったヴァルガーヴを引き取り、ジラスらと共にとある町で武器と骨董のお店を開店させている。
余談だが、フィリア役の桑島法子に『鈴木真仁 観察日記』を書かせていたらしい。
ヴァルガーヴ声 - 高木渉
古代竜(エンシェント・ドラゴン)族の唯一の生き残り。フィブリゾによって滅ぼされた魔竜王ガーヴの腹心であり、黄金竜(ゴールド・ドラゴン)の一族に重傷を負わされたところをガーヴの力を移植されることで救われた過去がある。そのため、生来の竜族としての力の他、魔族と人間の力も使うことができるが、フルパワー時の安定性に難がある。ガーヴが滅ぶきっかけを作ったリナに復讐すべく、ひそかに活動していた。一族を滅ぼした黄金竜の最長老を殺害するが、当時のことを何も知らず、また真実を知った後はどうすればその罪を償えるか真摯に思い悩んだフィリアには真実を伝えた程度で済ませている。異界の魔王に飲み込まれて死んだと思われていたが、魔王デュグラディグドゥと同化し復活。リナとフィリア達に倒されるが、女性のシルエットのオーラからタマゴが現れ、生まれ変わる（この女性らしきシルエットはロード・オブ・ナイトメアであるとかヴォルフィードであるとか言われている、がはっきりとは不明）。タマゴはフィリアやジラス達の下で育てられる事に。作者神坂一いわく、細腰とヘソ出しが人気の秘訣。設定画にはタマゴから孵化した後にフィリアについて歩く仔竜形態のヴァルガーヴの姿が観られるが、本編には未登場。KinKi Kidsの堂本光一がモデルとされる。
スレイヤーズDVD特典ドラマCDでは、転生ヴァルガーヴが登場している。フィリアの趣味が多数入り女装させられてしまっていた。
アルメイス声 - 茶風林
ヴォルフィードに仕える異界の神族。ダーク・スターこと魔王デュグラディグドゥを召喚し、その打倒を果たそうとリナ達の世界に降臨。その過程でリナ達の前に現れた。三人の眷属の中で最も穏健な考えの持ち主で、神族としての誇りも持ち合わせており、この世界に必要以上に混乱を起こすことを避けようとしていたが、そのために同じ神族のエルロゴスとは意見が対立する。
異界に散ったダークスターの5つの武器を探し出す為に、ヴァルガーヴと手を組むものの、ヴァルガーヴが暴走を始めた為リナ達と共闘する。その後悪化しだした情勢の中でリナ達とは再度対立することになってしまい、その戦いの最中、エルロゴスの裏切りにより殺害されてしまった。
彼ら異界の神族はリナ達とは異なる精神界に精神を置いているため、通常の魔法の大半は通用しない。しかし、依り代が意外と脆弱であり、力学的な攻撃にはやや弱い。
エルロゴス声 - 堀之紀
ヴォルフィードに仕える異界の神族。ヴォルフィードの眷属中最も過激な意見の持ち主であり、自らの世界を救う事のみを考え、ダークスターをリナ達の世界に押し付けようとする。またその為には強硬手段も辞さず、達成の障害となりそうなアルメイスさえも殺害した。リナ曰く「神族のクズ」。だが単なる狂信者ではなく、己の行為を自問し懊悩する一面も持っていた。
あくまでダークスターを倒そうとするリナ達の姿勢を見るうちに、あきらめていたダークスター打倒の意思を再度蘇らせ立ち向かうものの、ダークスターの力を取り込んだヴァルガーヴに消滅させられた。
ゼロス級のパワーの持ち主であり、黄金竜(ゴールド・ドラゴン)の一族を壊滅させたほどの火力を有する。
シーリウス声 - 家中宏
ヴォルフィードに仕える異界の神族。他の二人に比べ無口で無表情。エルロゴスと行動を共にすることが多いが、彼とは違い無益な殺戮や破壊は嫌い、本質は穏やかな性格かと思われるが、その反面エルロゴスのアルメイス殺害を傍観していたりと、その真意はやや測りがたい。
心の内ではアルメイス同様、打倒ダークスターを目的としており、リナ達がダークスターに立ち向かう意思を見せたとき、いち早く共闘の意思を見せた。ヴォルフィードの眷属の中で唯一生き残り、最終決戦後、自分たち神族のあり方を再度思い直し、ダークスターの5つの武器とともに、元の世界に帰還した。
グラボス＝マウントトップ声 - 江川央生
ヴァルガーヴに仕える蜥蜴人間。人間の獣人狩りで右目を失い、死にかけていたところを、ヴァルガーヴに救われた。そのため彼に忠誠を誓い、彼のためなら命も投げ出す覚悟。細かいことを考えるのが苦手で単純な力押ししか能がないが、強い精神を持たないと使えない「瞬撃槍(ラグド・メゼギス)」をやや制御に難を残しながらも扱うなど意外な底力の持ち主。リナ達との戦いで宇宙に飛ばされるが、最終話ではフィリア、ジラスと共に骨董屋をやっている。
ジラス＝ジロス＝ジレス声 - 山崎たくみ
ヴァルガーヴに仕える赤い狐族の獣人。地位はグラボスより下で彼のことを兄貴と呼ぶ。人間の獣人狩りで負傷していたところをヴァルガーヴに救われ、彼の部下となった。非力で間の抜けた行動も多いが、火薬や爆薬のスペシャリストでもあり、爆弾や銃を発明し、戦いではそれらを使用する。受けた恩は必ず返し、受けた恨みも必ず返すという性格ゆえ、命の恩人であるヴァルガーヴに忠誠を尽くしており、彼が死んだと思われたあともリナ一行への復讐を誓い行動。最後にはオリハルコンを大量に貼り付けた自作の戦車でリナ達の前に立ちふさがりリナ達諸共自爆を計るが、自爆用に積んでいた火薬の調合を間違えて花火にしてしまっており、未遂に終わっている。その際フィリアに庇われて以降は恩を返すためフィリアと共に行動、なんとはなしにリナとも和解している。ちなみに非力とはいってもリナ達から見たらの話で、その気になれば街一つ破壊出来る程の実力者であり、最終的には竜破斬級の破壊力を持つ爆弾を開発した。
最長老声 - 沢木郁也
火竜王ヴラバザードに仕える黄金竜(ゴールド・ドラゴン)族の最長老。性格は厳格にして老獪。目的達成の為には手段を選ばず、如何なる犠牲を払うことも厭わない非情の人物だが、リナ達人間に感化される描写も極僅かだが存在する。
かつて「（ヴァル達）古代竜(エンシェント・ドラゴン)の一族が未来において黄金竜一族を滅ぼすだろう」という火竜王の神託を受け、それを阻止する為にヴァルの一族を急襲しヴァル以外を全滅させた張本人。だが、その神託が不完全なものであり、自分達の行いが原因でそうなるとまでは考えもしなかった。最終的に黄金竜の一族はエルロゴス達の攻撃で全滅し、自らはダークスターと同化したヴァルガーヴの手で滅ぼされた。
全ては「世界の平穏のため」と信じての行いであったが、自分達の正しさを妄信した結果、ある意味TRYにおける元凶とも言える存在となる。その考え方をリナ達は「気に入らない」と幾度も切り捨てるが、「悪」と断じることまでは出来なかった。
なお「フィリアの祖父にあたる」「フィリアの父、バザード＝ウル＝コプト本人」など設定には諸説あるが、公式の上では不明。
闇を撒くもの（ダーク・スター）デュグラディグドゥ
異世界の魔王。漆黒の竜神(ナイトドラゴン)ヴォルフィードを倒したがその力を吸収した結果、破壊神と化して暴走してしまった。
本来、魔族は自分の世界を滅ぼし、混沌の海に還る事を目的としていたが、アルメイスたちによりリナたちのいるスィーフィードの世界に召喚されてしまう。
1度目は召喚半ばで失敗し、その際、ヴァルガーヴを取り込んでしまい、2度目で完全に召喚されたが、取り込んだヴァルガーヴとも意識を同化し、全ての世界を最初の段階に戻すという目的をリナたちに話した。
全ての世界を滅ぼし、新たに再生することがダークスターとヴォルフィードの元々の願いらしい。
漆黒の竜神（ナイト・ドラゴン）ヴォルフィード
異世界の神。闇を撒くもの(ダーク・スター)デュグラディグドゥとの長く激しい戦いの末に敗北し、力を吸収される。
しかし終盤にて、ダーク・スターに自ら取り込まれ、世界の浄化と再生を決意したことが語られた。

### スレイヤーズREVOLUTION
クッピー声 - 加藤夏希
海賊船に囚われていた女の魚人。ミス・マーメイドに選ばれていたらしい。ヌンサ、ラハニムと同じ外見をしており、手足を除く肌の色はピンク色。リナ達によって海賊から解放（？）後、リナ達によってルヴィナガルド王国の港町にあるレストランに1kgあたり銀貨3枚で売り払われた。が、その後起きた騒動に巻き込まれ何とか逃亡に成功。ちなみ彼女の村では「嵐に遭ったら神に祈れ。リナ＝インバースに会ったら神を呪え。もはやそこに希望はない」という言い伝えがあるそうである。
EVOLUTION-Rにも登場。ビッグウェーブの影響で行動がおかしくなり、ガウリイを夫と思い込んでいた。二児の母親。
ポコタ声 - 小林由美子
リナたちが出会った、小柄な体格の謎の獣人。耳らしきものの先端が緑色の人間の手のような形状になっているが、普通の位置にも別に小さい手が存在している。さらに、体のお腹から胸の位置にファスナーが存在する（自作の「光の剣のレプリカ」を収納）。頭の真ん中からは紫の毛が突起状に生えており、頭から体にかけての大半は薄緑色の体色をしている。赤いマントを羽織っており、魔法は、耳の位置から出ている大きな手で発生させる。リナクラスの高位魔法を使いこなし、すばしっこく闘い慣れしている。性格は素直とは言えず、口が悪く態度もでかい。食事や金への執着はリナと同レベル。しかしリナの肩に乗ったり、ガウリイの髪に隠れたりとカワイイしぐさも見せることも。浮遊（レビテーション）で移動することが多い。
リナ一行と出会ったときには、世間を騒がせている魔道戦車を破壊している最中であった。リナとはお互いによく「小動物」「凹胸（ヘコムネ）」と罵り合い、衝突しっぱなしである。
その正体は、過去に滅んだとされるタフォーラシア国の王子である。本名はポセル＝コルバ＝タフォーラシア（それぞれの頭文字を取ってポコタ）。タフォーラシアに疫病が蔓延し国が滅ぶ危機に直面した時、病気の進行を止めるため人々はレゾの力により眠りにつき、タフォーラシアは伝説の霧に隠される。ポコタも疫病にかかるが、病気の進行を止めるためにレゾの力によって動物の姿に変えられ、疫病の治療法を探し当てる為に諸国を流離う。昔は人間の少年でその時の姿は、腰まで伸びる紫色の長い髪を持ち、現在の小動物状態と同じく髪の真ん中は突起状になっていた。 左耳には大きなピアス型のイヤリングをしており、服装も王子らしからぬ簡素で動きやすいものだった。
EVOLUTION-Rではタフォーラシアの人々を救うためリナ達と行動を共にする。自国を救ったレゾを善人と信じて止まず、ゼルガディスらにした仕打ちや魔王が眠っていた事実を受け入れることができないでいる。タフォーラシアの人々を救う為、レゾが復活する際に自分の体を提供する。その後復活した魔王の亡霊との戦いで、自分の冥王の壺を壊し魔王の動きを封じ、魔王を滅ぼす手助けをした。魔王と共に滅びる覚悟であったが、レゾの助けにより生還し、以後も小動物の姿でタフォーラシアの復興に尽力する。
コミック版EVOLUTION-Rでは魔王の亡霊の動きを封じる為、壺を壊して内側からレゾと共に押さえていた最中に魔王と闘ったデュクリスを死なせてしまう。魔王を倒しレゾから様々な知識を授けられた後、デュクリスの体に宿り、彼を死なせてしまった負い目から、デュクリスとして生きていく決意を固める。
ジョコンダ声 - 高島雅羅
ルヴィナガルド王国で公爵領を管理している公爵。
リナいわく「なんか、きつそうなおばちゃん」。赤毛をポニーテールにし、扇子を愛用しいかにも貴族ぜんとした格好をしている。言葉遣いは貴族そのものだが、いやみな言い回しをする自信家。
魔道戦車（現在は、できそこない）をデュクリスから、購入して各国に売却している。今後は、世界中を相手に兵器として売りさばこうと考えており、邪魔をする行為を徹底して排除する、冷血非情な人物である。刀身に飾りの着いた剣を操り、自分の腕に自信を持っている。自らが所有する広大な城の一角にコロシアムを創り、そこで自分が敵を倒すのを楽しむといった歪んだ趣味を持っている。ちなみに以前は剣士の夫がいたが、4人共ジョコンダの所有するコロシアムでジョコンダ自身が相手をして殺害した。
デュクリスに原因不明の疫病が蔓延するタフォーラシアへ各国から届けられた救援物資を隠匿、横領していたことが、ワイザーの証言より明らかになったが、観念せずに開き直り怒りに震えるデュクリスに剣の一閃を受ける。暴走し獣の姿になったザナッファーにジョコンダ自身が飲み込まれてしまった。
オゼル声 - 木村はるか
ジョコンダに仕える妙齢の女性。エプロンにカチューシャという典型的なメイドの姿をしており、カールのかかった栗色の髪の持ち主で、何者にも丁寧な言葉遣いをする。外見とは裏腹に運動神経が優れており、身軽。
正体はレゾに作られた球体関節人形のような体をした人形。首を傾げすぎるとネジのように留めてある首が外れてしまう。額からは何故か正午になると鳩時計に使われている小鳥のようなものが飛び出す。腕の部分は伸縮しけん玉や刃、布団叩き、木槌などに変化可能。
冥王の壷の傍にいつもいるが、リナ達にそれを壊すよう依頼する。EVOLUTION-Rでは壷を持ってラドック邸へと姿を現し、そこでのメイドとしてリナ達と再会する。レゾとの再会を望んでいたが、魔王の魂が一緒に封印されていたこともあり躊躇していた。最終的にはレゾの復活と同時に元の人形に戻った。
フラン声 - 竹若拓磨
犬顔の魔道士。ズーマを雇うまでの間の繋ぎとしてソランと共にジョコンダに雇われ、ポコタの持つ「光の剣のレプリカ」を奪い取ろうと画策するが、その企みは常に失敗に終わる。
ゾラン声 - 谷古美玲
猫顔の魔道士。フランを「兄貴」と呼び、常に一緒に行動する。

### スレイヤーズEVOLUTION-R
ナーマ声 - 川村万梨阿
ジョコンダ城の地下に居た謎のリビングアーマー（何らかの手段で命を吹き込まれた鎧）。名前以外の記憶がはっきりしていない。元々は人間だったが、宝探しの際に「冥王の壺」に触れて、その魂を鎧に封印された模様。主に氷結系や召喚系の魔法を使用し、展開した体の各所から攻撃呪文を放ち、その上、その鎧にはマジックコーティングが施されている為に生半可な攻撃魔法では破壊できず、たとえ強力な攻撃が当たっても体を分解して衝撃を分散させ、瞬時に体を結合することができるなどリナ達をかなり苦戦させた。「冥王の壺」の在り処を僅かに記憶していたのでリナ達を様々な場所に案内するが、肝心の記憶がいい加減なのでリナ達を散々振り回す。暗殺者に強い憎悪を持っているらしく、ズーマが暗殺者だと判ると見境無しに攻撃呪文を撃ちまくった。最後は自分の魂が詰め込まれた「冥王の壺」をゼロスに壊されたことにより、みかん箱に入れられた元の肉体へと戻った。
その言動がある人物に酷似しており、リナ曰く「条件反射的に手が出る」。
漫画版EVOLUTION-Rには登場していない。

### 劇場版スレイヤーズ
ラウディ＝ガブリエフ
声 - 阪脩、少年時代 - 高山みなみ
リナの夢の中で助けを求める大賢者。かつて、エルフ族である少女メリルーンと恋人であったが、ジョイロックに殺されてしまう。以後死ぬことも無くメリルーンの魂と共に生活していた。老人となった今でもメリルーンのことを思っている。ミプロス島の歴史を変える為、夢枕に立つことにより島へとリナを誘った。少年時代、「光の剣」をもっておりレッサーデーモンぐらいは倒すことができた。
なお、名字と「光の剣」が代々伝わってきたものだという言葉と、ドラマCDにおいてガウリイが彼らしき名前を言っていること、劇場版のTVCMにおいてガウリイの「俺のじいさん」的な発言があったことなどから、ガウリイの祖先ではないかと思われる。また、ラウディ老人は劇中において、渋るリナに対して「あんたにも関係のあることだ」と意味深長な発言をして協力を促している。
メリルーン声 - 白鳥由里
ミプロス島に住んでいるエルフの少女。ラウディとは恋人で将来を誓い合っていた仲だったが、村祭りの日にジョイロックに殺される。
ジュリアーノ＝デュビビエ声 - 佐藤正治
温泉マスター。ホテル「ジュエリィ・フィッシュ」の支配人で、偽の温泉で観光客を騙していた。シルクハットにビキニパンツ、胸とへそに星をつけゴム靴をはいている。
見た目とは裏腹に実力があり、温泉で攻撃呪文を呑み込み、水の竜を作り出しリナ達に挑む。が、結局捕まりリナ達によってミプロス島の王の許に連行された。
ラゴス声 - 若本規夫
イリュージョンマスター。ぐるぐる眼鏡をかけた怪しい男。出身地を聞き出し相手に暗示をかけて故郷の幻影を見せることができる。
ジョイロック声 - 玄田哲章
ミプロス島を支配している魔族。ミプロス島の王が何度も兵士を派遣しているが、全部返り討ちにする力を持っている。普段はカエルのような姿をしている。
ミプロス島の人間を支配し、人間の自堕落な感情を食べて生きている。人間達をおもちゃのような扱いをし、そのことでリナの逆鱗に触れている。
はるか昔にメリルーンをはじめとしたミプロス島のエルフたちを皆殺しにし、抵抗してきたラウディも返り討ちにしている。しばらくミプロス島から離れていたようだが、1年前に戻ってきていた。
享楽主義的な性格のために道化めいた印象もあるが、島の村１つを遊びでゾンビの村に変える、悔恨と憎悪に苦しむラウディをわざと生かす等、行動は極めて悪質。
この後のスレイヤーズシリーズの劇場版に登場した悪役たちが財政破綻している悪の組織だったり実は幼生だったりとオチがつくものばかりであるのに対し、ジョイロックは最初にして最後の正統派な敵であるといえる。

### スレイヤーズRETURN
サリーナ声 - 平松晶子
ビアズの村の村長の娘。監視の目をかいくぐり、リナとナーガに助けを求める。多少は剣が使える。
サリーナの父声 - 大塚明夫
ビアズの村の村長。代々エルフ族から渡された腕輪を守ってきた。筋骨隆々で剣も使え、ガレフの元部下と互角に戦えるほどの腕前。
容姿は原作小説に登場するキャラクター「ワイザー＝フレイオン」に類似しており、担当声優の大塚は後年のアニメ『REVOLUTION』でワイザーを演じている。
ガレフ声 - 内海賢二
秘密結社ツァインのボス。ビアズの村に眠るエルフが創った兵器を掘り起こすため村人に強制労働をさせていた。世界制覇を目的としているが掘っ立て小屋を本部にしたり、給料が払えずに部下から逃げてメンバーは2人、女房子供には逃げられ、明日食う飯にも困っている。リナ、ナーガ曰く「道楽で組織作って破綻しているおっさん」。魔獣やレッサー・デーモンの召喚など召喚系列の魔法を得意としている。なおEDにて、ビアズ村で強制労働している際に奥さんと娘さんと再会している。
漫画『超爆魔道伝』によると、元はタイレル・シティ魔道士協会副評議長で石竜を破壊しようとして暴れまわるリナとナーガを見てツァインを作った。ゲーム『スレイヤーズろいやる』にも登場。
ザッハード声 - 矢尾一樹
秘密結社ツァインの幹部。ガレフの世界制覇に感銘を受けて給料の払えないツァインに一人残る。リナを圧倒するほどの剣術の使い手。

### スレイヤーズぐれえと
ガリア＝アインバーグ
声 - 加藤精三
伝説と謳われた現役のゴーレム職人。創作意欲が湧かないとして数年間ゴーレム作りを止めていたが、理想的なモデルであるリナを見て再びゴーレム作りに取り掛かる。ファンシーなゴーレムにこだわっており、創作の方向性の違いからヒューイと対立している。
ヒューイ＝アインバーグ
声 - 子安武人
ガリアの息子。若くしてガリアに匹敵する腕を持つ優秀なゴーレム職人だが、ボディラインを強調したゴーレムにこだわっているため、創作の方向性の違いからガリアと対立している。
ライア＝アインバーグ
声 - 井上喜久子
ガリアの娘、ヒューイの妹。仲違いしている父と兄に苦労している。「私ってやっぱり不幸」が口癖。
ハイゼン
声 - 川久保潔
ストーナーの街の領有権をめぐってグラニオンと対立している領主。歯は全て金歯。ゴーレムを軍事兵器として量産しようと画策しており、ガリアをだまして味方につける。領有権についての決着として国王が提案したゴーレム対決に際してガリアが作り上げたゴーレム『ぴこぴこリナちゃん』は、自分が予想していたものと全く違うものだったため相当なショックを受けた。
グラニオン
声 - 若本規夫
ストーナーの街の領有権をめぐってハイゼンと対立している領主。ゴーレムを軍事兵器として量産しようと画策している。ハイゼンがガリアを味方につけたため、対抗してヒューイをだまして味方につける。領有権についての決着として国王が提案したゴーレム対決に際してヒューイが作り上げたゴーレム『グラン・ゴッデス』は、自分が予想していたものと全く違うものだったため相当なショックを受けた。

### スレイヤーズごぅじゃす
カルバート
声 - 神谷明
コルドロン・シティを治める領主。居城で飼っていたドラゴンたちを引き連れて反乱を起こした愛娘、マレーネを連れ戻してくれるようリナに依頼する。ドラゴンと心を通わせる力がある。
マレーネ
声 - 氷上恭子
カルバートの娘。ドラゴンと心を通わせる力があり、新設予定だった竜騎士団のドラゴンたちとソーンフォート、ガイズノーを引き連れて小遣い値上げのため反乱を起こし、勝手に改造したカルバート家の別荘「要塞城」を拠点にして城に攻め込んでくる。
ソーンフォート
声 - 塩沢兼人
マレーネ四天王の1人。元は近衛隊長の職務に就いていたが、『給料が同じなら、むさいおっさんより綺麗なねーちゃんに仕えるのが人として、男としての当然の義務』という持論からマレーネに従う。仮にも近衛隊長を務めていただけに剣術の腕は相当なものらしいが、その実力を見せる前にリナに呪文で一蹴された。
ガイズノー
声 - 滝口順平
マレーネ四天王の1人。元は大臣の職務に就いていたが、その正体は蛇のような子どもの竜。カルバートやマレーネを利用して竜が支配する世界を作ろうとする。「竜破斬（ドラグ・スレイブ）」をも弾き飛ばす魔法の障壁を使い、蛇のような巨竜に化けていたが元々の体が小さいため、攻撃力はたいしたことはない。

### スレイヤーズぷれみあむ
ルーマ
声 - 白鳥由里
白魔術士。魔病を治す呪文を研究しているが、未熟なため治せない。タコ好きでえぴろーぐぷれみあむでは知恵タコと付き合っている。
知恵タコ声 - 櫻井孝宏
タコ族の天才。守護神の魔力で人の言葉を話す。タコ料理にされた仲間の復讐をするべく、魔病でパニックを起こした人間たちの不安と混乱をエネルギーにして、守護神を蘇らせようとする。
守護神
声 - 納谷悟朗
タコ族から崇められている魔族。言い伝えによるとタコにあたってタコ壺に封印されたが、知恵タコたちによって復活する。

## 漫画に登場する人物

### あらいずみ版
ブラック・フォックス
怪盗。仮面をつけ黒い髪をポニーテールにした男。変装が得意。評判の悪い金持ちからしか盗まないため義賊として町の住民から慕われている。盗んだクリスタルの女神像を取り戻そうとしたリナの唇を奪おうとしたが、いきなりリナに抱きついた為彼女に攻撃呪文のオンパレードを叩き込まれる。その後、彼女に介抱され去って行った。
珍しくリナを「美少女」扱いした人物でもある。
原作小説には登場しないキャラクターだが、SFC版ゲームにも登場し、パーティに加えることも出来る。
イザベラ
商業都市レイザードを治める領主リースタインの姪。権力と財力に物を言わせ美少年をかこっており、ガウリイをさらって自分のものにしようとしたが、助けに来たリナによって塔を壊され、見逃してもらう代わりに金貨1万枚を支払った。あらゆる魔道を習得していたそうだが、その実力を発揮したシーンはない。

### 超爆魔道伝
ラミアン
水竜王を信仰する女人禁制の寺院の13代目当主。先祖が代々女難にあっており、彼女の代で女しか生まれなかった為男として育てられ寺院を継いだ。自分好みの男性を見つける為、異界黙示録の写本を所持しているという噂を流していた。写本を見る為リナと共に寺院を訪れたガウリイに好意を抱き、寺院を捨てることを決意した後結婚を迫るが断られた。
エリナ
ライゼール帝国にある武器屋の娘。小さい時に父親が亡くなり、母親から強い子になれと言われて育てられ一流の剣士を目指している。姉と共に曾祖父の形見に記された写本の場所への案内をリナに頼む。姉の危機に何もできず、剣だけでは強い子にはなれないことを学び、リナとお互い強くなっての再会を誓う。
しかし後に冥王にリナを動揺させる為、喰われ姿を奪われる。
エリナの姉
本名は不明。前髪で目元が隠れている。洞察力が鋭く、剣術の腕も中々のもの。エリナにとっては一つの目標であり、コンプレックスでもある。後に行方不明になったエリナを探してサイラーグに辿り着き、冥王との最終決戦にも立ち会うことになる。

### 水竜王の騎士
ライオス
リナが結界の外で最初に会う少年で水竜王の力を持つ水竜王の騎士。直情怪行で尊大な態度をとるが年上の女性の前だとあがってしまい、ガチガチになる。また、自分の力について思い悩むなどナイーブな一面を持つ。水竜王の力を持つが使いこなせず力任せに戦うことしか出来ない。激昂すると普段以上の力を発揮するが怒りから必要以上の攻撃をしてしまう。鉱山のある村ヴェ・シーの出身で、産まれる前に村人が神聖視していた竜王坑を採掘した父親が死亡した事と人並みはずれた力のため、呪われた子と差別され、疎まれながら育つ。そんなある日鉱山の持ち主の娘ソイ＝レン＝ハイズゥに出会い、竜王坑の採掘を頼まれ、自分の力を認めてくれた彼女をお嬢さんと慕うようになる。竜王坑の採掘中に神剣バニッシャーを見つけ魔族を倒す。それを見たソイ＝レンから水竜王の力があると教えられる。その後、行方不明になったソイ＝レンを探すため村を出る。ガウリイとはぐれ魔族に襲われたリナを助け強引にガイド役にさせられ共に旅をすることになる。
シズリ
水竜王を信仰する「水竜神宗」の女神官。幻術使いで直接的な攻撃力は無く、幻術で敵の撹乱、味方のサポートを行う。水竜神宗座主サーンを崇敬しており彼からの信頼も厚い。姉御肌な性格でライオスを気にかけている。スタイルがよくリナのことを「ノシイカ女」と呼んでいる。サーンの命令で神力を求めてリナ達に同行する。
ソイ＝レン＝ハイズゥ
ハイズゥ家の娘。神の力を求めて竜王坑を採掘する。ライオスに興味を持ち、村人の反対を押し切り、ライオスに竜王坑を採掘させる。ライオスが水竜王の騎士の武器であるバニッシャー使う姿を見て、彼の力が水竜王の力である事を教える。父親の元に報告に向った際、行方不明になる。
サーン＝マオラム
水竜王を信仰する「水竜神宗」の座主にしてクナン帝国摂政。幼い皇帝に代わって帝国の政を摂る。水竜神宗の教えが形骸化し、神を軽視して乱れる世を憂い、神力を手に入れ人々を導こうとする。
ラユン
クァ・ナーにある旅館の看板娘。明るくしっかりした少女。借金で苦しむ親に「売られ」そうになったところをライオスに助けられるが、その際の彼の非情な様子から一度は拒絶してしまう。しかし後に思い直し、ライオスにリナを助けてあげるよう促す。
ナナシ
「名無し(ナナシ)」を名乗る黒豹の獣人。ライオスからは「ナナシのおっさん」と呼ばれる。武器は日本刀風の長刀で、剣法は逆手の二刀流。元は神の力を研究する神学者で神力も扱え、戦士としての技量もかなり高い。
ファナン
空竜王を信仰する「バール真教」を率いる少女。刹那的な快楽主義者。神の力を扱いその力に溺れ滅びた国の末裔であり、神力を扱うことができる。幻術使いでもあり、その力量はシズリ以上。
オルン
ファナンの双子の妹。姉とは違い、穏やかな性格。神の力に溺れ滅びた国の末裔の村の長をしている。リナを風の塔に導く。

### ファルシェスの砂時計
ノア
ファルシェス島の住人。根は臆病で泣き虫だが強い信念を持つ女性。数年前に海賊が島に目を付けて荒らし始め、無力で抗う事の出来ない悔しさから島を出て海賊達に対抗する力を得ようとした。戻ってきてみると、島はまったくの別物に変わっており、海賊を装い島を調べる。力を求め島を離れたものの剣術、魔法共に全く才能が無く、行き倒れになる寸前に出会った『いつも裸みたいな格好で意味不明な行動ばかりですごい方向音痴の変な魔道士』に境遇を哀れまれ救われて以降彼女を「師匠」と呼びこの世で最も尊敬する人物だと語っている。
ルル
ファルシェス島の村娘。優しく芯の強い女性。ランザムとは恋人同士。彼女の身に降りかかった事件をきっかけにストーリーは展開する。
ランザム
ファルシェス島の村長兼司祭。元はかなりの高等な知識を持つ魔道士で事故でファルシェス島に流れ着いた。音楽を愛する気さくな青年でルルとよく一緒にいる。
以上は表向きの顔で、裏では魔王の力を持つ砂時計と、ファルシェス島の特性を組み合わせることで「繰り返す時間」を維持していた。リナたちやノアの存在はそれを崩しかねないため警告こそしたが争うつもりはなかった。
終盤では最後の敵として立ちはだかり、ランザムはリナ＆ガウリィと対決。ランザムの半身（どちらも本体らしい）はゼルガディス、アメリア、ルーク、ミリーナと激突した。
ランザムの配下
ライフル銃で武装した男たち。島の真実を知るノアにいきなり暴力を振るい拉致しようとした。彼らはランザムの忠臣であるが、行き過ぎた忠誠心のためか勝手にリナたちを始末しようとした。また死亡したとしても砂時計の力で生き返るため死を恐れていない。
ノアを襲っている最中にリナたちに乱入され、アメリアから「性的暴行しようとしていた」と言われた時はショックを受けていた。
復活後はランザムの意向を無視してリナたちに襲い掛かるが、ゼルガディス、アメリア、ルークによって全員倒された。生き残っていた者もいたが見限ったランザムによって粛清された。
その正体は、かつてノアを殺害した海賊たち。砂時計の力によって記憶を操作され、ランザムの配下となっていた。

### ライト☆マジック
ライト・インバース
本作の主人公。異世界の少年。年齢は12歳前後。対魔族用特殊戦闘機「ガンポッド」のパイロット（ガンポッドファイター）。小さな子供達の面倒見もよく「みんなのお兄さん」として親しまれている。魔法使いに憧れていて、リナの押しかけ弟子になる。
ジョシュア
ライトの親友にして良きライバル。魔法は「おとぎ話」程度の認識だった。ライトと同じくガンポッドファイターで、敵の撃破数を競い合うこともある。
ハカセ
ガンポッドなど、多くのメカを作った天才科学者。ライト達と同年代。魔法の存在は全く信じていなかった。メガネを取るとナイスバディな美少女なのだが、身だしなみには無頓着で、一ヶ月以上フロに入らないこともある。「ハカセ」は通称で本名は不明だが、周囲には本名どころか彼女の性別すら知らなかった者も多い。
アグリッパ
異世界の魔族から「我等が主」と称される存在。『ルビーアイシステム』の発動によって、異世界のカタート山脈から復活した。圧倒的な火力を持ち、強固な装甲を誇り、さらに攻撃を他の世界に転送させ防ぎ、さらに他の世界の力を自らの力に変えることができる。

## ゲームに登場する人物
ラーク＝ディア＝フレイムドール声 - 今井由香
「スレイヤーズろいやる」「スレイヤーズろいやる2」に登場。容姿は子供だが26歳のエルフ。ゲーム版でリナ達と共に戦う。リナの無茶苦茶な行動に振り回されていく内、役人に「火炎球（ファイアー・ボール）」を放ったり、倒した野盗の持ち物を漁ったりとたくましくなっていく。一言多い性格で余計なことを言ってはリナに殴られている。ろいやるではメインキャラだったが、ろいやる2ではスポット参戦。ろいやる〜ろいやる2の間に魔法をナーガから習ったらしく、使える魔法が増えている。
エレナ声 - 根谷美智子
「スレイヤーズろいやる2」に登場。リナの偽者。リナそっくりの容姿でリナの名をかたるが性格は気弱でおとなしく、本物よりも胸が大きい。ナーガの命令でリナと戦う。
グレイス声 - 関智一
「スレイヤーズろいやる2」に登場。エレナの相棒。ガウリイの名をかたるがエレナと違い本物とは似ていない。ガウリイにライバル意識を持つ。ナーガの命令でリナと戦う。
ロベルト声 - 安井邦彦
「スレイヤーズろいやる2」に登場。ドルトハウトにある協会の牧師。リナ達に盗まれたレイナードのアミュレットを取り戻すよう依頼する。
ヴィオラ声 - 柊美冬（※現在の芸名は石村知子）
「スレイヤーズわんだほ〜」に登場。理学者。魔法を疎んでいる。魔法のモトになっている自然界の力を『石』によって打ち消した張本人。
ダミア声 - 菊地祥子
「スレイヤーズわんだほ〜」に登場。改造人間。ヴィオラからは最高傑作と称されているが、彼女の行いに賛同していない。
フリア声 - 久保田未夢
「スレイヤーズなぞとき」に登場。水の神殿を守る巫女。『悪意のある言葉』を奪う特殊能力を持つ。